# Гаро (народ)
Гаро — тибето-бірманський народ на північному сході Індії (штат Мегхалая) та в сусідніх районах Бангладеш. Вони населяють західну частину Мегхалаї (історична область Гори Гаро) й є другим після кхасі за чисельністю етносом штату, становлять близько третини його населення.
Гаро мало відомі зовнішньому світові, вони в значній мірі залишаються вільними від іноземного впливу. Частково це пояснюється недоступністю їхнього регіону, а частково природним консерватизмом народу. Найбільші відомі гаро тим, що є однією з небагатьох матрилінійних громад, що ще залишилися в світі.
За мовою, культурою та традиціями гаро відрізняються від більшості населення Індії, вони не належать до індійської цивілізації, не говорять індоарійською або дравідійською мовою, ніколи не були індуїстами. Гаро, разом із народами бодо, качарі, дімаса, чхутія, належать до числа народів бара-бодо, й є найбільшим серед них. За матеріальною культурою вони багато в чому нагадують культуру нага, а соціальна організація має ряд спільних рис із сусідніми кхасі. Гаро легко можна відрізнити від сусідів-бенгальців за зовнішністю, фізично вони більше схожі з народами Таїланду або Філіппін.
В Індії гаро належать до категорії зареєстрованих племен (англ. Scheduled Tribes). Цей статус чітко відділяє їх від інших зареєстрованих племен, а ще більше від основних народів Індії та інших категорій населення країни. Іншою є ситуація в Бангладеш. Як і решта етнічних меншин, гаро в цій країні не визнаються як група корінного населення. Вони не є бенгальцями ні за етнічними ознаками та культурою, ні за мусульманською релігією й перебувають на периферії суспільства країни, утворюють його маргінальний сегмент.
Етнонім «гаро», що є офіційною назвою народу як і Індії, так і в Бангладеш, має стороннє походження. Ніхто не знає його точного значення. Самі гаро цю назву не використовують, навіть у певному контексті вважають її образливою. Гаро в Індії зазвичай називають себе ачик (Achik, «горяни»), а в Бангладеш — манді (Mandi, буквально «людина»), існує також комплексний варіант власної назви — ачик-манді або ачик-манде (Achik Mandi, A·chik Mande, «гірський народ»). Незважаючи на відсутність спільної назви, всі гаро відчувають себе єдиною етнічною громадою й чітко відрізняють себе від сусідніх народів.
1947 року міжнародний кордон поділив землі гаро між двома новими країнами — Індією та Пакистаном (згодом Бангладеш). Незважаючи на те, що транскордонний рух ніколи не припинявся, розвиток гаро в двох країнах проходить в різних напрямках.

## Розселення
Більшість гаро живе в гірських районах на заході індійського штату Мегхалая. Етнічний масив народу включає також північні райони Бангладеш, розташовані вздовж індійської кордону, на південь від Гір Гаро, Частина гаро живе на рівнині. Існує транскордонний термін Гароленд (англ. Garo-Land), що позначає етнолінгвістичну область гаро.

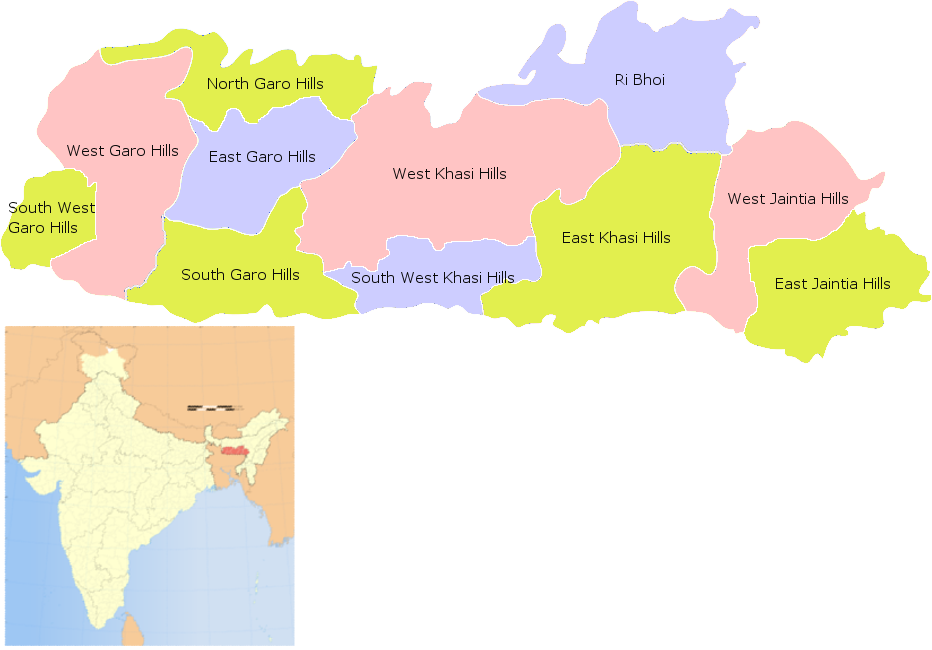
Мапа округів штату Мегхалая

У штаті Мегхалая гаро переважають в округах Західні Гори Гаро, Південно-Західні Гори Гаро, Північні Гори Гаро, Східні Гори Гаро та Південні Гори Гаро. Дрібніші острівці гаро на території Індії знаходяться в кількох районах в штаті Ассам (округи Ґоалпара (англ. Goalpara), Камруп (англ. Kamrup), Карбі-Англонг (англ. Karbi Anglong)), у Горах Кхасі (центральні та східні округи штату Мегхалая), в штаті Трипура (округи Західна Трипура, Ґоматі (англ. Gomati), Дхалай (англ. Dhalai), Кайлашахар (англ. Kailasahar)), а також у штатах Нагаленд (округ Когіма) та Західний Бенгал (округи Джалпайгурі (англ. Jalpaiguri) та Куч-Бегар (англ. Cooch Behar)).
Переважна більшість гаро в Бангладеш живе на крайній півночі країни, в північних районах округів Майменсінгх (підокруги Галуагхат, Дхобаура), Нетрокона (підокруги Дургапур, Калмаканда), Шерпур (підокруги Налітабарі, Джхенайґаті), менше в Джамалпур, що належать до регіону Майменсінгх, та сусіднього округу Сунамгандж (регіон Сілет). Ця прикордонна смуга на заході частково заходить також у регіон Рангпур. Близько 15 % гаро Бангладеш проживає в салових лісах Мадхупуру, щонайменше за півсотні кілометрів від індійського кордону. Адміністративно вони належать належить до округів Тангайл (підокруг Мадхупур) та Ґазіпур (підокруг Шрипур) регіону Дакка. Третю групу складають гаро, які після 1947 року мігрували на плантації чаю та бетеля, розташовані регіоні Сілет. Ще одна група — це міські гаро, що живуть у Дацці, а також Майменсінгху, Читтагонзі та інших великих містах; чисельність цієї групи постійно зростає.
Гори Гаро утворюють західну кінцівку хребта, що розділяє долину Брахмапутри та рівнини Бангладеш. Найвищі хребти Тура та Арбела розташовані в центрі області й проходять паралельно один одному. Найвища вершина Нокрек належить до хребта Тура й має висоту 1412 метрів над рівнем моря. Окремі гірські хребти відокремлені один від одного глибокими долинами. У напрямку рівнин висота гір поступово зменшується. Гори приймають на себе значну частину мусонів, що приходять з Бенгальської затоки. Сезонні дощі живлять ліси, які займають більшу частину необроблюваних земель. Річки, маловодні в зимові місяці, сильно розливаються під час літніх мусонів. Головною річкою регіону є Сомешварі, гаро називають її Сімсанг. Значна частина Гір Гаро є населеною, але кілька ділянок відведені під охоронні території. Національний парк Нокрек (англ. Nokrek National Park), розташований поблизу міста Тура, належить до Світової мережи біосферних заповідників.
У межах Гір Гаро, крім гаро, живуть також рабха, гаджонг, коч, раджбансі, далу, меч, качарі та невелика кількість мусульман і непальців. Більшість їх зосереджена вздовж кордонів області. Внутрішні райони лишаються практично етнічно однорідними, крім гаро, тут живуть лише нечисельні непальці, недавні іммігранти, які тримають великі стада великої рогатої худоби. Після розділу Британської Індії до Гір Гаро також прибула значна кількість бенгальців, біженців із Східного Пакистану в 1947, 1964 та 1971 роках. Вони оселилися в основному в Турі, головному місті району. Інші нещодавні іммігранти походять з різних частин північної Індії, вони присутні в Турі та в інших населених пунктах як торговці, власники магазинів та поденники, але їхня кількість є невеликою.
На рівнинах гаро живуть мішано із бенгальцями або асамцями.

## Чисельність
За даними перепису населення Індії 2011 року, в штаті Мегхалая жило 821 026 гаро (412 929 чоловіків і 408 097 жінок), з них 725 446 осіб — сільські жителі, 95 580 осіб жило у містах. Вони становили 27,7 % загальної чисельності населення штату у 2 964 007 осіб. Чисельність гаро та їх доля в населенні за округами є такими: Західні Гори Гаро — 337 306 осіб (52,5 %), Східні Гори Гаро — 274 821 особа (86,5 %), Південні Гори Гаро — 128 215 осіб (89,9 %), Західні Гори Кхасі — 42 615 осіб (11,1 %). Більшість гаро живе у сільській місцевості. Найбільшим населеним пунктом Гір Гаро є Тура (англ. Tura), адміністративний центр округу Західні Гори Гаро. Населення цього міста становить понад 70 000 жителів.
За межами Мегхалаї найбільші громади гаро в Індії живуть у штатах Ассам — 161 392 особи, Трипура — 12 952 особи, Нагаленд — 2346 осіб та Західний Бенгал — 2039 осіб.
У Бангладеш, за переписом населення 2011 року, проживало близько 76 000 гаро, найбільше в округах (зилах) Майменсингх 25 932 особи (в тому числі 12 404 особи у підокрузі Галуагхат і 9803 особи в підокрузі Дхобаура), Нетрокона 17 982 особи (в тому числі 8913 осіб у підокрузі Дургапур і 8231 особа в підокрузі Калмаканда), Тангайл 13 785 осіб (в тому числі 13 599 осіб у підокрузі Мадхупур), Шерпур 8 456 осіб (в тому числі 3447 осіб у підокрузі Налітабарі та 3040 осіб у підокрузі Джхенайґаті) і Дакка 7676 осіб (найбільше в районі Ґульшан-тхана (англ. Gulshan Thana) — 3426 осіб).
Коли йдеться про племінні групи населення, нерідко неофіційні приватні переписи значно перевищують статистичні дані, що наводяться в офіційних документах. Це зокрема стосується й гаро, що живуть на території Бангладеш. Серед наявних оцінок: 100 тис. (Burling, 1997), 130 тис. (Drong, 2004), 102 тис. (Gain, 2005), 120 тис. (Lewis, 2009), 105 тис. осіб (Sangma, 2010).

## Підрозділи
Гаро поділяються на 11 підрозділів (локальних етнографічних груп): абенг, атонг, акаве, дуал, матчі, матабенг, чибок, чисак, мегам, руга, ґанчинг. Займаючи окремі території, протягом тривалого часу вони жили у відриві одна від одної й сформували свої власні окремі ідентичності, культури й діалекти.
Акаве (A'kawe) або аве (A'we) займають всю північну частину Гір Гаро та рівнини біля їхнього підніжжя від округу Камруп на сході й майже до річки Джинарі (Jinari) на заході. Термін акаве застосовують до жителів рівнинних районів Асаму, вони займаються орним землеробством. Аве називають мешканців долин і низьких гір, розташованих уже в межах Гір Гаро; крім оранки, вони можуть практикувати й підсічно-вогневе землеробство. За звичаями та мовою — це одна етнічна група.
На північному сході Гір Гаро розселені чисак (Chisak). Вони займають смугу приблизно 30 миль шириною на захід від Гір Кхасі, на півночі межують з акаве, на півдні кілька миль не доходять до річки Сомешварі. Чисак мають багато спільного з акаве, але є й відмінні риси в одязі та звичаях, які дозволяють ідентифікувати їх як окремий підрозділ. Відразу на південь від чисак живуть дуал (Dual). Їхні села розташовані на берегах річки Сомешварі та на пагорбах на південь від неї. Райони розселення дуал знаходяться й далі на південь, включаючи рівнини на півночі округу Маймесінгх в Бангладеш. Матчі (Matchi) мешкають у центральній частині долини Сомешварі, на захід від дуал, і поширюються на північ, сягаючи території аве, а також на південь, сягаючи північних схилів центрального хребта. Вони займають серце Гір Гаро, в минулому славились виробництвом бавовни.
Найчисленнішим підрозділом гаро є абенг (A'beng, Ambeng). Вони займають майже половину території Гір Гаро, включаючи місто Тура. Абенг населяють всі західні гори й більшу частину районів на південь від центрального хребта до річки Боґай (Bogai). Невелика їхня група також мешкає на південному сході Гір Гаро, недалеко від межі з Горами Кхасі. Матабенг (Matabeng), відомі також під назвою матжанчі (Matjanchi), розселені трохи на північ від річки Сомешварі, між територіями абенг та матчі. Хоча матабенг вважаються окремим підрозділом, існує думка, що вони можуть бути сумішшю абенг та матчі. Східними сусідами абенг є чибок (Chibok). Вони живуть у верхній частині долини річки Богай, сягаючи на сході річки Нітай (Nitai). Чибок нечисельні, але їхні міфи, танці та загальна культура помітно відрізняються від інших груп гаро. Ґанчинг (Ganching, інша назва ґара, Gara) живуть в південній частині області, на південь від основного хребта, від річки Нітай до річки Сомешварі. Вони відомі своєю майстерністю в скульптурі та будівництві житла.
У межах Гір Гаро є два невеликих анклави народів атонг та руга. Ці етнічні групи мають власні мови, але вважають себе гаро; так само сприймають їх і всі інші гаро. Атонг (Atong) населяють південносхідну частину Гір Гаро, займаючи долину Сомешварі та розташовані навколо неї гори, на північ поширюються до Сіджу. До отримання Індією незалежності це був найзаможніший підрозділ гаро, який також досяг значних успіхів в освіті. Проте новий державний кордон боляче вдарив по економіці атонг, обірвавши традиційні комерційні зв'язки з округом Майменсингх, який опинився в складі Пакистану, а згодом Бангладеш. Атонг сильно відрізняються від решти гаро своїм діалектом. Він більше схожий на мову коч і незрозумілий для інших підрозділів гаро. Проте всі атонг є двомовними, вони володіють діалектом аве, який став лінгва-франко, а також мовою навчання в усіх школах гаро, й не мають проблем у спілкуванні з іншими гаро. На південь від чибок, на низьких пагорбах, що межують з округом Майменсингх у Бангладеш, поблизу Далу, розселена ще одна маленька група зі своєрідною культурою — руга (Ruga).
Мегам (Megam) живуть на східному кордоні Гір Гаро від округу Камруп на півночі до округу Майменсінгх на півдні, населяють також долину Ронгкай та долини біля підніжжя гір Чикманг і Балпакрам; живуть і в окрузі Західні Гори Кхасі. Сусіди-кхасі називають їх линнгам (Lyngngam), а самих мегам вважають одним із своїх підрозділів. Мегам розглядаються як мішана група. Їхня мова є близькою до мови кхасі й абсолютно незрозумілою для решти гаро. Натомість їхня зовнішність, соціальна структура й звичаї такі самі, як у гаро. Гаро вважають мегам своїми одноплемінниками.
Серед гаро на території Бангладеш є представники більшості підрозділів, що існують в Горах Гаро: абенг, чисак, дуал, ґара-ґанчинг, атонг. Гаро в Горах Кхасі здебільшого належать до підрозділів мегам, матчі, чисак та атонг. Гаро в долині Брахмапутри та в інших районах Північносхідної Індії належать до підрозділу акаве.
У результаті покращення комунікацій, розвитку транспорту, реалізації економічних проектів була зруйнована ізоляція окремих підрозділів гаро, й вони майже злилися в єдине ціле. Незалежно від того, чи живуть вони в горах, чи на рівнині, всі гаро мають спільну сильну племінну свідомість. Всі вони говорять однією мовою, мають спільні підвалини культури та традиції. Їх легко відрізнити від інших племен та народів регіону.

## Мова
Говорять мовою гаро, яка належить до групи бодо-гаро сино-тибетської мовної сім'ї. Вона виявляє схожість з мовами бодо-качарі, коч, дімаса й кокборок, перебуває в тісному контакті з мовами бодо в Асамі та кхасі в Мегхалаї.
Мова гаро поділяється на ряд локальних діалектів: абенг (A'beng, A'bengya, Am'beng), ачик (A'chick, A'chik, Achik), аве (A'we), чисак (Chisak), дуал (Dual), матчі (Matchi), дакка (Dacca), ґанчинг (Ganching), камруп (Kamrup), руга (Ruga), атонг (A'tong), чибок (Chibok). Діалекти абенг, ачик, аве, брак, чибок, дуал і матчі мають лексичну схожість між собою й утворюють спільну підгрупу гаро. Проте носіям діалектів, поширених далеко один від одного, потрібен деякий час і терпіння, щоб зрозуміти один одного. Зокрема, два діалекти, що мають найбільше носіїв, а саме ачик і абенг, не є взаємно зрозумілими.
Діалекти руга та атонг відрізняються від решти діалектів гаро й водночас є близькими між собою. Вони належать до групи діалектів коч і не є зрозумілими для інших гаро. До мови гаро вони зараховуються лише через те, що їхні носії належать до числа підрозділів гаро. З основних діалектів гаро найближче до мов підгрупи коч стоїть діалект абенг.
Зовсім іншою є мова підрозділу мегам. Вона тісно пов'язана з мовою кхасі, можливо навіть є її діалектом. На відміну від більшості мов корінного населення північносхідної Індії, включаючи й гаро, мови кхасі та мегам (кхасі називають її линггам) не є тибето-бірманською, а належить до астроазійської мовної сім'ї.
Стандартним діалектом гаро вважається ачик. Він є найбільш розвиненим, на ньому базується літературна мова гаро. Цим обумовлений його престижний статус серед інших діалектів.
Американські баптистські місіонери розробили писемність гаро в останні десятиліття XIX століття. Вони взяли за основу орфографію діалекту ачик, в районах поширення якого було найбільше освічених гаро. Писемність була розроблена на основі латинської абетки, вона була впроваджена місіонерами як засіб початкової освіти на всій території Гір Гаро. Було опубліковано кілька збірок історій гаро, виходить кілька тонких щотижневих газет, але, крім шкільних підручників, найбільш важливими публікаціями мовою гаро є релігійні. Це, зокрема, Біблія, яка вже тривалий час є доступною мовою гаро, а також збірки псалмів та різні інші християнські тексти. Письмова мова використовується також у приватному листуванні. Але читачі гаро вимагають більше літератури, адже, щоб прочитати всю наявну друковану літературу мовою гаро, знадобиться лише кілька місяців.
Гаро є основною розмовною мовою в Горах Гаро, більшість використовує стандартизовану форму на базі діалекту ачик. На своїх північних, західних і південних кордонах більшість гаро володіє також бенгальською або тісно пов'язаною з нею ассамською мовою (гаро обидві ці мови називають «бенгальською»).
Мова гаро має офіційний статус у штаті Мегхалая, хоча й не належить до числа офіційних мов Індії. Вона викладається в початкових класах школи в західних округах штату, мовою гаро ведуться радіопередачі, використовується вона й на університетському рівні. Департамент Гаро (англ. Department of Garo), єдиний в своєму роді в світі, був заснований в 1996 році разом із утворенням Північносхідного Гірського університету (англ. North Eastern Hill University). Департаментом були задокументовані на аудіо- і відеокасетах частина епічної поезії «Katta Agana», легенда «Dikki & Bandi», дещо з народних казок, пісень і традиційної усної поезії. За мірками північносхідної Індії, громада гаро добре забезпечена англійськими словниками (маються на увазі гаро-англійські словники). Стан граматики гаро є менш задовільним.
Офіційною мовою штату Мегхалая є англійська, вона є мовою державних установ та основною мовою освіти. Сучасне покоління гаро все більше схиляється в бік англійської мови. Разом із тим, рівень грамотності (англійською) серед гаро Магхалаї становить 55 % (2001, перепис), це нижче в порівнянні з кхасі, іншою основною етнічною групою штату.
На території Бангладеш мова гаро не має офіційного статусу. Єдиною державною мовою в цій країні є бенгальська. Бенгальською ведеться викладання в школі. Більшість гаро в Бангладеш є двомовними, практично всі краще або гірше володіють бенгальською. Понад 80 % частіше використовують рідну мову, решта — бенгальську. Між собою вдома та в селі люди зазвичай говорять мовою гаро. Бенгальська мова домінує в християнському богослужінні, бенгальською гаро користуються в магазинах, більшість власників яких є бенгальцями, а вони не володіють жодним з діалектів гаро.
Знання бенгальської мови для гаро в Бангладеш є необхідним з практичної точки зору. Це дає їм змогу спілкуватися в державних органах, ефективно використовувати бенгальську літературу. Місцеві гаро мають позитивне ставлення до бенгальської мови. Вони доволі непогано володіють бенгальською й не мають жодних проблем у спілкуванні з бенгальцями. Їхня вимова відрізняється від розмовної мови етнічних бенгальців і більше відповідає літературній формі, що використовується в Дацці, а також у книжках. Діти гаро рано починають вивчати бенгальську, а ще вони більше контактують з бенгальцями, тому молоде покоління краще за старше знає цю мову. Освічені гаро більше користуються бенгальською, ніж рідною мовою. Рівень грамотності бенгальською серед гаро в Бангладеш (близько 90 %) є набагато вищим, ніж у середньому по країні, але кількість високоосвічених осіб є дуже низькою. Високий рівень грамотності є результатом діяльності місіонерських шкіл та неурядових організацій.
Грамотність рідною мовою серед гаро в Бангладеш становить лише 37 %. Цей факт обумовлений їхнім неоднозначним ставленням до діалекту ачик, єдиного, що має писемність. Для більшості гаро в Бангладеш він не є рідною мовою, й у них відсутнє вільне володіння цим діалектом на розмовному рівні. Діалектом ачик володіє в Бангладеш лише незначна кількість гаро, переважно представники старшого покоління. Суттєвою проблемою є те, що діалект ачик використовує латиницю, тоді як в Бангладеш поширене бенгальське письмо і йому навчають дітей у школі. Найпоширенішим серед гаро Бангладеш є діалект абенг, його розуміють і ним говорять тут практично всі гаро. Абенг вже давно виконує роль регіональної мови й став лінгва-франка для різних груп гаро в Бангладеш, але він не має власної писемної форми. Існують лише окремі записи діалектом абенг з використанням бенгальської абетки, були спроби стандартизувати його й надати йому писемний статус.
Мова гаро зазнала впливу з боку бенгальської та англійської мов, найбільше це помітно в запозичених словах. Теми освіти, політики, християнської релігії або сучасних технологій гаро не можуть висвітлити без використання запозичених слів, і вони не соромляться цього робити. Високоосвічені гаро спираються на англійську або бенгальську мови й вільно адаптують слова з цих мов до мови гаро, при цьому відбувається переважно фонологічна адаптація. Гаро запозичували бенгальські слова протягом багатьох століть. Особливо сильним бенгальський вплив є в Бангладеш, тут він стосується не лише використання бенгальських слів, а й побудови речення. Бенгальський тиск є менш сильним на гаро, що живуть в Індії, оскільки вона там не є мовою навчання або державних органів. Навіть бенгальські торговці в штаті Мегхалая достатньо володіють мовою гаро, щоб вести справи зі своїми клієнтами їхньою рідною мовою. Проте, навіть діалекти найвіддаленіших районів у Горах Гаро увібрали велику кількість запозичених бенгальських слів. Вплив англійської мови є порівняно недавнім, але тепер вона конкурує з бенгальською як джерело запозичень. Вплив англійської мови є сильнішим серед індійських гаро, ніж серед гаро з Бангладеш, прямо пропорційно до послаблення впливу бенгалі.

## Релігія
95,6 % гаро в Індії є християнами, решту становлять прибічники народної релігії, індуїсти, є незначне число буддистів та мусульман. У Бангладеш 56,0 % гаро вважають себе християнами, 40,3 % все ще дотримуються народної релігії, 3,7 % становлять індуїсти.
Незважаючи на наявність власної народної релігії, більшість гаро була навернена на християнство. Християнізація значною мірою модернізувала людей, християни гаро зазвичай є більш просунутими в плані освіти, охорони здоров'я, економічного стану та прогресивних відносин. Деякі представники старшого покоління продовжують зберігати традиційні вірування, проте зовнішні ознаки старої релігії тепер знайти важко. Гаро-християни вважають своїх одноплемінників, які дотримуються традиційної релігії, відсталими людьми, вони вважають, що ті повинні відмовитися від практики поклоніння предкам, силам природи й божествам. Прибічники традиційної релігії, свою чергу, звинувачують християн у тому, що ті збилися з правильного шляху, й вимагають у них поваги до себе. У той же час представники обох релігій живуть разом і не мають жодних проблем у взаємодії між собою. Кожен гаро з числа тих, хто дотримується традиційної релігії, зараз має серед християн родичів, сусідів або друзів. Діти гаро відвідують християнські школи й дуже часто стають християнами, якщо вони ще досі ними не були.
Прийняття християнства не означає, що гаро зовсім відмовились від своєї традиційної культури. Багато елементів традиційного життя, зокрема система родинних відносин, форма шлюбу, одяг, значною мірою лишаються недоторканими. Більше того, спостерігається бажання християн гаро включити старі традиції в свою нову віру. Наприклад, християни також відзначають велике щорічне традиційне свято врожаю Вангала. За походженням воно мало умилостивити духів і демонів і проходило з випивкою та танцями. В наші дні християни гаро святкують свою версію Вангала. Вони перетворили його на свято подяки й культурну подію, відкинувши духовні аспекти, пов'язані з традиційними віруваннями.
Гаро сильно відрізняються за релігією від багатьох своїх сусідів. На півночі Майменсінгху в Бангладеш вони єдині, хто прийняв християнство. Певною мірою сусідніми народами широко визнається рівняння «гаро=християнин». Гаро ніколи колективно не приймали індуїзм, й у минулому сусіди-індуїсти, зокрема гаджонги, зверхньо дивилися на них, відчуваючи себе вищою кастою, й тримали необхідну соціальну дистанцію. Проте з прийняттям гаро християнства ситуація змінилася, тепер завдяки кращій освіті, політичному впливу та соціально-економічному становищу вони стали найвпливовішою й процвітаючою не-бенгальською меншиною в північній частині Майменсінгху.

### Сангшарек
Традиційна релігія гаро сангшарек (Sangsarek, Sang Sharek) є складною й важкою для розуміння, це система переконань, в основі яких лежить принцип страху перед надприродними силами. Було прийнято вважати, що вона є анімістичною за своєю природою, але це не відповідає дійсності. Гаро вірять в існування верховного бога-творця, який створив цілий всесвіт і контролює менших богів. На думку експертів, їхня релігія є монотеїстичною з високо ритуальною політеїстичною формою поклоніння.
Гаро віками жили близько до природи, й світ навколо був для них наповнений безліччю добрих і злих духів, яких вони називають міте. Термін міте охоплює все те, що прийнято називати богами й богинями, а також різних духів та бісів нижчого рівня. Всі вони вважаються безсмертними. Божества гаро настільки численні, що навіть священнослужителі не можуть назвати всі їхні імена. Був складений список з 230 імен божеств гаро, але він не є вичерпним. Є як добрі, так і злі божества. Одні з них розглядаються як творці людини, світу та всього, що в ньому існує, інші контролюють природні явища, ще інші визначають долю людини від її народження й до самої смерті. Деякі з богів вважаються символами успіху, рятівниками від хвороб і визначальними силами в плані щастя або нещастя. Духи в світі гаро-сангшарек існують скрізь: на небі, на землі, у водних глибинах, у печерах, ущелинах серед гір, у деревах, заростях бамбука тощо. Річки та озера, гори та пагорби, дерева та чагарники, палиці та каміння — все це оселі певних духів. Так само зірки, сонце та місяць, пори року пов'язані з певними духами.
Міфологія гаро об'ємна, складна й заплутана, вона покладається лише на людську пам'ять, тому змінюється зі зміною місця й обставин, а різні підрозділи народу мають власні назви своїх богів, богинь та духів. Міфологія є основою традиційної релігії, різноманітних свят та церемоній народу. Істоти або сили природи, яких гаро за своїм досвідом сприймають як дуже могутні, розглядаються як боги. Щоб ці боги були задоволені, їх вшановують через різні ритуали. Кожне божество відоме в гаро під кількома іменами, використання яких залежить від обставин. Верховного бога, бога-творця найчастіше називають Татара-Рабуга, а всього гаро зберігають понад 160 різних імен цього бога. Гаро мають різні версії створення світу та всього, що існує в ньому. Всі вони зводяться до того, що Татара-Рабуга давав послідовні завдання богам нижчого рангу й наповнені численними деталями. Гаро вірять, що Земля, всі живі істоти та землі та в морі, небесні тіла, дощ та вітер, разом із меншими богами, були створені за вісім днів.
Нижче за рангом за Татара-Рабугу стоїть бог Салджонг, тісніше пов'язаний з людськими справами. Це бог-сонце, бог родючості, який є джерелом всіх дарів для людей та всіх інших живих істот. Він забезпечує ріст дерев, бамбука, сільськогосподарських культур, дозрівання плодів та врожаю. Який би урожай не був отриманий — все це лише завдяки прихильності та милосердю Салджонга; нічого не можна отримати без його доброї на те волі. Тому після жнив на його честь проводять свято Вангала, це найбільше свято гаро. Салджонг також має кілька імен, деякі гаро ототожнюють його з Татарою-Рабугою, інші вважають їх різними богами. Чорабуді — добрий дух, захисник сільськогосподарських культур. Перші плоди з полів пропонують саме йому.
Сусіме — богиня-місяць, дарує людям і добре, й погане, вона викликає й лікує сліпоту, кульгавість та інші захворювання, підбурює людей до сварки. Тому люди намагаються догодити їй, жертвують їй свиней, курей та алкоголь. Уважається богинею багатства. Гоера — бог сили, викликає грім та блискавку; блискавкою він знищує дерева, людей і тварин. Йому моляться за здоров'я та сили після тривалої хвороби. Калкаме — старший брат Гоера; він піклується про життя людей, береже їх від диких тварин, різних хвороб та небезпек.
Гаро-сангшарек вірять в існування багатьох духів нижчого рангу, більшість з яких є злими. Окремо стоїть Наванг — злий дух, який пожирає душі померлих людей на шляху до чистилища. Наванг також намагається пожирати живих людей, з цією метою він бродить світом, іноді в людській подобі, а іноді в подобі міфічної тварини Малдендонг. Він також викликає болі в шлунку, блювоту, діарею.
Гаро дуже релігійні й богобоязкі люди. Вони бояться таких природних явищ, як грім, блискавка, землетрус, затемнення, вітер, дощ, зірки, що падають. Люди вважають, що кожну з цих природних сил контролює певний дух. Саме ці духи, а не природні явища є об'єктом поклоніння. Гаро вважають, що надмірні дощі, посуха, будь-яка хвороба тіла чи розуму, фізичні недуги, нещасні випадки чи неприродна смерть спричинені гнівом тих чи інших божеств або духів. Доля людини з моменту її народження також керується безліччю духів і божеств. Духи здатні заподіяти шкоду людині у випадку здійснення нею будь-якого гріха.
Гаро вважають, що кожна людина має двічі за своє життя сильно захворіти, один раз — у дитинстві (ця хвороба зветься бімаріма), інший — у дорослому віці (камбепеа). Дехто при цьому помирає, інші живуть далі. Ніколи не відомо, яку форму матиме хвороба. Це може бути холера, віспа, дизентерія або будь-яке інше захворювання. Коли стає зрозумілим, що мають справу саме з бімаріма або камбепеа, проводять дуже складну й коштовну церемонію денджарінга. Для одужання хворого, потрібно принести в жертву свиню або навіть корову, а у випадку з багатою людиною церемонії стають ще дорожчими й складнішими.
Гнів богів та духів, за віруваннями гаро, має стримуватись жертвами, а їхня доброта віддячена молитвою й також жертвами. Тому всі релігійні церемонії сангшарек вимагають жертви, необхідної для заспокоєння та умиротворення духів, здобуття їхньої прихильності. Жертвують тварин і птахів, їжу та алкоголь. Жертви приносять також з нагоди народження, шлюбу, смерті, хвороби, а ще для хорошого врожаю й добробуту громади, а також для захисту від руйнувань та небезпек. У кожному конкретному випадку прийнято приносити відповідні жертви. Розмір жертви залежить від масштабу проблеми. Добрим божествам жертв не пропонують, оскільки вони не завдають людям шкоди.
Гаро вважають, що, якщо злий дух іншого клану нападає на будь-яку особу, то духи його власного клану допомагають йому.
Гаро-сангшарек мають своїх священників (жерців), яких звуть камалами (Kamal, Khamal). Камали зберігають знання про існування та діяльність богів. У минулому вони відігравали важливу роль у суспільстві гаро, керували всіма видами соціальних функцій, зокрема, проведенням богослужінь; всі жертви богам здійснював тільки камал. Гаро зазвичай приходять до камалів для лікування різних захворювань. Шляхом медитації священник з'ясовує, який саме злий дух турбує хворого; потім дає засіб для полегшення. Коли дух визначений, йому приносять жертву. Вважається, що через сон або медитацію камали отримують від богів і богинь мантри (священні гімни). Кожен конкретний гімн є молитвою, яка читається для конкретного божества.
Позиція священника не є спадковою, вона також не обмежується жодним конкретним соціальним класом; будь-хто, хто має відповідні знання та здібності, знає молитви й заклинання, краще за інших наділений здатністю віщування, може бути камалом. Священник не має в громаді ніяких привілеїв, отримує за свою роботу зовсім невелику винагороду. Як і всі інші, він має працювати в полі. Від односельців він відрізняється лише тим, що має приділяти увагу іншим, навіть отримуючи від цього особисті незручності. Незважаючи на всі ці фактори, в кожному селі є свій камал, і він ніколи не уникає своїх обов'язків.
В усіх нехристиянських селах гаро зводять різні види вівтарів та святинь, де приносять жертви богам або духам. Ці жертовні вівтарі споруджують з бамбука, вони мають різну форму та конструкцію, яка відповідає конкретному духові. Спеціальні вівтарі ставлять для принесення жертв злим духам, які можуть завдати шкоди врожаю. Перед хатою або біля неї також ставлять жертовники у вигляді довгих рядів стовпчиків з бамбука з листям, тут приносять жертви померлим членам родини та духам. Вівтарі для померлих гаро називають меманг-мідонг, а вівтарі для духів — міте-мідонг.
Окрім жертв у випадках хвороби та різних соціорелігійних свят, існують також певні щорічні обряди, які проводяться всією громадою села. Такою зокрема є церемонія асонгтата, покликана захистити членів громади від небезпеки, що виходить із лісу, а також від хвороб та нещасних випадків протягом наступного року. Церемонія проходить у спеціально відведеному для цього місці, що зветься асонг, зазвичай на околиці села. Тут жертвують козла, а місяць по тому обов'язково ще лангура або бамбукового щура (Rhizomys pruinosus). Перед жертвою двоє чоловіків проводять тварину на мотузці селом, заходячи до кожної хати, при цьому інші селяни б'ють зовні по стінах хати, щоб налякати й вигнати злих духів, які, можливо, оселилися в ній. Тоді тварину відводять за село, забивають і розпинають на бамбукових палицях, навколо розіп'ятої тварини по колу ставлять довгі й гострі бамбукові кілки — символічна захисна стіна. В минулому так оточували село з усіх боків, щоб запобігти нападам ворогів.
У гаро немає поняття гріха в нашому розумінні, й вони не мають жодної концепції заслуг або добрих справ, які б давали б їм можливість після смерті жити на небі. Вони не вірять у рай та пекло. Для них хорошою є людина, яка не шкодить почуттям і настроям інших людей та регулярно здійснює жертви богам та духам.
Гаро дуже поважають і шанують своїх померлих предків. На їхню честь вони зводять на кладовищі святині й різьблені пам'ятники. Але гаро не мають культу предків, вони не обожнюють предків і, за винятком поховального ритуалу, не приносять їм жертви. З іншого боку, гаро дуже бояться появи привида померлої людини, але з радістю сподіваються на її реінкарнацію після періоду покаяння в світі духів.
Гаро вірять в існування людської душі, яка після смерті покидає тіло й вирушає в призначене місце, щоб прожити там певний час перед перевтіленням. Місце проживання душ померлих має конкретну адресу — це гора Читманг (Chitmang) на південному сході Гір Гаро; у минулому душі «відправлялися» в інші місця. Подорож до Читмангу довга, й душа має бути забезпечена путівником, їжею, одягом, прикрасами та грошима. Все це кладуть у труну разом із небіжчиком. На шляху до Читмангу є місця, де душі обідають, де вони миються. За старих часів, коли ще практикувалися людські жертви, було прийнято, щоб душа багатої людини під час подорожі до Читмангу мала слугу, зазвичай убивали когось із рабів або полонених. Тепер замість людини жертвують курку. Шлях до Читмангу не є безпечним для душ, в одному місці на них очікує демон Наванг. Демон бажає латунних кілець, які гаро пучками носять у вухах, тому померлого обов'язково забезпечують цими прикрасами. Душа кидає кільця на землю й, поки Наванг збирає їх, рятується втечею.
Так само, як люди працюють на землі, душі повинні працювати в Читманзі. Вони також зустрічаються й спілкуються тут з душами померлих родичів, які прибули сюди раніше й ще не повернулися до наступного земного життя. Період випробування в Читманзі та спосіб повернення на землю, на думку гаро, залежать або від причини смерті людини, або від гріхів, які вона вчинила протягом життя.
Душа повертається на землю шляхом реінкарнації, вона вселяється в тіло новонародженої тварини чи людини й починає нове життя. Цей процес може повторюватися покоління за поколінням. Найбільшою нагородою за доброчесне життя є знову народитись у тому ж материнському роді (маджонгу), що й у попередньому житті. Якщо людина в житті грішила, як покарання, вона може відродитися твариною. Найнижчою формою повторного втілення є комахи та рослини, вище стоять тварини й птахи, ще вище — люди.
Вірування гаро містять переконання про існування людей, здатних різними способами обертатися на небезпечних диких звірів, таких як тигри, змії та слони, а згодом повертатися до людської форми. В існування перевертнів продовжують вірити й багато гаро-християн. Уважають, що в стані глибокого сну або гіпнотичного трансу душа може покидати тіло такої особливої людини та вселятися в тіло тварини. Все, що відбувається з такою твариною, господар душі бачить уві сні. Гаро вірять, що якщо вбити тварину з людською душею, водночас помре уві сні й господар душі. Гаро також вірять, що магічними засобами деякі люди можуть досягти фізичної метаморфози й перейти від людської форми до тваринної. Для такого перетворення потрібно було промовити певні заклинання та виконати певні ритуали. Однак ці методи значною мірою були втрачені.
Гаро надають великого значення шануванню богів, які контролюють пори року й від дій яких залежить отримання врожаю. Основним традиційним заняттям народу є підсічно-вогневе землеробство (джум), серія щорічних свят супроводжує всі найважливіші етапи його річного господарського циклу. На кожному етапі вирощування та збирання врожаю духам пропонують визначені традиціями жертви. Гаро святкують із радістю й водночас із належною урочистістю. Кожне свято складається з двох частин: релігійної та соціальної. Релігійний аспект свята полягає у шануванні різних божеств та духів. Після завершення цієї частини починається бенкет, музика й танці. Традиційні свята та обряди гаро мають місцеві варіації, але відмінності зазвичай спостерігаються лише в деталях.
Сільськогосподарський сезон розпочинає церемонія опата, яка передує розчищенню нового поля. Спочатку люди розчищають лише невелику ділянку та йдуть додому. Якщо вночі присниться поганий сон, від вибраної ділянки відмовляються й шукають іншу, тоді знову очікують на сприятливий знак уві сні. Всі здійснюють цю церемонію, але святкові заходи не проводяться. Свято денбілсія знаменує завершення розчищення нового поля й покликане благословити його. Свято відзначається в січні чи на початку лютого. Жителі села збираються разом у хаті нокми (сільського голови), до полудня зводять вівтар і здійснюють жертви, а в другій половині дня влаштовують спільний бенкет; веселощі іноді продовжуються до пізньої ночі. Схожою є церемонія агалмака, яку проводять відразу після випалювання нових полів. Далі розпочинається сівба. Після її завершення люди повертаються в село, а вдень всі п'ють і бенкетують у хаті нокми. Свято аширока гаро влаштовують, коли саджають рис. Люди прагнуть отримати допомогу божеств, сподіваються, що ті принесуть їм дощі та сонце в потрібний час; знову приносять жертви.
Церемонія міамуа має забезпечити хороший урожай. Зазвичай її проводять в кінці червня — на початку липня, після того, як рис підріс, але ще не почав дозрівати. Нокма на власному полі приносить жертву в присутності всіх жителів села, закликає благословення богів на врожай; тоді всі повертаються в село на бенкет. Церемонія ронгчугала або ґіндегала проводиться перед жнивами. Богам пропонують рис із нового врожаю, після проведення церемонії люди, кожен у своїй хаті, їдять, п'ють, грають на гонгах, але не танцюють. Після завершення збирання рису, звичай у вересні, проводять церемонію агая, щоб подякувати богам за врожай. Кожне домогосподарство готує рибу, крабів чи птицю й пропонує їх богам. Після закінчення жертвопринесень та обрядів люди обходять село, їдять, п'ють, грають на музичних інструментах і танцюють у кожній хаті. Ці розваги тривають кілька днів.
Після закінчення збирання врожаю в Горах Гаро проводять найбільше свято року вангала. Зазвичай воно відбувається в жовтні й триває близько тижня. Кожне село призначає власну дату проведення свята. Вангала святкують з великою помпезністю та розмахом. Готують багато їжі й напоїв. На базарі купують кращих корів, прикраси, новий одяг тощо. Деякі люди до свята ремонтують свої хати, щоб розмістити в них гостей та відвідувачів. Значну частину свята забезпечує нокма. Вангала супроводжується традиційними іграми та ритуалами. Люди вшановують бога Сонця Салджонга, приносять йому жертви й просять його благословення на майбутнє. Проводиться також шанування інших божеств і духів. Святкують усім селом, влаштовують масштабний бенкет, споживають багато алкоголю, вночі відбуваються групові танці, які тривають до світанку. Під час святкування молодь вибирає собі наречених. Свято триває, поки не закінчиться весь алкоголь. Існують регіональні відмінності в деталях проведення вангала. Рівнинні гаро натомість святкують гуревата (свято коня). Роблять солом'яного коня, яким керує священник. Жителі села танцюють разом з цим конем близько трьох днів і двох ночей. По закінченні свята тіло коня кидають у річку, а голова зберігається ще рік.
Останньою в низці церемоній, пов'язаних із землеробством, є русрота (джакара в рівнинних гаро). Вона має забезпечити надійне зберігання врожаю у зерносховищах і завершує річний сільськогосподарський цикл. Як і під час інших церемоній, здійснюють жертвопринесення, а тоді відбувається бенкет з великою кількістю алкоголю, але триває свято лише один день.
Гаро цілковито насолоджуються своїми святами, вони з нетерпінням чекають на них, а тоді згадують із задоволенням. Однак дотримуються цих свят лише гаро-сангшарек, християни відзначають християнські свята й не беруть участі в жодному з традиційних свят чи обрядів. Та й серед сангшареків вже згасає той ентузіазм та завзяття, з якими вони святкували в минулому. Багато хто тепер лише спостерігає святкові дійства. Ці зміни можна пояснити впливом християнства та західної освіти, а також реалізацією економічних проєктів, що впроваджуються державою (система джум змінюється на вологий спосіб вирощування рису) й руйнують традиційний спосіб життя, а без нього народна релігія врешті зведеться нанівець.
Серйозних досліджень релігії Сангшарек та її філософії досі не було зроблено. Майже всі гаро тепер християни, й уже немає жодної людини, яка могла б авторитетно пояснити деталі Сангшарек. Самі ж гаро-язичники уникають розголошення інформації про їхні релігійні концепції та міфологію. За таких обставин існують побоювання, що народна релігія гаро може зникнути, не залишивши достатніх знань про її божества, філософію та цінності.

### Християнство
Хоча безпосередніми сусідами гаро є мусульманські та індуїстські громади, вони не прийняли цих релігій. Натомість вони були навернені на християнство. Сьогодні більшість гаро є християнами. Навернення на християнство для різних гаро відбувалося в різний час, одні є християнами вже в третьому поколінні, і воно є для них «єдиною вірною релігією», інші охерстилися лише нещодавно, часто, щоб не залишатися на самоті.
Американські баптисти прийшли до Ассаму в 1836 році, згодом до них додались австралійські. Баптисти розпочали свою місіонерську діяльність і серед гаро, спочатку рівнинних. Першими 1863 року були похрещені двоє хлопчиків в урядовій школі в місті Гоалпара. 1867 року була організована церква в Гаухаті, згодом вона перебралася до Гоалпари. Після приєднання Гір Гаро 1872-73 рр. до британських володінь землі гаро відкрились для роботи місії. 1877 року в Турі була організована перша церква. При церкві діяли школи для хлопчиків і дівчаток.
Спочатку гаро в більшості своїй не приймали нову релігію, вони не сприймали ідеології християнства, навіть намагалися протистояти діяльності місіонерів. Проте з часом більшість змінила свою думку й поступово люди стали навертатися на християнство. Гаро вражало, що християнські місіонери цікавилися й опікувалися ними, організовували школи, лікарні, рисові банки (колективні системи збереження коштів та кредитування), надавали грошові позики. З іншого боку, рідна релігія гаро, не маючи визначеної філософії та не обіцяючи кращого життя після смерті, не могла протистояти потужній силі християнства. Таким чином, село за селом здавалися більш потужній релігії.
Новонавернених ставало все більше. Люди приймали християнство як індивідуально, так і цілими громадами. Колективний перехід здійснювався за ініціативи місцевих лідерів, які завдяки зусиллям місіонерів ставали проповідниками. На кінець XIX ст. серед гаро був 3631 християнин-баптист, 16 материнських церков та 80 філій, у 105 місіях діяли початкові школи, в яких навчалось 1635 хлопчиків і 556 дівчаток. Чисельність християн-баптистів в середовищі гаро збільшувалась і надалі: 5314 вірян було наприкінці 1911 року, 11 001 вірянин станом на 1926 рік, у 1936 р. кількість вірян досягла 16 тис, а 1941 року перетнула позначку в 20 тис., діяло 24 материнських церкви та 380 філій. 1954 року 29 материнських церков та 460 філій об'єднувались у Баптистську конвенцію гаро (англ. Garo Baptist Convention), загальна кількість вірян перевищувала 24 тис.
Окрім поширення Євангелія, місіонерські товариства спрямовували свою діяльність і на інші сфери. Із самого початку вони займалися розвитком освіти та поширенням релігійної літератури, без яких не можна бало донести людям Слово Боже. Діяли школи в Турі та по селах. Окрім світської освіти, також була започаткована біблійна школа для підготовки пасторів. Діяли недільні школи для передачі знань з Біблії та християнської теології. Місіонери приділяли весь можливий час перекладу Біблії мовою гаро, написанню та друку шкільних підручників; була заснована друкарня. Ще 1879 року був започаткований щомісячний періодичний журнал «Garo», який продовжує виходити й сьогодні. Багато уваги приділялося лікарській діяльності. Вже 1899 року відкрився невеличкий диспансер. Місіонери ходили селами й надавали місцевим жителям медичну допомогу. 1908 року відкрилася невеличка лікарня на 15 ліжок, 1956 року вона була розширена. Крім того, баптистські місіонери вже на ранній стадії своєї діяльності запровадили в Турі виробництво бавовняних виробів. Це мало допомогти учням та й людям загалом заробляти на життя. Місцеві джинси продавали урядовим органам в Шімла, Калькутті та в Горах Нага. Місія американських баптистів також організовувала при церквах сільськогосподарські ферми. Крім того, місія надавала фінансову допомогу бідним учням.
Держава розглядала християнізацію гаро як засіб їхньої пацифікації. У 1860-х роках Американська баптистська місія отримала фінансову допомогу від уряду для подальшого розвитку освітньої системи в Горах Гаро. Натомість невідомо жодного факту урядового фінансування місіонерської діяльності серед низинних гаро. Британський уряд надав місіонерам повну свободу в галузі навчання та формування освітньої політики.
Місіонери римо-католицької церкви почали свою роботу серед рівнинних гаро в окрузі Майменсингх 1910 року, а 1912 року вони заснували тут першу церкву. В 1931—1932 роках католицька місія в Гаухаті почала діяти в населених гаро округах Камруп і Гоалпара, що межують з Горами Гаро на півночі. 1933 року була заснована нова римсько-католицька місія в Турі, згодом відкрилися католицькі центри в інших районах Гір Гаро. Католиками ставали не лише новонавернені гаро, а й люди, які переходили на католицтво з баптизму. Окрім церковної діяльності, Римо-католицька місія також сприяла зростанню промислових та інших технічних навичок серед гаро, створивши центри в Турі й Дамрі (Damra). Вона сприяла також розвиткові освіти, заснувавши багато початкових шкіл, а також середніх та вищих (англійською) шкіл у різних районах округу Гори Гаро. Вже з 1933 року католицька церква в Горах Гаро стрімко зростала.
Місіонерську діяльність серед гаро вели також англіканська церква та адвентисти сьомого дня, але вони не досягли суттєвих успіхів.
Християнізація гаро відбувалася в умовах жорсткої конкуренції між баптистами та католицькою церквою. Обидві конфесії намагалися переманити до себе людей. Багато гаро протягом свого життя переходили з однієї церкви до іншої. На боці католицької церкви були більші економічні можливості (баптистська церква більше залежить від волонтерської діяльності), а також те, що вона дозволяла вірним пити чу (місцевий алкогольний напій, що займає визначне місце в культурі гаро). Католики, на відміну від баптистів, мають чітку організаційну ієрархію. 1973 року Баптистська конвенція гаро складалася з 8 асоціацій та 2 центрів, нараховувала 76 материнських церков і 58 806 вірян (серед них 29 650 чоловіків та 29 150 жінок). Чисельність вірян Римо-католицької церкви в 1974 році зросла до 45 тис. 1973 року в Горах Гаро була створена окрема єпископська єпархія. На території Бангладеш католики є найбільшою християнською конфесією, на початку 90-х років їхня доля становила 67 %, прибічники баптистської церкви мали 29 %.
Гаро-християни вірують в єдиного Бога, щонеділі вранці та ввечері відвідують церкву. Головним релігійним святом гаро є Різдво. Відзначають також Страсну п'ятницю, Великдень, Новий рік. Церковні служби проводять у неділю, молитовні збори та збори молоді — в будні.
Навернення на християнство у різних людей відбувалося в різний час, одні є християнами вже в третьому поколінні, і це є для них «єдиною вірною релігією», інші прийняли цю релігію нещодавно, щоб не залишатися на самоті. Одні міцно дотримуються християнства, інші лише називають себе християнами, а серцем залишаються прибічниками народної релігії. Хоча більшість гаро вже відійшла від своїх старих вірувань, у повсякденному житті вони й досі шанують духів, здійснюють традиційні ритуали, приносять жертви духам, особливо коли стикаються із тяжкими захворюваннями або іншим нещастям. Проводять також ритуали, покликані продовжити життя, отримати дітей тощо. Християнство не допускає всіх цих практик. Іноді традиційні танці також розглядаються як несумісні з християнством. У більшості баптистських церков традиційні музичні інструменти гаро також заборонені.
За пишністю християнські бенкети не сильно відрізняються від нехристиянських, але алкоголь не має стимулювати християнську веселість. Місцевий алкоголь (чу) тісно пов'язаний із практиками Сангшарек, він є обов'язковою складовою жертвопринесень, його споживають у великій кількості на свята. Тому вживання алкоголю розглядається християнами не лише як прояв пияцтва, соціального та економічного занепаду, відмова від чу означає й розрив з колишніми звичаями. Католики були, як правило, більш поблажливі до традиційної культури гаро й не забороняють пити чу. Позиція баптистів є більш жорсткою, в них заборонено вживати цей напій. Натомість баптисти запровадили церемонію пиття чаю, яка стала символом християнської гостинності.
Християнські місіонери пришли в Гори Гаро із західними цінностями й намагалися змінити спосіб життя місцевих жителів. Християнство суттєво вплинуло на суспільство гаро й багато чого змінило в житті народу, зміни зачепили соціально-економічну, психологічну, культурну та політичну сфери. Гаро адаптувалися до християнських та західних цінностей. Це суттєво вплинуло на їхній світогляд, люди тепер відчувають духовний зв'язок з Європою та Сполученими Штатами. Гаро називають своїх дітей іменами, поширеними в англомовних країнах.
Християнські місіонери створили в районах розселення гаро систему освіти, відкрили лікарні, проводять заходи із соціального забезпечення. Сільська школа виявилася головною установою, через яку поширювалося християнство. Низка освічених молодих чоловіків гаро поширювали християнство серед одноплемінників. За підтримки місіонерів гаро досягли чудових успіхів у набутті грамотності. Зараз кожне село гаро має початкову школу. Освіченість сприяє поширенню інформованості серед народу, надає людям нові професійні можливості. Християни гаро більш сприйнятливі до нововведень. Зокрема, це стосується нових сільськогосподарських технологій. Вони частіше використовують вологий спосіб вирощування рису, тоді як прибічники народної релігії більше прихильні до традиційного підсічно-вогневого способу.
Поширення християнства та впровадження західної освіти призвели до переоцінки цінностей та реорганізації традиційного суспільства гаро. У багатьох аспектах життя чоловіки стали відігравати набагато важливішу роль, що ослаблює традиційну матрилінійну систему гаро. Гаро відмовилися від старої шлюбної практики й змінили її на християнську. Розлучення серед християн, у порівнянні з прибічниками народної релігії, трапляються значно рідше, адже ця процедура стала набагато складнішою. Зазнали змін народні музика, танці, сюжети різьблення по дереву, конструкція хат, зачіски, прикраси тощо — християни відмовляються від усього, що пов'язане з традиційними віруваннями. В християнських селах зникають спеціальні хати для парубків, оскільки ця установа вважається тісно пов'язаною зі старою релігією. Християни гаро вже не вірять ні в жертви, ні в духів, яким вони призначені.
Християнство є дуже важливим для спільноти гаро. Нова релігія сприяла консолідації народу, християнство стало для гаро важливим етнічним маркером. В Бангладеш воно допомагає їм протистояти тиску з боку мусульман. Християнство та освіта надали людям доказ їхнього розвитку, почуття гордості та чіткої етнічної ідентичності.

## Історія

### Давня історія
Гаро були в основному невідомі зовнішньому світу до британської колоніальної доби й навіть протягом її раннього періоду. Існує дуже мало інформації про історію та походження гаро. За відсутності офіційних історичних документів, єдиним джерелом інформації про події минулого й давню історію народу є його усна традиція. На жаль, неможливо співставити легенди гаро з історичними записами. Неможливо й датувати часи їхніх міграцій.
Гаро належать до числа тибето-бірманських народів і споріднені з більшістю аборигенних племен Північно-Східної Індії, за винятком кхасі. Гаро етнічо та лінгвістично належать до великої групи народів бодо, які відомі лише в Північно-Східній Індії. Немає конкретної інформації, коли предки гаро прибули на Індійський субконтинент. Антропологи припускають, що сталося це в доарійську добу. Предки гаро вже проживали на південному сході Індії на час створення великих індійських епосів Рамаяна та Магабгарата. Разом із іншими племенами північно-східної Індії ведичні арії називали їх кіратами. Народи бодо займали свого часу значну частину долини Брахмапутри й, імовірно, були витіснени з рівнини в гори ранніми індуїстськими мігрантами-завойовниками з Бенгалії.
Найпоширенішою є думка, що предки гаро мігрували з Тибету, хоча немає ніяких історичних свідоцтв на підтримку цього. Самі гаро мають стійку традицію свого походження з Тибету. Дійсно, мова гаро виявляє певну спорідненість з тибетською, а самі гаро належать до монголоїдного расового типу; були також виявлені деякі схожі елементи в культурі гаро та тибетців. Тибето-бірманські народи кількома послідовними хвилями поширювались з Тибету на південь долинами Брахмапутри, Чиндуїну, Іраваді та Меконгу.
Легенда зберегла імена вождів, які повели предків гаро на відкриття нових земель: Джаппа-Джалімпа (Jappa-Jalimpa) і Сукпа-Бонгепа (Sukpa-Bongepa). Спочатку гаро оселилися в Куч-Бегарі, але через складні стосунки з місцевими правителями, вони мусили переходити з місця на місце, пережили важкі випробування війнами й гоніннями. Врешті гаро оселились у районі Джоґігхопа (Jogighopa) на заході Ассаму, де річка Манас впадає в Брахмапутру. Тут вони також мали конфлікт з місцевим ассамським правителем і змушені були тікати на південь, за Брахмапутру, й опинились у районі Габрагхат на території сучасного округу Гоалпара (Goalpara). Вважають, що тут гаро стали багатим і процвітаючим народом і навіть мали власну державу зі столицею в Самбол-Адінгу (Sambol Ading), неподалік від сучасного міста Гоалпара. Першим правителем, за легендою, був Абрасен (Abrasen); він мав власний палац. Деякі автори відносять існування «Царства Гаро» до IX—XIII ст. У будь-якому випадку, гаро вже мали власне територіальне утворення за часи Ахомського царства (1228—1826), адже тоді вони з'являються на периферії ахомської історії. Наприклад, 1671 року гаро прийшли на допомогу ахомському цареві, коли той відбив напад могольських завойовників у районі Камрупу.
Згодом серед гаро виник розбрат, плем'я розкололося на різні гілки, деякі з них знову вирушили в мандри. Гаро розпалися на різні групи й розійшлися Горами Гаро та прилеглими рівнинами. Вони оселилися в безлюдних тоді важкодоступних гірських лісових районах. Одна група на чолі з легендарним вождем Алонг-нога (Along Noga) зайняла Нокрек (Nokrek), найвищу вершину хребта Тура. В цей же період гаро розселилися й на півночі сучасного Бангладеш. В гірських районах гаро розвинули власну цивілізацію. Рівнинна культура не проникала в гори. Гаро зберігали повну незалежність, кожна село жило власною автономною громадою. В той же час горяни ніколи не були ізольовані від решти людей. На прикордонні базари гаро постачали велику кількість бавовни, отримуючи в обмін від жителів рівнин одяг, тканини та сіль.
Імперія Великих Моголів заволоділа Бенгалією в другій половині XVI ст. Стосовно розташованих на північному заході гірських територій моголи займали політику невтручання, місцеве населення, в тому числі й гаро, продовжувало зберігати фактичну незалежність. В Могольську добу біля підніжжя гір, по обидва боки від Гір Гаро, виникли землеволодіння великих землевласників-заміндарів. Прикордонна торгівля тепер велась на землях заміндарів, вона перебувала під їхнім контролем і приносила великі прибутки. Заміндари діяли як буфер між імперією та незалежними Горами Гаро, вони були більш-менш автономними й платили Моголам лише невелику данину. Їм було дозволено тримати невеликі приватні армії боркондазів (Borkondazes). Деякі із заміндарів вдавалися до анексії окремих гірських районів і збирали податки в завойованих селах гаро, брали стільки, скільки їм вдавалося отримати. Це поклало початок тривалій ворожнечі між гаро та заміндарами.
Здирництво та утиски з боку заміндарів, їхня політика анексії земель провокували напади гаро на рівнини. Періодично вони збиралися у ватаги й робили вилазки зі своїх гір, атакували беззбройні села на рівнинах, вбивали, грабували, палили й швидко знову відходили в гірські джунглі. Гаро поверталися з набігів, приносячи із собою як трофеї голови вбитих людей, вдалий рейд відзначали всім селом. Через це гаро зажили лихої слави «мисливців за головами». Рідко вдавалося покарати рейдерів через труднощі пересування військ лісовими масивами гірської країни. Наприкінці XVIII ст. гаро, що населяли зовнішні хребти, були певною мірою поставлені під владу заміндарів, але села у внутрішніх районах залишалися цілком незалежними. Крім нападів на рівнини, гаро вели також постійні внутрішні війни, за слушної нагоди здійснювали напади на село противника. Тому їхні села були оточені частоколом і ретельно охоронялися.

### Колоніальний період
Поразка імперії Моголів від британців у 1757 році мала безпосередні наслідки для населення Східної Індії. 1765 року імператор Моголів Шах Алам II передав в управління Британській Ост-Індійській компанії Бенгалію, Бігар та Ориссу. Але Гори Гаро, де проживала більшість гаро, залишалися вільними ще одне століття. Британці не прагнули до того, щоб територія, яка до цього часу ніколи не перебувала під жорстким адміністративним контролем будь-якої держави, відразу опинилася під їхнім прямим правлінням і дотримувались політики невтручання у внутрішні справи гірських районів. На той час британці були більше зацікавлені у торгівлі, ніж у територіальних придбаннях.
Заміндари лишалися буфером, тепер між британськими володіннями та незалежними Горами Гаро. Як і раніше, вони продовжували збирати на власну користь доходи зі своїх володінь. Збереглися й напружені стосунки між гаро та заміндарами, набіги гаро на рівнинні райони продовжувались. Щоб помститися горянам за рейди, окремі заміндари у відповідь здійснювали збройні вторгнення в гори, що межували з їхніми маєтками, водночас намагаючись розширити свої володіння. Але це не припинило набіги гаро, лише 1816 року їх було зафіксовано аж 150 (94 людини було вбито).
У 1824-25 рр. на півночі округу Майменсингх спалахнуло збройне селянське повстання проти свавілля та утисків заміндарів. Участь у ньому брали й рівнинні гаро. Гірські гаро не брали безпосередньої участі в повстанні, але їхні незалежні землі були важливою моральною опорою для повсталих селян. Як повстанці, так і заміндари шукали підтримки з боку держави. Британці стали на бік заміндарів. За їхньої допомоги опір селян був швидко зламаний. Лідерів повстання схопили й посадили у в'язницю. 1833 року була спроба нового повстання, але з цього нічого серйозного не вийшло. Британське втручання змінило баланс сил в регіоні на користь колоніальної держави. Низинні райони, що з півдня примикають до Гір Гаро, були включені до складу провінції Бенгал. Армія дедалі частіше залучалася до вирішення місцевої ситуації.
У період 1823—1866 років британська політика стосовно гаро зводилась до організації каральних експедицій та встановлення економічної блокади Гір Гаро з метою замирення. Проте приборкати гаро й змусити їх прийняти британське підданство не вдалося. Племена гаро дуже нерегулярно сплачували данину, на яку вони погодились. Мирні стосунки підтримувались лише завдяки особистим контактам представників британської колоніальної влади. Незважаючи на іноді жорстокий опір, 1835 року британці врешті приєднали до своїх володінь в Ассамі гірський регіон, що відповідає сучасному штату Мегхалая. Проте створення гегемонії колоніальної влади в регіоні не дозволило вирішити конфлікти між заміндарами прикордонних маєтків та гірськими гаро. Стосунки навіть загострились. У 1852 рр. були зафіксовані напади гірських гаро й на поліцію в сусідніх районах Ассаму.
Поступово англійці переконались, що силою не зможуть приборкати гаро. Врешті було вирішено вивести горян з під юрисдикції заміндарів і встановити пряме правління в гірських районах. 1866 року було утворено округ Гори Гаро. Наступного року новий округ отримав свого керівника й було засноване поселення Тура, яка стала адміністративним центром округу. Ці адміністративні зміни спочатку мало змінили ситуацію, заспокоїти регіон вдалося лише 1869 року, коли британці встановили офіційний кордон округу Гори Гаро уздовж підніжжя гір. Заміндари більше не могли претендувати на гірські райони. Трьома роками пізніше, у 1872 році, Гори Гаро були офіційно включені до складу Британської імперії, а взимку 1872-73 рр. останні незалежні гаро визнали владу британської корони.
1874 року, коли Ассам став окремою провінцією, Гори Гаро, як і всі гірські області на північному сході Індії, були поставлені під юрисдикцію головного комісара Ассаму. В усіх гірських регіонах англійці встановили однаковий режим управління, призначили голів місцевої влади. В Горах Гаро була встановлена чітка податкова система, створена посада ласкара (англ. Laskar), наділеного судовою владою та функцією збирача податків, проводились щорічні зустрічі з вождями гаро. Ласкар перебував під контролем британської адміністрації. На цьому етапі колоніальна держава справді ствердилася в регіоні. Конфлікти між заміндарами та гірськими гаро припинилися. Колоніальний уряд встановив правила, які обмежували доступ і діяльність сторонніх в Горах Гаро.
1877 року в Горах Гаро розпочали свою діяльність американські місіонери-баптисти. Місіонерам вдалося навернути гаро на християнство, завдяки цьому ті мирно прийняли британську владу, яка трималася протягом 80 років (1867—1947). Християнські місіонери започаткували школи, лікарні, рисові банки, надавали людям грошові позики. Слідом за баптистами на землі гаро прийшли католики, вони заснували тут свою першу церкву в 1912 році.
Спільним досягненням британських адміністраторів та християнських місіонерів було зокрема те, що гаро не брали участь у жодному з комуністичних повстань, а індійський національний рух не зміг поширити свій вплив серед гаро. Індійська боротьба за свободу та рух за неспівпрацю з колонізаторами, започаткований Магатмою Ганді, дуже мало вплинули на рівнинних гаро в окрузі Гоалпара й зовсім не зачепили Гори Гаро. Відповідно, гаро не зазнавали репресій з боку держави. Натомість впровадження освіти відкрило перед ними нові можливості для отримання вищого статусу в суспільстві та престижної роботи (вчителі, медсестри, пастори тощо).
Однак гаро не у всьому влаштовувала британська влада. Незадоволення викликали практика уряду з перетворення кращих земель на лісові резерви, впровадження системи примусової праці, включення рівнинних земель гаро до складу володінь заміндарів. Знайшовся й свій лідер, ним став Сонарам Сангма (англ. Sonaram R. Sangma), освічений гаро, який переймався проблемами своїх одноплемінників. За підтримки кількох ласкарів та нокма він почав свою агітацію 1901 року, тривала вона приблизно до 1913 року й припинилася незадовго до його смерті. Гаро й раніше вдавалися до судових позовів, але Сонарам Сангма перетворив скарги на національне питання всього племені; величезні суми грошей збирали з усіх куточків Гір Гаро. Британський уряд був змушений скасувати примусову працю та припинити подальше перетворення земель у лісові резерви. Справу Сонарама Сангма продовжив Синган Шира (англ. Singgan Shira), діяльність якого тривала до початку Другої світової війни. На початку 1920-х років низка молодих освічених християн гаро створила організацію Ачик Шонго (Achik Shongho, буквально «організація Ачик»), свого роду рух за реформи. Вони закликали народ сміливо стояти на своїй землі й відправляти своїх дітей до школи, де вони отримуватимуть освіту. Ачик Шонго продовжувала свою діяльність і в 1930-ті роки, але вона так і не стала масовою організацією.
На початку ХХ ст. колоніальна держава звернула увагу на бенгальських гаро, що жили на півночі округу Майменсингх, за межами Гір Гаро. 1936 року п'ять найпівнічніших (племінних) районів округу були переведені під прямий контроль губернатора Бенгалії. Вони отримали назву «частково виключені території» (англ. Partially Excluded Area, скорочено PEA). Був призначений спеціальний чиновник, який відповідав за ці райони. Жоден провінційний або державний акт не міг застосовуватися до PEA без схвалення губернатора. Виступаючи в ролі захисника «відсталих племен», уряд таким чином намагався стримувати християн-гаро від участі в будь-якій селянській боротьбі, підбурюваній рухом громадянського непокори Ганді, що набував у ті часи сили в Індії. Утворення PEA принесло місцевим гаро додаткові можливості в системі освіти, охороні здоров'я, схемах фінансування. В політичній площині гаро Бенгалії отримали концепцію власної батьківщини, як округ Гори Гаро для гаро на території сучасної Індії.
Як і на всій території Індії, 1937 року в Горах Гаро пройшли перші загальні вибори. Два представника гаро (Джобанг Марак і Бенджамін Сангма) були обрані до Законодавчих зборів Ассаму. Вони не представляли жодної політичної партії, адже на той час в Горах Гаро не велось ніякої політичної діяльності, але це був початок участі гаро в державній політиці. 1946 року була створена Національна рада Гаро (англ. Garo National Council, GNC), яка вважається першою політичною партією гаро; вона була офіційно зареєстрована 1947 року.

### Після 1947 року
1947 рік ознаменував кінець британського колоніального правління в Індії, а також народження незалежних Індії та Пакистану; східною частиною останнього була Східна Бенгалія (сучасний Бангладеш). Кордон між округами Майменсингх та Гори Гаро перетворився на міжнародний кордон. Він поділив етнічні території гаро між двома окремими національними державами. 1947 року Національна рада Гаро спрямувала до уряду Індії меморандум з вимогою включення районів Гоалпара, Камруп і Майменсинг до складу округу Гори Гаро, але отримала відмову. Отримали відмову й представники політично активних низинних гаро із організації Ачик Шонго, які звернулися до представників колоніальної адміністрації з проханням включити PEA до складу Індії. 1951 року гаро спрямували Джавахарлалу Неру новий меморандум з вимогою приєднання до Гір Гаро сусідньої території PEA. Всі ці дії виявилися безрезультатними. Гори Гаро увійшли до складу неподільного Ассаму.
Поява кордону по-різному вплинула на відчуття ідентичності у гаро в нових країнах. Значно сильніше відчули на собі поділ низинні гаро в Східному Пакистані, які раптово стали незначною меншиною в державі, де панують мусульмани. Двом громадам гаро стало набагато складніше підтримувати між собою контакти, групи по обидва боки кордону розпочали розвиток у різних напрямках, хоча й продовжували вважати себе належними до однієї спільноти. Ефект поділу давався взнаки поступово. Спочатку міжнародний кордон між Майменсингхом (Східний Пакистан) та Горами Гаро (Індія) був тихим і неврегульованим, його можна було відносно легко перетинати. 1947 року на півночі Майменсингху не було актів жахливого насильства, як це спостерігалося на західному кордоні між Пакистаном та Індією. Проте гаро Майменсингху жили в страху, очікуючи атаки з півдня. Найболючішою подією того часу були селянські бунти індуїстів гаджонгів, сусідів гаро в північній частині Майменсингху, що тривали протягом 1946—1950 рр. Після поразки повстання гаджонги масово переселилися в межі Індії, а їхні землі зайняли біженці-мусульмани з Індії. Приплив мусульман у регіон і присутність великої кількості поліції сіяли страх серед гаро.
Натомість в незалежній Індії гаро отримали нові можливості в галузі самоврядування. Їм був наданий особливий статус зареєстрованого племені (англ. Scheduled Tribe), який передбачав певні адміністративні та економічні привілеї. Ця політика протекціонізму була успадкована від британської колоніальної держави. В Горах Гаро була утворена Автономна окружна рада (англ. Autonomous Districts Council, ADC), повноважна керувати справами свого округу та захищати місцеві племінні звичаї та традиції. Таким чином, гірські гаро отримали окрему територію, демарковану офіційними кордонами під єдиними адміністративним управлінням. Автономна окружна рада була обрана й розпочала свою діяльність 1952 року. Вона була повноважна займатися регулюванням використання земель, управлінням лісовими та водними ресурсами, закладами освіти й охорони здоров'я, створенням і контролем органів місцевої влади, поліції, судів, збиранням місцевих податків. Водночас зберігався контроль над діяльністю Окружної ради з боку губернатора штату Ассам. Всі закони, прийняті Окружною радою, набували сили лише після підпису губернатора.
Низинні гаро в Східної Бенгалії навпаки після 1947 року фактично втратили всі права та привілеї, надані їм під час колоніального правління. Офіційно ці права не були скасовані, але новостворена Пакистанська держава більше не виконувала їх. На відміну від Індії, Пакистан не визнав багатокультурного, багатомовного складу свого населення, розвивав проісламський націоналізм та впроваджував відповідну політику. Відносини між християнськими місіонерами та новою державою суттєво змінилися. Через їхню прозахідну позицію уряд Пакистану підозріло ставився до них. Захист, який гаро мали завдяки існуванню PEA, щез. Припинила свою діяльність Ачик Шонго, а більшість лідерів цієї організації емігрувала до Індії. Та й взагалі багато пакистанських гаро кидало свої домівки й тікало до Індії. 1952 року міжнародний кордон став реальністю через впровадження паспортно-візової системи. Поділ гаро став довершеним фактом. Водночас ситуація в прикордонній зоні заспокоїлася, пакистанська держава забула про гаро; люди жили бідно, але мали землю й обробляли її. Протягом 1954—1963 рр. багато гаро мігрували на чайні плантації Силету.
У 1950-х та 1960-х роках ассамські лідери стали просувати ідею єдиної ассамської етнічної ідентичності на території штату, були спроби ввести ассамську мову до шкільної програми в гірських округах. Це викликало невдоволення гірських племен. Ситуація в штаті загострилась. Зокрема лідери гаро та кхасі розпочали агітацію за відділення їхніх районів від Ассаму. Результатом цих рухів стало створення окремого штату Мегхалая. Процес його відділення від Ассаму відбувався в кілька етапів і завершився лише 1972 року.
Для гаро Східної Бенгалії критичним став 1964 рік, коли спалахнула нова війна між Індією та Пакистаном. Під час цього конфлікту Східний Пакистан прийняв більше мільйона мусульманських біженців з індійських штатів Західний Бенгал, Трипура та Ассам. Північ Майменсингха відчув стрімкий приплив бенгальських біженців з Ассаму, а потім і безземельних бенгальців з південних районів Майменсингха. Притік мігрантів супроводжувався пограбуванням та залякуванням місцевого немусульманського населення та незаконним розселенням біженців на землях гаро та їхніх сусідів. Бенгальці ходили по селах з ножами й списами, грабували населення, чужинці спалювали хати місцевих жителів, часто разом із людьми та тваринами. На боці прибулих бенгальців були представники держави, пакистанської армії, поліції, парамілітарні загони ансарів та сили прикордонної безпеки Східного Пакистану. Протягом одного місяця практично всі гаро з прикордонної території втекли до Індії. Покинуті села вже наступного дня займалися бенгальцями.
Коли гаро з Майменсингха прибули до Індії, їх розселили в таборах біженців. Умови були погані, багато людей хворіло й помирало. Місіонери та індійський уряд вживали заходів для реабілітації та фінансової підтримки біженців. Місцеві гаро, які працювали в таборах, закликали біженців залишатися. Багато гаро Майменсингха послухались їх і залишилися жити в Горах Гаро. Тим не менше, через два-три місяці інші біженці почали повільно повертатися додому. З'явилася інформація, що ситуація в Майменсингху значно покращилася. Уряд Пакистану нарешті змінив своє ставлення до гаро й закликав їх повернутися. Люди боялися померти в таборах, вони залишили в Пакистані своє майно, там була їхня рідна земля, до того ж настав час збирання врожаю.
Гаро-репатріанти знаходили свої хати та землі захопленими, а майно пограбованим. З новою гостротою постало земельне питання. 1964 року в Пакистані був прийнятий Закон про майно противника (англ. Enemy Property Ordinance), за яким власність індійських громадян та східних пакистанців, що проживають в Індії, скасовувалась і потрапляла під контроль уряду Пакистану. Це означало, що власність біженців гаро також була визнана ворожим майном. Репатріанти змушені були викупати свої господарства або витрачати великі гроші на судові позови. Треба було також купувати худобу, щоб орати землю, а ще будувати хати. Люди мусили брати позики, а тоді виплачувати високі відсотки. Це привело багатьох гаро до зубожіння. Землі тих, хто не повернувся, продовжували займати бенгальці, вони робили це шляхом самозахоплення або за урядовим рішенням. Сотні колишніх сіл повністю зникли. Гаро стали меншиною в своїй власній країні. Дискримінаційний Закон про майно противника продовжував застосовуватись до 1991 р. Гаро Східної Бенгалії лишилися ще однієї своєї опори: після 1965 року іноземним місіонерам більше не дозволялося працювати на прикордонній території. Після втрати землі гаро стали мігрувати у великі й малі міста в пошуках роботи, але там вони були чужими й стикалися з багатьма проблемами. Гаро продовжували також мігрувати до Індії або на чайні плантації Силету.
26 березня 1971 року розпочалася дев'ятимісячна війна за незалежність Бангладеш, в якій, за різними оцінками, загинуло від 300 тис. до 1 млн східних пакистанців. Початковий етап визвольної війни в березні 1971 р. дуже нагадував ситуацію 1964 року. Знову гаро зіткнулися з агресією з боку бенгальських мусульман. Вони знову тікали з країни, а бенгальці відразу займали їхні хати й безжально грабували господарства. Через два-три місяці ситуація змінилася: в регіон увійшла пакистанська армія, й прикордонна територія перетворилася на справжню військову зону, з індійською армією по один бік кордону та пакистанською — по інший. Бенгальські мусульмани також були змушені тікати через кордон і приєднатися до гаро в таборах біженців. Стосунки між громадами покращились. У результаті вже незабаром після початку війни гаро та інші меншини північного Майменсингха приєдналися до боротьби за свободу Бангладеш. Загони добровольців формувалися в таборах біженців на території Індії. Тепер гаро в своїх бідах 1964 року звинувачували пакистанську армію. Вони хотіли бути гідними громадянами вільної країни, а головним бажанням гаро була автономія для PEA.
У грудні 1971 р. індійська армія завдала пакистанцям остаточного удару, й Бангладеш став незалежною державою. Багато гаро повернулося в рідні села, тепер до нової країни, з надією на краще життя. Біженці знайшли свої домівки зруйнованими, на цей раз спустошення було набагато гіршим, ніж 1964 року. Люди знайшли лише джунглі навколо своїх зруйнованих хат. Але психологічно вони почувалися краще. Проте вже незабаром стало зрозуміло, що лідери Бангладеш, зокрема президент Муджибур Рахман, виступають за створення мононаціональної бенгальської держави, в якій племенам немає місця, вони повинні асимілюватися з бенгальцями. Гаро почали організовувати власні сили опору, але не мали лідера. 1975 року в Бангладеш стався державний переворот, Муджибур Рахман був убитий, а один з його послідовників Кадер Сиддикі (англ. Kader Siddiqui) втік на північ і підняв повстання в районах, розташованих вздовж кордону з Індією. До загонів Кадера пристало багато гаро. Повстанці мали базові табори на індійській території й отримували підтримку індійських сил безпеки. Після програшу Індірою Ганді виборів 1977 року Індія відразу припинила свою підтримку Кадера, й повстання припинилося. Урядові сили підозрювали гаро у підтримці повстанців.
Тепер Бангладеш — це бенгальська країна, тут не має жодного села, де б гаро становили більшість або жили заможно. Починаючи з 1960-х років, і особливо з 1980-х років, багато гаро почало переселятися у великі міста. Особливо популярною серед них стала Дакка. Багато гаро, чоловіків і жінок, приїздять сюди в пошуках роботи, інші на навчання. Тепер вони живуть у містах цілими сім'ями. Буває, що міські діти вже не можуть говорити мовою гаро, але більшість особливо усвідомлює тут свою етнічну ідентичність. Крім усього іншого, їхній фізичний тип чітко вказує на відмінне від бенгальців походження.
З особливими проблемами зіштовхнулися гаро, що проживають у салових лісах Мадхупуру. 1955 року держава проголосила ці ліси заповідними й передала їх у відання Департаменту лісового господарства Бангладеш, було обмежене вільне пересування людей в цьому районі. 1956 року в лісах Мадхупуру була заборонена традиційна культивація земель джум, людям обмежили доступ до лісових ресурсів. Тепер лісовим гаро дуже важко зберігати свій традиційний спосіб життя і культурні цінності, що сформувалися навколо лісів як їх центрального стрижня. Водночас у Мадхупурі з'явилися нові поселення бенгальців, окремі ділянки лісу були перетворені на сільськогосподарські землі, відбувалося масове вирубування дерев, створювались каучукові плантації, здійснювалось насадження комерційних дерев. Уряд не хоче визнавати гаро корінними жителями цього району, традиційними й законними власниками землі. Більше того, урядовці звинувачують гаро у вирубуванні лісів та розкраданні лісових ресурсів. 2000 року уряд Бангладеш ініціював проєкт створення в лісах Мадхупуру екопарку з метою розвитку туризму. 2003 року розпочалось будівництво навколо екопарку бетонної стіни 3-метрової висоти, яка обмежує доступ гаро до їхнього житла, розташованого серед лісу. Лише рішучі протести корінних жителів зупинили реалізацію проєкту.
Загалом національні процеси в гаро Індії та Бангладеш ідуть різними шляхами. Індійські гаро, як корінний народ, домагаються автономії своєї батьківщини в рамках Конституції Індії. В Бангладеш місцеві гаро координують свої дії з іншими корінними громадами й виступають об'єднаним фронтом, домагаючись на платформі прав корінних народів прийняття загальнодержавної політики, яка б сприймала етнічні меншини як рівноправних громадян і захищала їх від наступу панівної бенгальської мусульманської культури.
В Індії вже незабаром після утворення Мегхалаї на території штату стала зростати напруга між корінними громадами та мігрантами, останні на той час володіли основними місцевими бізнесовими структурами. Протягом 1979—1992 рр. мали місце насильницькі дії радикальних організацій кхасі та гаро, спрямовані проти бенгальців, непальців, бігарців, марварів (раджастанців); багато бенгальців назавжди залишили Мегхалаю. На чолі боротьби зі сторонніми стала організація Hynniewtrep Achik Liberation Council (HALC), яка об'єднала корінні громади кхасі-джайнтія та гаро. Із запровадженням у 2000-х роках державної політики захисту інтересів корінних громад баланс можливостей поступово перейшов до корінних племен, напруга вщухла. Але водночас на території штату посилився розкол між основними корінними групами: кхасі та джайнтія з одного боку та гаро — з іншого.
У 1990-х роках HALC розпалась за етнічним принципом. Збройні угрупування гаро утворили Армію визволення Гаро Матгрік (англ. A·chik Liberation Matgrik Army, ALMA), яка намагалася відділити свою батьківщину Країну Гаро (Гароленд, англ. Garoland, мовою гаро: A·chik A·song) від Мегхалаї. Гаро були невдоволені гегемонією кхасі й підіймали питання про створення окремого штату в Законодавчій асамблеї Мегхалаї, але отримали відмову через позицію місцевого уряду та Конгресу, які перебувають під контролем кхасі. Гаро висунули етнополітичні претензії на самовизначення та самоврядування, але позиції різних угруповань різнилися стосовно меж Країни Гаро. Якщо стара Національна рада Гаро (англ. Garo National Council) була націлена на створення нового штату з п'яти округів Гір Гаро, що входять до складу Мегхалаї, то організація ALMA висувала претензії також на значну частину округів Гоалпара й Камруп, що перебувають у складі Ассаму. Загальним девізом різних політичних організацій гаро є мовою гаро A·chik A·song tangbangchina («Довге життя країни Гаро-Ачик»).
1994 року бойовики з ALMA склали зброю, але вже наступного року частина їх утворила нову організацію Національна рада добровольців Гаро (англ. A·chik National Volunteers Council), яка успадкувала програмні принципи попередниці. 2000 року ANVC була заборонена, але її члени взялися за зброю й перейшли до партизанських методів боротьби. 2004 року ANVC підписала з урядом Індії угоду про припинення вогню, яка згодом кілька разів порушувалась, зокрема тричі в 2010 р. У документах 2009 року ANVC обмежила свої вимоги створенням Автономної ради Гаро (англ. Garo Autonomous Council) в межах Гір Гаро на території штату Мегхалая. 2007 року утворилася політична партія Національний конгрес (демократичний) Гаро (англ. A·chik National Congress (Democratic), ANC-D), яка також підіймає на порядок денний питання самовизначення народу та створення окремого штату Гаро. Якщо ANVC офіційно перебуває у стані припинення вогню з урядом Індії, то існують інші радикальні угрупування гаро, які продовжують діяти у внутрішніх районах Гір Гаро та прилеглих районах Ассаму та Західних Гір Кхасі. Серед них Національна визвольна армія Гаро (англ. Garo National Liberation Army, GNLA), сформована 2009 року, Об'єднана визвольна армія Ачик (англ. United Achik Liberation Army, UALA), Національна визвольна армія Ачик (англ. Achik National Liberation Army, ANLA)), що утворилися 2013 року, Елітна армія визволення Гаро (англ. Liberation of A·chik Elite Force, LAEF) та ін., які продовжують здійснювати терористичні акти.
Уряд Бангладеш наразі немає ніякої політики, спрямованої на розвиток корінних національних меншин. Він навіть не визнає «адівасі» корінними народами. Держава просуває бенгальську культуру й працює на бенгальський (бангладешський) націоналізм. Національні меншини мають інтегруватися в ширше бенгальське суспільство. Їхня культура вважається менш важливою й нижчою. З іншого боку, державна політика маргіналізації гаро та виключення їх з державного життя сприяли розвиткові процесу об'єднання й самоідентифікації народу. Тепер гаро в Бангладеш утворюють міцну спільноту із сильною національною ідентичністю. У відповідь на урядову політику вони розробили контрдискурс, підкреслюючи свою ідентичність як окремої спільноти, відмінної від мусульман Бенгалії, але з числа корінних народів у новій країні Бангладеш. Гаро сприймають PEA як свою історичну батьківщину, де вони раніше становили більшість населення, жили без бенгальців і володіли більшою частиною земель. Їхні погляди спрямовані на північ, до об'єднання зі своїми родичами по той бік кордону, але вони більше не розглядають Гори Гаро як свою країну, відчувають себе там іноземцями. Ставлення до мігрантів з Бангладеш в Горах Гаро також є неоднозначним. З одного боку, місцеві гаро виявляють певну етнічну солідарність та толерантність до біженців та іммігрантів. З іншого боку, їх не приймають як своїх, вважають їх некорінними жителями Гір Гаро, а території, що опинилися в складі Бангладеш втраченими назавжди.

## Господарство
Близько 90 % гаро безпосередньо пов'язані із землеробством, і земля для них є основним джерелом засобів до існування. Гаро розробили власні прийоми господарювання, відповідно до клімату та рельєфу їхньої країни. Більшу частину цих технологій вони зберігають і досі. Хоча гірські, лісові та рівнинні гаро мають багато схожого між собою, природне середовище привчило їх до різних методів господарювання. На схилах гір гаро здавна практикували ручне підсічно-вогневе землеробство (джум, jum, jhum). Цей спосіб господарювання лежить в основі всієї традиційної культури гаро.
Земля, що належить сільській громаді, ділиться на кілька частин, одна з яких щороку вибирається для культивації й розподіляється між усіма домогосподарствами села відповідно до кількості їхніх членів. Після вибору ділянки люди розчищають її від лісу, зрубаним деревам дають час підсохнути, а тоді спалюють їх. Вирубування дерев та обрубування гілок і сучків, виготовлення палиць для копання, молотьба та віяння були обов'язком чоловіків, прибирання ділянки, сівба, прополювання, вилущування та сушіння зерна, його зберігання — жінок, спалюванням та збиранням врожаю займалися разом. Основними сільськогосподарськими знаряддями були мотика, мачете (дао), своєрідні граблі з бамбука (джакенбрак).
У Горах Гаро й досі домінує натуральне господарство. Основною продовольчою культурою є суходільний рис, важливе значення має також просо. Крім того, вирощують кукурудзу, маніок, таро, картоплю, перець, кунжут, папаю, різні види бобових, огірки, гарбузи, дині, кавуни та багато інших овочів та фруктів. Важливими товарними культурами є бавовник, перець чилі, банани, імбир, арум.
Рівнинні гаро вже на початку XX ст. практикували орне землеробство й вирощували вологий рис. Вони запозичили відповідні технології в своїх сусідів, тепер використовують трактори та інші механізми. Це змінило в цих районах систему землеволодіння, стався перехід до індивідуальної приватної власності, що мало серйозні наслідки для соціальної структури суспільства рівнинних гаро. Змінилися на користь чоловіків традиційні ролі та обов'язки в сільськогосподарському виробництві, більшість робіт тепер виконують чоловіки, а жінки займаються переважно домашнім господарством. Останнім часом дуже популярною товарною культурою серед рівнинних гаро в Бангладеш став ананас.
Лісові гаро Мадхупуру традиційно практикували джум на розчищених від джунглів ділянках. Після урядової заборони цього способу обробітку земель вони стали впроваджувати вирощування рису вологим способом з використанням плугу. Лісові гаро застосовують сучасні пестициди та хімічні добрива, але, незважаючи на технологічні досягнення, все ще живуть переважно натуральним господарством і мало інтегровані в національну та регіональну економіку. Гаро Мадхупуру вирощують як вологий, так і суходільний рис, а основним джерелом грошових надходжень для них стало вирощування ананасів.
До підсобних занять належать тваринництво, мисливство, рибальство та збиральництво. Розводять велику рогату худобу (робочу), кіз, свиней, курей, качок, тримають собак та котів. Худобу випасають у лісі. Чоловіки гаро здавна відомі як вправні мисливці. В місцевих річках, що течуть із гір, гаро ловлять рибу, для цього спеціально споруджують загати. У лісових та низинних водоймах, крім лову рибу, збирають молюсків, крабів, черепах.
У джунглях традиційно збирають ямс та інші дикорослі бульби, овочі, фрукти та ягоди, арум, горіхи, гриби, лікарські рослини, мед, хмиз та суху деревину на паливо, вирубують дерева та бамбук для будівництва хат, мостів і човнів, виготовлення сільськогосподарського, мисливського й рибальського знаряддя та інструментів, побутових речей. Деякі види рослин і тварин тісно пов'язані з релігійною практикою народу й традиційно використовувались для виготовлення статуеток богів та інших культових предметів. Збиральництво — переважно жіноче заняття, заготівлею деревини та збиранням меду займаються чоловіки. Зі знищенням лісів Мадхупуру місцеві жінки та діти гаро тепер змушені долати великі відстані, щоб назбирати палива.
Традиційні ремесла: ткацтво, гончарство, плетіння. На відміну від інших гірських народів Північно-Східної Індії, гаро не займаються ковальством. Натомість неабиякого вміння місцеві майстри досягли в обробці дерева. Чудовими зразками художнього різьблення є, наприклад, дерев'яні поминальні стовпи, які гаро ставлять біля хати померлого. Жіночими заняттями вважаються ткацтво та виготовлення одягу. В усіх селах поширене плетіння, з очерету виготовляють різної форми й розмірів кошики, побутове начиння та багато інших предметів. З бамбука плели килимки, стіни хат. Із дерева та бамбука будували мости через річки, а ще човни.
Виготовленням робочих інструментів, предметів побутового призначення, мисливського й рибальського знаряддя та пасток займалися чоловіки. Вони виготовляли також щити з очерету, стріли з бамбука, отруту із соку лісових дерев для полювання та боротьби з ворогами. Чоловічими вважаються також роботи, що вимагають фізичної сили: вирубування дерев, будівництво хат тощо. Жінки займаються домашніми справами, готують їжу, варять самогон, виготовляють соду та місцевий миючий засіб з коріння, листя та м'якоті лісових дерев.
Хоча частина гаро й вирощувала бавовник для продажу на ринках Асаму, більшість населення традиційно трималась осторонь ринкової економіки.
Існує різниця між життям у сільській місцевості Гір Гаро та в міських районах. Швидке поширення освіти призвело до зміни в професійній орієнтації людей, багато молоді віддаляється від сільського господарства, тепер гаро працюють в урядових структурах, зайняті підприємницькою діяльністю. В Дамасі, що в окрузі Східні Гори Гаро, діє цементний міні-завод. Але, незважаючи на всі ці процеси та існування міської еліти, хребет племені все ще складає сільське населення.
Поліпшення інфраструктури в Бангладеш зробили подорожі країною простішими й швидшими. Майменсингха й навіть Дакки можна дістатись протягом кількох годин, а мігрантам стало легше підтримувати контакти з рідними селами. Тепер гаро можна знайти по всьому Бангладеш, найбільше в Дацці. Багато гаро працюють кухарями, нянями, водіями чи охоронцями. Інші мають роботу на швейних фабриках, досить багато дівчат і жінок працюють в салонах краси. Завдяки отриманій освіті в середовищі міських гаро розвинувся середній клас. Серед його представників є лікарі, державні службовці, поліціянти, військові, медсестри, бізнесмени, співробітники офісів приватних компаній та неурядових організацій, священники та вчителі.

## Суспільство
Британські джерела ранньої колоніальної доби повідомляють про м'який характер гаро, їхню правдивість, жвавість, добродушність і чесність у стосунках, риси, рідкісні серед східних націй. Але й серед них виникали сварки й суперечки стосовно землі, власності та інші злочини. Гаро відомі як люди працьовиті, і чоловіки, й жінки сумлінно виконують свої обов'язки у полі та вдома.

### Сільська громада
Кожна сільська громада гаро є самостійною політичною одиницею, з якою пов'язані традиційні соціальні структури народу. В доколоніальний період у Горах Гаро існувало лише дві політичні інституції: сільський голова (нокма) та сільська рада. Нокма був центральною фігурою в житті громади й представляв село за його межами. Його влада базувалася на праві розпоряджатися родовими землями (акінг, A'king), а повна назва звучить як акінг-нокма (A'king Nokma).
Однак позиція нокма була дуже делікатною. Природа суспільства гаро не допускає концентрації влади в руках однієї людини. В принципі нокма мав рівний статус з іншими членами громади, але вікові традиції надавали йому певні привілеї, пов'язані з правом власності. Родові землі перебували в спільному володінні всіх мешканців села, й кожен мав право їх обробляти, але нокма займався регулюванням землекористування, розподілом ділянок між окремими сім'ями. Нокма не міг продати або закласти жодної частини акінг, оскільки це була спільна власність громади села, але він міг здавати стороннім в користування ділянки родових земель й отримувати за це плату, яку гаро називають авіл (A'wil).
Нокма був обраним головою села. Громада могла звільнити нокма, якщо той здійснював серйозні порушення у виконанні своїх обов'язків. В обов'язки нокма входило визначення дат та організація щорічних соціально-релігійних свят, пов'язаних із сільськогосподарським циклом, надання дозволу на проведення релігійних церемоній, організація жертвоприношень, спрямованих на забезпечення процвітання села, організація громадських робіт та громадських заходів. Він мав приймати гостей, вирішував суперечки між селянами, пов'язані з крадіжкою, пошкодженням майна, образами й травмуванням людей. У старі часи нокма також вирішував питання, пов'язані з військовими експедиціями та захистом села від зовнішніх вторгнень. Лише нокма міг володіти церемоніальним барабаном крам, який, як уважають, наділений надприродними силами. Лише розумна й енергійна, сильна й впливова людина могла стати нокма. Посада нокма в суспільстві гаро є престижною, але вона також вимагає значних особистих витрат на проведення громадських заходів.
Сільська рада (рада старійшин) не була активним і постійним органом управління, але вона керувала всіма справами громади. Сільська рада розглядала судові справи, а також інші питання, що стосувалися життя всієї громади. Зазвичай нараду скликав нокма, але він виступав лише як посередник. У випадках особливої важливості події всі жителі села збиралися у своєму бойовому вбранні, сідали колом, а мечі втикали в землю перед собою. У дискусії брали участь не тільки вожді, але й їхні дружини. Постанови виконувались негайно, якщо вони стосувалися війни. В інших випадках збори закінчувались бенкетом, співами, танцями та пиятикою.
У випадках суперечок між кланами територія ворожого клану ставала забороненою для кожного з них, їжа від ворожого клану вважалася отрутою. Суперечка вирішувалась шляхом виплати компенсації, або шляхом досягнення компромісів за посередництва третьої сторони на нейтральній території. Розмір компенсацій вимірювали в биках та гонгах, він залежав від серйозності справи та традицій, що склалися в конкретній місцевості. Після впровадження грошей компенсація стала визначатися в монетарній формі. Досягнення компромісу засвідчувалось ритуалом джакгіток-сика (Jakgitok Sika): представники сторін брали один одного за зап'ястя й робили публічну заяву про примирення; після цього разом пили з великого горщика дікка (Dikka).
З приходом у Гори Гаро британської влади колоніальна адміністрація мала на меті встановлення ефективного зовнішнього контролю над крихітними демократичними громадами та системи збирання податків. Англійці мало розуміли сутність політичних інституцій гаро й намагалися прилаштувати їх до власних понять про місцеву владу. Повноваження та функції нокма були розподілені між новими посадовими особами, створеними британським урядом. У 1822 р. була введена посада ласкара з обмеженими поліційними, цивільними та кримінальними владними повноваженнями. Ласкар був головою групи сіл, перебував на британській службі й отримував за це гроші. Зазвичай ласкари призначалися з числа нокма, найвпливовіших на відповідній території. Водночас в кожному селі зберігалася спадкова влада нокма. Ласкари за посадою ставали головами сільського суду. Крім того, вони призначали голів сіл (сардарів), які були представниками й помічниками ласкара й перебрали на себе більшість функцій нокма. 1878 року була введена також посада маузадара, в обов'язки якого входив збір статистичних даних, розрахунок суми податків та їхнє збирання. За нокма лишилася лише роль номінального голови свого роду й опікуна родових земель. Таким чином, нокма втратив більшу частину своїх повноважень, а сільські ради перестали бути вищою владою у вирішенні суперечок.
Зі створенням 1952 року автономної окружної ради гаро отримали можливість керувати своїми справами відповідно до своїх традицій. 1956 року автономна окружна рада Гір Гаро надала сільським радам широкі повноваження у вирішенні питань добробуту людей, підтримання правопорядку, введення та збирання податків на потребу громад в межах наданої їм юрисдикції. Це рішення фактично було відновленням елементів старої політичної системи гаро, значно обмеженої за часи британського правління.
Все ще існує інститут нокма, хоча й зі значно меншими повноваженнями, ніж у давнину. Окружна рада узаконила орендну плату авіл з осіб стороннього походження, що користуються родовими землями, а також за лісоматеріали та всі інші лісові продукти. 25 % її йде на користь нокма, решта 75 % — до фонду окружної ради. За традицією нокма виступає як керівник при проведенні ритуалів сангшарек, але якщо нокма стає християнином, ритуальні обов'язки покладаються на когось іншого.

### Судочинство
У гаро існувала власна система правосуддя, але не існувало окремих судів. Всі сварки та суперечки в межах громади вирішувалися шляхом скликання зборів старійшин села. Місцем проведення таких зборів була хата неодружених чоловіків, а головував на них, за традицією, нокма. Рішення приймалися більшістю присутніх членів ради. Прийняте рішення було остаточним та обов'язковим до виконання, оскаржити його не було де. Весь процес проводився усно, жодних записів не велось. Не існувало й професійних адвокатів для судових засідань.
Перед початком розгляду справи позивач і відповідач складали перед зборами клятву. Для гаро, людей простих і чесних, клятва була ефективним інструментом у виявленні винних. Присяга несла загрозу прокляття й неприродной смерті й діяла як дуже ефективний інструмент у виявленні винних. Вона змушувала людей визнавати провину до того, як неминуче здійсниться прокляття. Якщо під час розслідування виявлялася брехня, вона каралася миттєвою смертю, не стільки як акт справедливості, скільки обурення. Тому нечесність або крадіжка були рідкісними, спори виникали зазвичай через убивство. Якщо під час розгляду справи не було виявлено доказів, за згоди сторін, призначали випробування. Це могли бути випробування гарячим залізом або окропом, пірнання під воду, людей залишали в джунглях на кілька днів і ночей прив'язаними до дерева. Якщо людина лишалася неушкодженою, вона визнавалася невинною. Із розвитком цивілізації найбільш жорстокі види випробувань були замінені на гуманніші форми. Наприклад, до дерева в джунглях замість людини стали прив'язувати тварину.
Випробування не могли використовуватись при вирішенні суперечок за землю, власність, правонаступництво, в конфліктах між сім'ями та родами. Традиції гаро вимагали крові за кров, мав бути вбитий вбивця або один із його родичів, або принаймні один із його рабів. Ланцюжок помсти продовжувався, поки не вдавалося досягти примирення між сторонами. Потерпіла сторона отримувала штраф від іншої як ціну за кров.
Гаро не мали писаного Кодексу законів, який би регулював їхнє повсякденне життя. Але в них з давніх часів діяла величезна кількість норм і правил, які можна вважати законами традиційного права. Вони були й лишаються некодифікованими, їхнє тлумачення та застосування різноманітні й складні, а судження різняться від людини до людини, але гаро й досі вважають їх абсолютно обов'язковими й дотримуються їх. Види покарань та розмір штрафів відрізняються в різних районах.
Традиційні закони гаро можна звести в три категорії: асімалджа (Asimalja), дакмалджа (Dakmalja) та німа (Nima). Категорія асімалджа об'єднує моральні принципи, засновані на розумінні того, що нехтування законів і порядку викликає гнів духів. До числа гріхів асімалджа належить недотримання обрядів, одруження в межах забороненого рівня спорідненості, вирубування лісу (це храм духів), осквернення священного місця тощо. Ці гріхи, на думку гаро, впливають не лише на порушника, а й ставлять під загрозу безпеку всіх жителів села. Хоча порушника ніхто не карав, він отримував зневагу своїх родичів, односельців та всіх, хто почує про його гріх. Від порушення норм асімалджа людей стримував страх померти насильницькою смертю й занапастити свою душу в потойбічному житті.
Дакмалджа — це сукупність моральних, цивільних та кримінальних законів і покарань гаро. Порушення цих законів є не лише гріхом перед духами, воно каралося судом, якщо злочин ставав відомим. Хоча ці закони й покарання не записані, люди пам'ятали й дотримувались їх, а на порушників чекали відповідні санкції. Судовому розгляду підлягали звинувачення в перелюбі, блуді й спокусі, презирство, глузування та ганьблення, побиття, намір вбивства, вбивство. Порушення цих законів у давнину могло стати початком кровної помсти між родами. До категорії німа належать норми етикету в повсякденному житті. Порушення цих правил не карається штрафами чи іншим способом, але нехтування ними сприймається як гріх і ставить під сумнів мораль людини.
Британська колоніальна адміністрація сформувала нову судову гілку влади, яка перебрала на себе всі судові функції. Були створені суди різних рівнів, кожен зі своїми повноваженнями. Над ними стояв окружний суд, створений у Турі. Британський уряд прийняв низку законодавчих актів, що стосувалися системи правосуддя в Горах Гаро, всі вони містили положення, що передбачали здійснення правосуддя у відповідності з традиціями гаро. Зокрема за звичаєвим правом мали вирішуватись кровні суперечки. Але загалом цивільні та кримінальні закони зазнали докорінних змін. Так звані «законні вбивства» (вбивство ворога на війні, вбивство невірної дружини або її коханця, кровна помста) були оголошені поза законом. Як наслідок, такі дії припинилися й були майже забуті. Кожен випадок вбивства став розглядатися за Індійським національним кодексом, а не за традиціями та звичаями. Багато кримінальних злочинів стали каратися позбавленням волі або смертною карою, певні покарання були замінені на штрафи. Британці зберегли присягу перед розглядом справи, але випробовування, як варварська практика, було викоренене.
Звичаєві закони й досі регулюють земельні, майнові та інші суперечки, які зараз вирішуються у сільському суді, апеляцію можна подати до судів вищого рівня. Консервативні верстви суспільства стійко тримаються традиційного права, але молодь все менше звертає на нього уваги. Деякі закони групи німа не застосовуються до християн та до освічених гаро. В той же час, незважаючи на те, що християнство, освіта та держава внесли значні зміни до соціальних звичаїв гаро, усталені практики та ментальний світогляд продовжують пронизувати й сучасне суспільство гаро.

### Родова організація
Гаро зберігають суттєві залишки родо-племінної організації. Всі вони належать до одного з великих матрилінійних екзогамних підрозділів, що звуться катчі (Katchi, Chatchi), причому переважна більшість до двох із них: сангма (Sangma) і марак (Marak). Обидва ці катчі нараховують по сотні тисяч членів, і всі вони вважаються родичами. Третій катчі, момін (Momin), є значно меншим; крім того, існують ще дві невеличкі матрилінійні родові групи: аренг (Areng, Arengh) та шира (Shira, Sira). Кожен катчі відрізняється від інших культурою, традиціями, харчовими звичками, соціальними нормами тощо. Лише сангма та марак є споконвічними підрозділами гаро. Підрозділ момін утворився наприкінці XIX ст. в результаті мішаних шлюбів жінок гаро з чиновниками бігарського походження. Поява двох останніх катчі датується XX ст., вони відкололися від підрозділу сангма.
Основною функцією такого поділу є регулювання шлюбних стосунків. Шлюби всередині катчі заборонені, навіть серед таких численних, як сангма та марак. Люди вибирають собі подружжя лише серед представників іншого катчі. Ця практика починає певною мірою руйнуватися в містах. Гаро звикли запитувати один одного, до якого катчі вони належать. Це допомагає їм правильно побудувати стосунки. Якщо йдеться про чоловіка та жінку, таким чином з'ясовується, чи можливий між ними шлюб. З іншого боку, відчуття спорідненості сприяє зближенню людей з одного катчі.
Катчі, в свою чергу, поділяються на безліч дрібніших екзогамних родових груп, що звуться мачонг (Machong, Ma·chong). Кожен мачонг належить до певного катчі, але мають місце випадки, коли однойменні мачонги в різних районах належать до інших катчі. Мачонг — це група родичів за материнською лінією, які виводять своє походження від спільної праматері. Буквально мачонг означає «материнська група» (ма — «мати», чонг або чонга — «група»). Назви мачонгів походять від певних тварин, птахів, рослин, сіл, місцевостей, виробів або подій, пов'язаних з їхнім походженням.
Мачонг є основною соціальною одиницею суспільства гаро, він здійснює контроль та регулювання стосунків між окремими його членами та соціальними структурами суспільства. Шлюби в межах мачонгу заборонені, це для гаро є серйозним порушенням моральних принципів і рівнозначне інцесту.
Гаро використовують назви своїх катчі та мачонгів так, як європейці прізвища. Повне ім'я людини включає назву катчі та початкову літеру назви мачонгу, наприклад: Сонарам П. Сангма.
Мачонги, в свою чергу, поділяються на менші родові групи, що звуться магарі (Mahari). Магарі є відносно невеликою групою найближчих кровних родичів. Відчуття близькості людей, колективізму та групової солідарності є найсильнішими саме в межах магарі. Члени магарі можуть розглядатися як одна велика розширена сім'я. Якщо члени мачонгів розкидані по різних районах Гір Гаро та за їхніми межами, то магарі зазвичай обмежуються одним селом або групою сусідніх сіл (одне з них є материнським). Всі члени магарі ведуть свій родовід від дружини засновника материнського села. Кожна сільська громада складається з одного або двох магарі. Магарі не мають особливих назв. Одне з домогосподарств, як правило, вважається найстаршим, інші — його гілками. Найстаршим є домогосподарство спадкоємиці громадських земель, а чоловік спадкоємиці зазвичай стає старостою села (нокма). Магарі слідкує за інтересами мачонгу, особливо що стосується шлюбів. До функцій магарі входять питання спадкування, вибору чоловіка для спадкоємиці, контроль за діями спадкоємиці, виконанням норм співіснування у громаді, регулювання шлюбів і розлучень.
Магарі також є екзогамними, люди шукають собі подружжя в межах певної обмеженої території, тому майже всі магарі в сусідніх селах пов'язані один з одним родинними стосунками.
Поширення християнства та впровадження західної освіти й нових сільськогосподарських технологій викликали суттєві зміни в суспільному житті гаро. Мешканці міста тепер живуть зовсім іншим життям, мачонги мають дуже слабкий контроль над ними. Освічені гаро відмовляються від більшості атрибутів традиційної культури. Із плином часу гаро все менше дотримуються заборон, що накладаються належністю людини до певної родової групи. Особливо це стосується міських гаро та людей із космополітичними поглядами. Але переважна більшість гаро й досі тримається споконвічних суспільних норм. Навіть серед еліти, як і раніше, скрупульозно дотримуються жорстких правил, що забороняють шлюби в межах одного мачонгу. Таким чином, сьогодні існують два паралельних суспільства гаро, але нове суспільство несе суміш старого й сучасного. Правило екзогамії як на рівні катчі, так і на рівні мачонгу тепер все частіше порушуються, але такі шлюби все ще засуджуються суспільством.

### Матрилінійне суспільство
В умовах самозабезпеченого ізольованого існування склалося суспільство гаро з чітко вираженою соціальною структурою та культурою. Через унікальні традиції народу його часто помилково називають матріархальним, проте це не так. Матрилінійні традиції обумовили високий статус жінки в суспільстві. Формально дружина є головою сім'ї, вона має право власності на сімейне майно. Матрилінійна організація спорідненості означає також, що діти належать до родинної групи (мачонгу) своєї матері й носять її прізвище, а спадок передається за жіночою лінією (від матері дочці). Походження відстежується лише за лінією матері. В той же час у більшості сфер суспільного життя переважають чоловіки.
Із системою спорідненості тісно пов'язана система успадкування гаро. Згідно зі звичаями, родинне майно належить дружині й залишається в її магарі. Спадкоємицю сімейного майна, яка зветься нокна (Nokna), вибирають батьки. В принципі це може бути будь-яка з їхніх дочок. У кожному регіоні є свій звичай, і кожна родина та катчі діють за власними правилами, але найпоширенішою практикою є вибір спадкоємицею наймолодшої доньки. Однак, за сучасною тенденцією, батьки все частіше вибирають спадкоємицею дочку, яку найбільше люблять. Нокною може бути й усиновлена дочка. Якщо в сім'ї немає дочки або з якоїсь причини батьки не можуть визначити спадкоємицю, нокну вибирає мачонг (обов'язково в межах магарі). Зміна релігії може позбавити статусу спадкоємиці, тоді мачонг може вибрати спадкоємицею іншу дочку. Батьки та мачонг можуть також позбавити дівчину спадку, якщо вона одружиться з чоловіком зі свого роду або посвариться з матір'ю.
Якщо в сім'ї є лише одна дочка, вона отримує в спадок все майно. Якщо дочок є кілька, то до спадкоємиці (нокни) переходить основна частина сімейного майна, її сестри (вони звуться агате, A'gate) отримують лише фрагменти, але вони мають право на використання земельних ділянок для вирощування культурних рослин та з іншою метою. Оскільки агате не пов'язана умовами збереження родової спадщини, вона зазвичай обирає собі чоловіка з іншого катчі. Синам традиції гаро не дозволяють успадковувати сімейне (материнське) майно та й взагалі чоловіки не можуть успадковувати будь-яку власність. Якщо чоловік отримує певне майно в подарунок, він має передати його матері чи дружині, залежно від його статусу. Відповідно, жоден чоловік не може заповідати власність. Разом із тим слово чоловіків є дуже важливим при прийнятті мачонгом рішення, до кого має перейти спадщина.
За звичаями гаро, власність сім'ї не повинна виходити за межі материнського роду. Мачонг контролює родинне майно й не дозволяє передавати його іншому мачонгу. За відсутності спадкоємиці рішенням мачонга спадкова (родова) хата та майно переходять до дівчини з числа найближчих родичів. Зазвичай це буває дочка сестри дружини, перевага надається тій, що не є спадкоємицею в своїй сім'ї. Мачонг також відіграє вирішальну роль у виборі чоловіка для спадкоємиці. Якщо нокна без достатніх на те причин відмовиться одружитися з чоловіком із магарі свого батька, вона позбавляється права на сімейну власність.
Після одруження нокна продовжує жити в батьківській хаті, а після смерті матері вона успадковує сімейне майно. Оскільки нокна отримує більшу частину майна у спадщину, вона має нести й певну відповідальність. Зокрема вона повинна брати участь у традиційних сімейних обрядах та церемоніях, дбати про своїх старих батьків, брати на себе відповідальність за неодружених братів та сестер або будь-яких родичів, що живуть у материнському домі. Інші дочки, вступаючи в шлюб, ще кілька років живуть у батьківській хаті разом зі своїм чоловіком, а тоді ставлять нову хату, щоб утворити нову незалежну сім'ю. Цей аспект структури сім'ї залишається незмінним навіть у міських районах, проте в даний час деякі чоловіки гаро не зацікавлені жити в хаті батьків своєї дружини.
Сини залишають батьківську хату ще в період статевого дозрівання. Далі вони живуть і навчаються методам господарювання та традиціям народу в сільському гуртожитку для парубків — великій громадській хаті, що зветься нокпанте (Nokpante).
Якщо помирав батько нокни, її чоловік, що зветься нокром (Nokkrom), мусив одружитися зі своєю овдовілою тещею. При цьому його власна дружина ставала джикгіте (Jikgite), «додатковою дружиною», але також мала право на володіння. Оскільки теща де-юре була власником домашнього майна, нокром таким чином мав взяти на себе всю відповідальність за домашнє господарство. Якщо він відмовлявся це зробити, то мав піти з дому. Мати могла відмовитись одружитися з нокромом, але тоді вся влада в хаті переходила до нокни. Якщо спадкоємиця ще не була одружена, мати й дочка разом одружувалися з одним чоловіком; чоловік при цьому ставав нокромом, мати — джикмонгма (Jik Mongma), «головною дружиною», а її дочка — джикгіте й водночас лишалася нокною. Якщо мати, що залишилася вдовою, також помирала, ще не одружившись удруге, щоб відновити статус сім'ї, нокна мала відразу одружитися, навіть якщо вона та її нокром обоє ще діти. В такому випадку магарі призначало одного з родичів опікуном, який до повноліття нокни керував майном цієї сім'ї під наглядом усього магарі.
Після смерті чоловіка вдова повинна була повернути його батькам все, що він отримав від них. Якщо речі були загублені або зношені, їх слід було замінити. Але, як правило, магарі давав вдівцеві замість померлої іншу дружину, яка зветься онсонга (On'songa). Онсонга ставала господинею в хаті, як колишня дружина, однак спадкоємицею оголошувалась дочка першої дружини. Вдівець, поки йому не дали іншу дружину, залишався в хаті й лишався розпорядником майна, хоча й під наглядом магарі. Якщо ж він вирішував одружитися із жінкою з іншого мачонгу, то мав піти з хати, на взявши із собою нічого, та ще сплатити штраф.
Існують також закони стосовно передачі майна у випадку розлучення. Якщо розлучення відбувається за взаємною згодою, чоловік має піти з хати без будь-якого майна. У випадку, якщо винна жінка, майно лишається за чоловіком, а магарі надає йому нову дружину. Чоловік може відмовитись від нової дружини, він вільний піти, але без майна. Коли сім'ю кидає чоловік, він не може нічого брати із собою з дому й, більше того, все зароблене ним надалі зобов'язаний надсилати в покинуту ним сім'ю. Якщо ж він вирішує одружитися вдруге, має сплатити штраф.
Жоден чоловік у суспільстві гаро не може безпосередньо володіти ніяким майном, крім особисто придбаного ним, але й те після його смерті переходить дітям, а вони належать до роду дружини. Поки чоловік нежонатий, все його майно належить матері. Іноді хлопчики можуть працювати в інших домогосподарствах як слуги за обумовлену плату або навіть як раби для погашення боргу. Всі зароблені гроші вони віддають матері. Після одруження чоловік переходить до хати дружини лише зі своїми особистими речами, все його майно, включаючи земельну ділянку, яку він обробляв і з якої жив, лишається в батьківській (материнській) родині. Все, що молодий візьме з собою, стає власністю нової сім'ї, а дружина стає єдиним опікуном цього майна. Батьки можуть передавати синові частину свого майна, але це вважатиметься боргом, який нова синова родина має повернути. Все, що чоловік заробляє за життя в будь-який спосіб, стає власністю його дружини.
Хоча власність у гаро належать жінкам, керують громадою й порядкують майном чоловіки. Зазвичай жінка більше прив'язана до домівки, тоді як чоловіки помітно переважають на громадських арені. Нокна є лише номінальною власницею майна, а її чоловік нокром, діючи від імені дружини, є його фактичним управителем. Нокром може втратити право розпоряджатися сімейним майном, якщо він покидає сім'ю, якщо він відмовляється одружитися з овдовілою тещею або після смерті дружини одружується за власним вибором. Іноді, хоча й рідко, нокром втрачає право на управління, коли завдає шкоди власному домогосподарству через власні проступки чи некомпетентність; його можуть навіть відправити із сім'ї за домовленістю між магарі.
Коли йдеться про головну родину села, зазвичай чоловік спадкоємиці стає нокма, старостою села. Він отримує право розпоряджатися родовими землями акінг, але належать вони не йому, а його дружині та її роду. Як правило, новий нокма походить із тієї ж родової лінії, що й його попередник і живе в тому самому селі. Типовим рішенням є коли дійсний нокма вибирає собі за наступника племінника, сина своєї сестри. За відсутності дочки у головній сім'ї спадкоємицею стає найближча родичка дружини нокма, вона зі своїм чоловіком стає власницею родових акінг-земель. Але в будь-якому випадку остаточне рішення у виборі нокма належить мачонгу.
Не лише посаду старости села, а й інші громадські посади, займають, як правило, тільки чоловіки. Хоча, у відповідності до норм звичаєвого права, жінки й займають високе місце в суспільстві гаро, вони не можуть приймати остаточні рішення. Ця прерогатива належить чоловікам, жінки під час обговорення можуть висловлювати свою думку. Освіта та релігія змінили ставлення людей до старої традиції й спонукають гаро відмовлятись від звичаїв, які надавали жінкам вищий статус у суспільстві. Мешканці міста живуть зовсім іншим життям, ніж традиційні сільські громади. Жінки тут стали більш залежними від своїх чоловіків.
Сьогодні все більше й більше батьків ділять майно на усіх дітей. Це порушення законів гаро, але відповідає законодавству Бангладеш, й обділені брати та сестри можуть подавати позов у суд. Передача майна синові тепер не розглядається як порушення. Проте ні християнство, ні освіта, ні нові сільськогосподарські технології не вплинули на систему спорідненості. Вона залишається одним із найтривкіших аспектів культури гаро. Шлюб все ще екзогамний. Серед міських гаро спостерігається тенденція давати дітям прізвище батька, що є суттєвим відривом від традицій народу. Такі порушники говорять, що хоча діти й мають прізвище батька, вони належать до мачонгу матері. Чоловіки гаро в сучасному світі й водночас у рамках матрилінійної системи відчувають себе неповноцінними, й багато гаро у містах уважають це причиною «відсталості» свого народу.

### Шлюбні традиції

#### Правила
Як і в інших народів світу, шлюб займає важливе місце в соціальному і культурному житті гаро. Шлюбна система є відображенням соціальних і культурних норм народу. В суспільстві гаро шлюб встановлює постійні стосунки не тільки між чоловіком і жінкою, він об'єднує два мачонги, до яких вони належать. Таким чином, врешті саме мачонг визначає шлюбні угоди. За матрилокальною традицією гаро чоловік вже в день одруження переходить жити до хати дружини. Залишаючись членом свого рідного магарі, він зобов'язаний дарувати всю свою прихильність новій сім'ї, присвятити всю свою енергію на її добробут й утримання, віддавати всі свої заробітки дружині. За магарі чоловіка залишається обов'язок захищати його й у разі потреби прийти йому на допомогу. Таким чином, кожен магарі буде піклуватися про те, щоб поважалися його права. За магарі дружини зберігається все домашнє майно, а магарі чоловіка має право, щоб в кожному наступному поколінні чоловік спадкоємиці вибирався з числа його членів.
Шлюб в громадах гаро є суворо екзогамним, існує кланова (родова, на рівні катчі) екзогамія. Сангма не може одружуватися із Сангма, Марак не може одружуватися з Марак і так далі. Порушення цього правила вважається гріхом, що підлягає покаранню. Хоча така пара й не піддається остракізму, вона втрачає соціальний престиж та повагу. Ендогамія існує й на рівні мачонгів, на практиці це означає, що чоловік і дружина повинні належати до різних магарі. Члени одного мачонга сприймаються в суспільстві гаро як брати та сестри, тому шлюб між ними розглядається як акт інцесту. Порушники є небажаними в селі, в минулому така пара змушена була жити в лісі, ізольовано від будь-якої громади; вони втрачали також право на спадщину. У гніві родичі могли навіть убити їх. Звичайно, старі правила продовжують діяти, але не всі люди тепер дотримуються їх. Суспільство й досі сприймає такі порушення негативно, але вже не так суворо. Пари-порушники зазнають осуду й неповаги з боку родичів як такі, що вчинили соціальний гріх. Вони також стають об'єктом публічних пліток та глузування. Члени мачонга намагаються відвернути можливість вкладання такого шлюбу, адже це сором для всього мачонга. Жодна формальна церемонія одруження для такого шлюбу не проводиться.
Інший важливий закон, що регулює шлюб у суспільстві гаро, має назву акім (A'kim). Він передбачає, що чоловік та жінка, які один раз уклали шлюб, більше ніколи не зможуть одружитися з членами іншого мачонгу. Якщо хтось із подружжя помирає або втікає, вдова (вдівець) має обрати собі за чоловіка (дружину) людину з того самого мачонгу, що й попередній чоловік (дружина). Більше того, магарі або мачонг, з якого походив втрачений партнер, зобов'язані забезпечити вдову чи вдівця новим чоловіком або дружиною відповідно. Зазвичай вибирають когось із числа близьких родичів померлого. Коли помирає дружина, магарі часто видає за вдівця одну із сестер покійної. Так само, якщо помирає чоловік, його вдову видають за одного з братів або племінників померлого чоловіка. Дуже рідко, коли магарі не в змозі надати іншого партнера для овдовілого подружжя, вдівцеві виплачують певну компенсацію, після цього вдова чи вдівець має право створити нову сім'ю на будь-який власний вибір. Особливо жорстким закон акім є до жінок, адже вони є власницями родинного майна.
Поряд із нормами екзогамії, кроскузенні шлюби у суспільстві гаро дозволені. Чоловік чи жінка можуть одружуватися будь з ким зі своїх родичів за лінією батька, навіть із найближчими (дядьком, тіткою, племінником, племінницею), адже вони належать до іншого мачонгу. У випадку нокни, коли постає питання передачі спадщини, кроскузенний шлюб взагалі вважається бажаним. Чоловіка для нокни зазвичай вибирають з числа синів сестри її батька, того, хто більше їй до вподоби й людину з хорошою репутацією. Якщо ж такого кандидата немає, чоловіком нокни може стати будь-який інший хлопець з роду її батька. Дочка, що не є спадкоємицею, вільна вибирати собі за чоловіка будь-кого з іншого мачонгу.
Матрилінійні правила шлюбної ендогамії однаково важливі як для гаро, що дотримуються традиційних вірувань, так і для гаро-християн. Для останніх важливо також, щоб партнер був християнином. Якщо ж той дотримується традиційної релігії, то до весілля має обов'язково охреститися.
Традиційних законів про шлюб суворо дотримувалися в старі часи. Вони залишаються звичайним правилом і зараз, але втратили свою жорсткість. Люди стають більш ліберальними. Хоча це й заборонено традиціями гаро й все ще не схвалюється суспільством, шлюби всередині катчі трапляються все частіше, рідше — всередині мачонгу. Якщо раніше порушників виганяли із села, тепер їх терплять. Мачонги мають дуже слабкий контроль над сім'ями, які живуть у містах.

#### Форми
У гаро існували деякі унікальні форми шлюбу, які щезли з прийняттям християнства, але й досі практикуються серед частини гаро, що дотримуються народної релігії сангшарек. До їхнього числа належить практика «викрадення нареченого». Дівчина, яка досягла шлюбного віку, вибирала собі хлопця, з яким хотіла одружитися. Вона повідомляла про свій вибір батьків або будь-кого іншого зі своїх близьких родичів. Родичі організовували групу чоловіків, яка вистежувала обраного хлопця, вибирала слушний момент і якось уночі викрадала його й приводила до хати дівчини. Викраденого замикали на ніч наодинці з дівчиною, щоб вони могли переспати разом. Якщо хлопець чинив жорсткий опір, кричав і намагався втекти, це вважалося хорошим знаком, свідчило, що він стане добрим і успішним господарем. І навпаки, слабкий хлопець, який не чинив опору, сприймався негативно.
Акція викрадення передбачала нелегку погоню, особливо якщо хлопець був проти такого вибору й, можливо плекав надію зберегти свободу холостяцького життя. Проте зазвичай справа закінчувалась захопленням. Повертаючись із полоняником, викрадачі на своєму шляху кричали від радості. В селі ця подія сприймалася як свято, камал проводив спеціальний ритуал. Люди збиралися на бенкет, всім роздавали їжу, включаючи й молодят. Хлопець та дівчина проводили ніч разом і, якщо хлопцеві також подобалась дівчина, пара з цієї ночі жила разом. Якщо ж хлопцеві вона була не до вподоби, то тієї ж ночі він тікав із хати й намагався заховатись. За ним влаштовували погоню й силою повертали назад, хлопець мав знову спати разом із дівчиною. Цього разу група молодих людей ретельно охороняла хату, щоб заручник не зміг утекти. За таких обставин потенційний наречений, як правило, більше не втікав, він змушений був примиритися зі своєю долею та ідеєю одруження. Наступного дня група жінок із сім'ї нареченої відвідувала родину молодого й пригощала їх їжею. Проте бували випадки, коли хлопцеві різними хитрощами та шахрайством вдавалося знову втекти. Коли він утікав утретє, його відпускали, вважалося, що хлопець насправді не бажає одружуватися з дівчиною. Якщо виявлялося, що дівчина після ночі з хлопцем завагітніла, «винуватцеві» призначали штраф.
Іншою популярною формою шлюбу була тунапа (Tunapa, Thunapp'a) або «спати разом», від Tu — «лягати» та Napa — «заходити таємно». Найширше вона практикувалася в підрозділі матчі, де її називають чаділа (Cha'dila) або «пропозиція їжі», від Cha'a — «їсти» та Dila — «для початку». Дівчина готувала їжу й через свою сестру або іншу родичку передавала її хлопцеві, якого вона вподобала (до хати неодружених, де він мешкав). Сама ж вона йшла слідом і потай спостерігала за хлопцем, сидячи у схованці, щоб уникнути сорому, якщо той відмовиться від їжі. Коли хлопець приймав їжу й смакував її, це вважалося, що він прийняв пропозицію. Тоді дівчина виходила зі своєї схованки й сідала їсти разом із хлопцем. Після цього дівчина негайно повідомляла своїх батьків, і ті починали перемовини про шлюб із сім'єю хлопця. Коли хлопець відмовлявся від їжі, дівчина потай приходила до нього вночі й лягала поруч. Якщо залицяльницю було прийнято, пара спала разом, а згодом влаштовували весілля. Якщо ж хлопець все одно відмовлявся від дівчини, він тікав і залишав село на кілька днів. За цей час хлопець міг заспокоїтись і пом'якшати; тоді він повертався, лягав спати з дівчиною й уже з тієї ночі без всяких церемоній ставав її чоловіком. Якщо ж хлопець все-таки відмовлявся від дівчини, його мачонг мав сплатити штраф родині дівчини. Тунапа зазвичай здійснювалась з відома батьків та родичів.
Часенга (Cha'senga, Cha'a — «їсти», Senga — «чекати») — ще одна форма шлюбу, яку практикували деякі підрозділи гаро. Дівчина приходила до хати батьків хлопця, з яким хотіла взяти шлюб, і допомагала сім'ї в усіх домашніх справах. Якщо хлопець та його батьки були згодні, влаштовували шлюб. Шлюб сека (Seka, «таємна втеча») — це, коли хлопець та дівчина таємно домовлялися й тікали з дому. Вони певний час жили разом, переходячи з місця на місце. Після цього пара поверталася до хати дівчини й жила далі як чоловік та дружина. Серед найбідніших гаро мала місце ще одна форма шлюбу, коли пара просто починала жити разом, а свій шлюб робила офіційним, лише сповістивши про це камала. Звичайно, така пара мала бути сформована відповідно до екзогамних традицій. Ніяких церемоній при цьому не проводилось.
На великі свята (наприклад, Вангала, Мангона тощо) хлопці та дівчата пригощали один одного алкоголем, горіхами бетеля та тютюном, разом співали й жартували, а тоді хтось із них міг оголосити себе парою. Це зветься чамеджика (Chame Jika, Cham — «друг», Jika — «заманювати»). Така пара могла спати разом після розваг, і так могло тривати цілу ніч або й більше. Але вони не були зобов'язані після цього одружуватись, і цей випадок не вважався порушенням чесноти, якщо дівчина не завагітніла.
Шлюбна система гаро сильно змінилися з плином часу, особливо в останні десятиліття. Освіта та релігія, інтеграція в ширше суспільство змінили ставлення людей до старих традицій. В одних районах ці зміни були сильнішими, в інших — слабшими. Під впливом цих чинників люди відмовляються від старих форм шлюбу, і тепер вони майже щезли. Після навернення на християнство, гаро практикують переважно церковні шлюбні обряди, така форма шлюбу носить назву досябіа (Dosia Bia). Шлюб зазвичай оформлюють у церкві, хоча це роблять не всі гаро. Майже всі дотримуються заборони на спільне життя до весілля. Міська молодь гаро, що належить до заможних прошарків суспільства й має високий рівень освіти, абсолютно вільна від впливів традиційних ритуалів і дотримується зовсім інших традицій.
Церква забороняє практикувати старі язичницькі форми шлюбу. Такі традиції, як таємна втеча, шлюб через викрадення та тунапа більше не вважаються законним шлюбом, хоча вони можуть бути легалізовані згодом або просто вважатись такими, що відбулись. Традиційної релігії сангшарек продовжують дотримуватись переважно літні люди, тому старі шлюбні ритуали тепер лише іноді трапляються в місцевому суспільстві. Навіть прибічники сангшареку соромляться їх, якщо традиційний шлюб і здійснюється, молодята роблять це таємно, в нічний час. Гаро-сангшарек тепер в основному практикують дві форми шлюбу: шлюб за участі священника-камала та шлюб за примусом, модифікована версія шлюбу із викраденням нареченого. Незважаючи на сильну трансформацію шлюбних традицій, старі форми мають деякий вплив на сучасні християнські практики, досі здійснюються деякі традиційні церемонії. Загалом сучасні шлюбні обряди гаро відзначаються злиттям традиційних та християнських рис.
Основними видами шлюбу тепер є шлюб за коханням та шлюб за домовленістю. Шлюб за домовленістю зазвичай влаштовується батьками за посередництва сватів. Сватом може бути друг або родич або хтось із сторонніх людей з доброю репутацією. Молоді гаро, особливо освічені, надають перевагу шлюбу за коханням, вони прагнуть самостійно вибирати собі пару. Тому частка таких шлюбів постійно зростає. Звичайно, такий вибір має узгоджуватись з чинними шлюбними правилами, молодь зазвичай також отримує згоду на шлюб від батьків.
Дуже серйозним у суспільстві лишається правило, що гаро повинен одружуватися лише з гаро. Особливо сильно це відчувається в Бангладеш, де християни гаро живуть поруч із мусульманами. Але насправді навіть цього правила не завжди дотримуються, хоча мішаний шлюб вкрай негативно сприймається в громадах. Гаро, що вийшли за межі етнічних кордонів через шлюб, уважаються такими, що покинули громаду. Дуже важливою вимогою при виборі партнера є його належність до християнської віри. Мусульмани при цьому розглядаються як найбільш небажані серед кандидатів у подружжя. Гаро, що одружився з кимось із мусульман, не лише засуджується суспільством, його виганяють із церкви. Трохи толерантнішим є ставлення до шлюбу з індуїстами, проте гаро дуже негативно ставляться до індуської кастової системи й вбудованої до неї нерівності. Натомість шлюби з християнами з числа інших гірських народів не викликають жодних заперечень.
Повторний шлюб у християн також здійснюють у церкві, за погодженням із священником.

#### Традиції
Незважаючи на відносну свободу, якою користуються молоді люди в громадах гаро, рівень моралі тут, як правило, високий, і, навіть ті, хто в юнацькі роки виявив необачність в небажанні оженитися, згодом призвичаюється до стабільного сімейного життя.
У гаро не існує закону, який регулює вік, з якого можна ставати до шлюбу. Однак дитячий шлюб не є поширеним явищем, хоча іноді й трапляються випадки, коли дівчатка потрапляють у шлюб в 11-12 років. Загалом у гаро прийнято, що хлопці мають одружуватися у віці від 25 до 30 років, а дівчата — від 20 до 25 років. Чоловіки одружуються, коли стають дорослими й економічно незалежними, здатними вести власне господарство.
За традицією, дівчина сама вибирає собі чоловіка, ніколи шлюбна ініціатива не належить хлопцеві. Прийняття всіх рішень в шлюбних питаннях також належить сім'ї нареченої. Хоча вибір дівчиною партнера загалом є вільним, її найближчі родичі (брати, дядьки та племінники по матері), які разом називаються чра (Chra), завжди можуть рішенням своїх зборів накласти вето на її вибір, і дівчина має підкоритися. Особливо скрупульозно розглядається родичами вибір спадкоємиці. Її батько, з прицілом на майно, яке вона успадкує, зазвичай зупиняє вибір на синові свої сестри, тобто своєму племінникові. В будь-якому випадку спочатку дівчина повідомляє про свій вибір матір, дядька чи брата. В принципі в суспільстві гаро шлюб розглядається як сімейна справа, але, консультації з мачонгом або магарі є обов'язковими. За традицією сім'я мала передати свої плани щодо шлюбу на розгляд ради мачонга, а вже та робила формальну пропозицію мачонгу хлопця. У випадку недотримання цього правила мачонг або магарі могли скасувати шлюбну угоду на будь-якому етапі, навіть після того, як пара стала жити разом.
Зазвичай весілля справляють у листопаді-грудні, в сухий сезон і в кінці збирання врожаю. Шлюб для гаро пов'язаний з рідною громадою та селом. Гаро, що живуть у місті, спеціально повертаються до села, щоб влаштувати весілля. Організація весілля є справою чра. Вкладання шлюбу — це тривалий процес, який включає кілька підготовчих церемоніальних етапів і закінчується великим весільним бенкетом. Шлюбні церемонії дещо різняться в різних місцевостях.
Перший етап — сватовство (пропозиція шлюбу, бібаго-простаб, Bibaho prostaab). Переговори, як правило, веде батько дівчини з одним із її дядьків по матері. Як частина етикету при вкладенні дошлюбного контракту, свати приносять півня або бичка, як символ співпраці між двома магарі. Наступний етап — оглядини (панчіні, Panchini, або джамай-джигаса, Jamai Jiggasa). Сім'я нареченої засилає сватів, які відвідують хату юнака, щоб «побачити й просити юнака». До складу делегації входять мати дівчини, її дядько по матері та інші родичі та близькі люди. Свати можуть приходити з подарунками (певні речі, листя бетеля, горіхи, трохи солодощів), але це не є обов'язковим. Після «оглядин» в хаті нареченого відбувається обід, але його масштаб залежить від статків сім'ї. Далі батько юнака та його дядько по матері у відповідь відвідують хату дівчини, приносять одяг та інші подарунки для нареченої та її батьків. Сім'я нареченої пригощає гостей чу (алкоголем). В останні роки церемонія панчіні виходить із звичайної практики.
В минулому закон не вимагав значного проміжку часу між заручинами та весіллям. Протягом цього періоду, що звався куманчія (Ku'manchia), молодятам заборонялося зустрічатись. Протягом цього часу угода могла бути розірвана за взаємною згодою, і жодна зі сторін не зобов'язана була до компенсацій. Те саме стосується розриву угоди однією із сторін через непередбачені обставини. Якщо ж мотив був зрозумілим і вважався недостатнім, сторона, яка відмовлялася, повинна була виплатити іншій грошову компенсацію, що враховувала вже зроблені витрати. Якщо ж між зарученими мав місце статевий акт, а хлопець відмовлявся одружуватись, він за рішенням суду мав сплатити штраф за ганьбу, завдану дівчині, навіть коли акт стався за взаємної згоди. Якщо із зарученою статевий акт здійснив інший чоловік, він мав сплатити компенсацію обом зарученим, при цьому кожна зі сторін вільна була розірвати заручини. Якщо статевий акт з іншою дівчиною здійснив хлопець, він мав сплатити штраф своїй нареченій, а та могла розірвати заручини.
Тепер після обряду панчіні пара повинна пройти спеціальні курси при церкві, які називають бан-прокас (Ban Prokas). Священник навчає молодят доглядати за дітьми та іншим корисним речам, які допоможуть їм стати щасливою парою. Навчання триває 21 день. Уважають, що бан-прокас є новітньою практикою, запровадженою церквою, в минулому її не існувало. На третій тиждень, якщо ніхто із громади не накладе вето на шлюб, священник проголошує молодих чоловіком і дружиною. Шлюб фіксується в церкві або в хаті нареченої за присутності батьків з обох сторін і священика. Ритуал укладення шлюбу проводить священник. Молодим подають солодощі, які наречена та наречений по черзі кладуть по шматочку до рота свого партнера. Далі наречена вдягає вінок на шию нареченого. Священник читає вірші зі Святого Письма й оголошує молодих чоловіком і дружиною, просить Бога благословити нове подружжя на хороше, щасливе й родюче життя. Молодята обмінюються обручками, подружжя та двоє свідків з кожної зі сторін ставлять свої підписи. В минулому пару благословляв і виконував деякі обряди старійшина села, але сучасні органи місцевої влади не мають стосунку до процедури вкладання шлюбу.
Незабаром після вінчання й офіційного оформлення шлюбу організовують весільний бенкет, під час якого проводять різні обов'язкові ритуальні обряди та церемонії. Як правило, це досить масштабний захід, на якому збираються рідні та близькі з обох боків. Всі гості насолоджуються подією. Обов'язковими на весільному столі є свинина та алкоголь (чу). Свиню ріже сім'я нареченої, але іноді сім'я нареченого також розділяє витрати й пропонує гостям ще одну свиню. Свинину їдять з рисом, овочами. Молоді сидять за столом разом із гостями. На кінець свята гості висловлюють новому подружжю побажання й роблять подарунки. У гаро немає звичаю давати придане, але в минулому заможні батьки могли подарувати зятеві меч, щит та спис або корову чи бика. Останнім часом, хоча це й не є обов'язковим, родина нареченої відповідно до своїх статків робить якісь подарунки в грошовій або натуральній формі, це може бути посуд, подушки, простирадла, ковдри тощо, в першу чергу це має місце, коли молода пара має жити в новій хаті. Батьки нареченого також можуть дати трохи грошей на знак прихильності до сина. Після бенкету молодь танцює, лунає музика, б'ють барабани. В кінці весілля наречений, як правило, йде в хату тещі та тестя. Там мати та старша сестра молодої зі своїми дітьми бажають добра новій парі.
За традиціями гаро, вкладання шлюбу не несе жодного релігійного елементу, тому навіть у старі часи з цієї нагоди жертви духам не приносили. Прийнято було лише проводити гадання, чи буде життя молодих щасливим та успішним. Для цього камал здійснював спеціальний ритуал дося (Do'sia, Do — птиця, Sia — помирати): в особливий спосіб він зарізав курку та півня й за відомими прикметами визначав долю молодої пари. У випадку шлюбу нокни різали козу або корову.

### Сім'я
За матрилокальною традицією гаро чоловік після одруження переходить жити до хати й сім'ї батьків дружини. Перший час молоде подружжя не мало можливості створювати власне домогосподарство. Спадкоємиця-нокна та її чоловік-нокром могли збудувати поруч із батьківською власну хату й жити окремо від інших. Однак вони лише спали окремо й не були самостійною родиною. Нокна з нокромом разом із батьками дружини та іншими членами домогосподарства працювали разом на одному полі. Коли тесть помирав, нокром мав взяти собі за дружину свою тещу, й надалі всі жили разом в одній хаті. Сім'я складалася з чоловіка, двох дружин та всіх їхніх дітей. У випадку смерті дружини чоловік не мав морального права лишатися в хаті її батьків. Доньки, що не є спадкоємицями, могли залишатися в батьківській хаті протягом року чи двох, доки вони не започаткують своє незалежне домогосподарство й житимуть окремо від батьків. Старі норми й традиції й досі домінують у сімейному та культурному житті гаро. Проте зараз багато молодят прагнуть відразу жити у власній хаті й незалежно від батьків, чоловіки не мають бажання переселятися до хати батьків своєї дружини, особливо серед освічених гаро.
Розширена родина є традиційною формою сім'ї гаро, й вона є матріархальною за своєю природою. Такі сім'ї були великими, вони складалися із старшого подружжя, дочки-спадкоємиці зі своєю сім'єю, інших дітей, причому дочки також могли бути із сім'ями. Склад родини змінювався відповідно до циклу сімейного життя. Коли дочка одружувалася, вона приводила в хату свого чоловіка, тоді вони заводили дітей. Сини після одруження мали залишити родину, щоб створити власну сім'ю. Сім'я спадкоємиці лишалася в батьківській хаті на постійно. Чоловіки інших дочок (агате) зазвичай за рік або два ставили в селі нову хату, й їхні сім'ї переселялися до неї. В принципі, вони могли продовжувати жити з батьками й довше, поки не будуть здатні збудувати власну хату або просто згодні жити разом. Чоловік агате, поки жив із сім'єю дружини, перший рік працював на полі її батьків, наступного року його сім'я отримувала власну ділянку на родових землях.
Зараз у суспільстві гаро постійно зростає кількість малих нуклеарних сімей, що складаються лише з чоловіка, дружини та їхніх дітей. Особливо відчутні ці процеси в містах. Поступово змінюється й традиційний матріархальний характер сім'ї гаро. В християнських сім'ях чоловіки мають дещо вищий статус, ніж у сім'ях гаро-сангшарек.
Сім'я гаро водночас є базовою економічною одиницею суспільства, що разом займається виробництвом та споживанням продуктів, спільно обробляє поля. Сім'я користується внутрішньою автономією та є економічно самостійною. Ця норма дуже чітко виявлялася при встановленні меж на джумових полях. Після випалювання нової ділянки для обробітку землі всі члени сім'ї рано вранці буквально кидалися на поле, щоб позначити свої наділи для майбутнього обробітку. Могли виникати сварки при маркуванні меж із сусідами. При цьому чоловік, дружина та діти спільно заявляли про свої права, виявляючи найсильнішу солідарність, адже ця ділянка мала забезпечувати їхнє життя та добробут протягом наступних років. Економічний стимул виступав як найсильніший чинник до їхнього об'єднання.
Ядром сімейного життя та функціювання домогосподарства є стосунки між чоловіком та дружиною, вони набагато важливіші за стосунки між батьками й дітьми. Сім'я згуртована навколо батька, який керує домашнім господарством. Практично всі рішення в сім'ї приймаються чоловіком, на нього покладається відповідальність за сімейні справи. Дружина, згідно зі шлюбними обіцянками в своєму повсякденному житті підпорядковується своєму чоловікові, незважаючи на те, що володіє майном, а він поселився в її хаті. В хаті чоловік займає центр кімнати, дружині належить менш престижне місце біля входу. Дружина повністю залежить від свого чоловіка й має обслуговувати його. Проте це не доходить до крайнощів, її залежність є помітно м'якшою, ніж у патрилінійних племен і народів. Тут жінка не чекає на чоловіка, коли в хаті готова їжа; якщо той відсутній, вона їсть разом із дітьми, залишаючи чоловікові його частку. Коли жінка годує дитину, вона може відмовити чоловікові у виконанні якоїсь роботи.
Згідно зі звичаями гаро, чоловік може побити дружину, якщо вона безпідставно діє проти нього, проте такі випадки трапляються рідше, ніж у сусідніх патрилінійних племен. Натомість, якщо дружина поб'є чоловіка, це вважається серйозною провиною, це велика образа для чоловіка та його роду. Влада чоловіка перебуває під постійним контролем чра (дядьків та братів) дружини, які живуть поруч. Магарі чоловіка також слідкує за дотриманням його прав у сім'ї. У випадку виникнення конфлікту збираються разом представники обох магарі, проводять спільний бенкет і переконують подружжя надалі поводитись належним чином. Коли пара налаштована розлучитись, представники обох сторін намагаються зробити все можливе, щоб залагодити справу, нагадуючи подружжю про їхні сімейні обов'язки, про те, що інтереси магарі стоять вище особистих симпатій. За такого контролю більшість шлюбів у гаро є успішними. Ніжні стосунки чоловіка та дружини виховуються протягом усього подружнього життя. Обіцянки, які давали сторони під час весілля, постають перед ними як факти реального життя. Стабільність стосунків з часом лише зростає. Розлучення рідкісні.
В старі часи здійснити розлучення було непросто. Справа розглядалася старостою села, який мав спочатку з'ясувати причини конфлікту. Підставами для розлучення могли бути зневага та недоброзичливість з боку дружини, несумісність партнерів та недбалість у виконанні домашніх обов'язків, відмова чоловіка або дружини працювати на підтримку домогосподарства, перелюб, нездатність до продовження роду. Сам факт розлучення набував сили після спеціальної церемонії болсекі-дена (Bolseki Den'a, Bolseki — різновид дерева, Den'a — вирізати), яка проводилась на зборах жителів села. Колишнє подружжя клялося далі не мати між собою жодних справ і нічого не вимагати один від одного. Присягу скріплював камал спеціальним ритуалом. Ця практика залишилася в минулому. Починаючи з британської доби, потерпіла особа з питань розірвання шлюбу та призначення компенсації зазвичай звертається до суду або місцевої адміністрації. За старі часи ціною за розлучення була дакманда (Dakmanda — тканина, яку носили жінки гаро) та один мідний гонг. Як варіант, особа, яка бажала розлучення, могла запропонувати собі на заміну іншу людину зі свого магарі. Якщо розлучення відбувалося за взаємною згодою, компенсація не призначалася. За британські часи була встановлена грошова компенсація. Діти після розлучення зазвичай залишаються з матір'ю, але коли винуватицею розірвання шлюбу визнана дружина, діти самі вирішують з ким із батьків вони залишаться. Але в будь-якому випадку діти залишаються в магарі матері.
Сім'я в гаро — це й інститут неформальної освіти. Сім'я несе відповідальність за надання дітям базових знань відповідно до своїх норм, цінностей, релігійних переконань тощо. Діти вивчають власну традиційну культуру в родині. Вони також звикають виконувати різні релігійні функції. Сім'ї навчають дітей соціально прийнятій поведінці та ритуалам народу.
У всіх сімейних справах у громадах християн гаро завжди цінують поради священика.
Традиції гаро дозволяють усиновлення дітей. Зазвичай це відбувається у випадках, коли в сім'ї немає дочки або гідної кандидатури на спадкоємицю, але батьки можуть усиновити хлопчика чи дівчинку й з інших власних причин. Сім'я може всиновити дитину як із свого, так і з іншого магарі або взяти її з дитячого будинку чи лікарні. Не існує правила, яке б обмежувало рамки вибору дитини для адопції, але, коли йдеться про спадкоємицю, батьки зазвичай усиновлюють дочку сестри дружини. Усиновлені діти мають рівні права з рідними.
За законами гаро чоловік може мати дві, а то й три дружини, але трапляється це вкрай рідко. Раніше лише дуже багаті й впливові люди могли собі це дозволити. Часто бувало так, що здібний й енергійний чоловік ставав заможним і багатим, і його дружина була не в змозі справитись із домогосподарством, і вона сама пропонувала чоловікові взяти ще одну дружину, щоб та допомагала їй виконувати домашні обов'язки. На другий шлюб має бути дозвіл першої дружини та її родичів. Чоловік міг одружитися з двома сестрами, але спочатку зі старшою. Перша та друга дружини могли належати до різних магарі, але зазвичай були з одного мачонгу. В більшості таких випадків всі жили разом дуже мирно, розподіляючи між собою домашні справи. Друга дружина лишалася в підпорядкуванні першої. Головну дружину називали джикмонгма, інших — джикгіте. Традиції гаро передбачали ще один вид обов'язкової полігінії. Якщо помирав батько спадкоємиці (нокни), її чоловік (нокром) мав взяти за дружину свою овдовілу тещу. Традиція, коли мати й дочка водночас є дружинами одного чоловіка, більше не зустрічається. Церква забороняє полігамію та шлюб із тещею. Чоловіки-християни не можуть мати більше однієї дружини одночасно.
Професійна проституція серед гаро невідома, однак перелюб є досить поширеним явищем. За старих часів покарання за перелюб було дуже суворим. Якщо це була жінка, їй розривали мочки вух, а одяг перетворювали на лахміття, й тоді вона ставала об'єктом презирства з боку односельчан. Чоловіка ж за перелюб або продавали в рабство, або навіть убивали. Але зараз все змінилося, й покарання були замінені грошовими компенсаціями.

### Рабство
Суспільство гаро повністю позбавлено каст, але існування рабства в Горах Гаро було засвідчене в ранній період колоніальної доби британськими урядовими та неурядовими чиновниками. Проте згодом це явище щезло. Цікаво, що жодних слідів рабства не можна знайти в сучасному суспільстві гаро. Поняття рабства не простежується ні в традиційній релігії гаро, ні в будь-яких інших елементах культури народу.
В старі часи основну масу рабів становили полонені, захоплені під час набігів гаро на рівнини. Згодом найчастіше рабами ставали люди, що опинилися в скрутному матеріальному становищі й були не в змозі повернути борги. В Горах Гаро існували дві категорії рабів — нокол (Nokol) та банда (Banda). Нокол приймав свою долю майже беззастережно й міг повернути собі свободу лише відповідно до звичаїв, що склалися в конкретному регіоні. В багатьох високогірних районах рабові не повертали свободу. В той же час ближче до рівнини нокол, як правило, отримував волю, тільки-но повертав своєму господареві отриману суму боргу, або з відсотками, або без них, відповідно до попередньо укладеної угоди. Рабами-банда люди ставали за власною ініціативою, щоб відпрацювати позичені в борг гроші. Банда працював протягом певного числа років за певних чітко визначених умов. Практика банда була поширена біля рівнин. Були випадки, коли в незаможних сім'ях батьки віддавали своїх дітей у наймити або іноді навіть як рабів на певну кількість років, щоб звільнитись від тягаря наявного боргу. Така практика засуджувалась у суспільстві, але за неї не було передбачено покарання.
Ставлення до рабів у Горах Гаро було ліберальним, свідчень жорстокого поводження не було зафіксовано. Умови життя раба залежали від його господаря. Добрий господар забезпечував свого раба їжею та одягом, щороку виділяв йому невелику земельну ділянку для обробітку та давав насіння для посадки. Який би прибуток раб не отримував від цієї земельної ділянки, він був його власником, і господар не мав на нього претензій. Таким чином, раб з часом міг накопичити деякі гроші. Рабу доводилося жити в селі свого господаря, щоб обробляти поля, збирати врожай і робити все, що може вимагати від нього господар. Але багато в чому раби мали таку ж свободу, як і вільні люди. Разом з усіма вони брали участь у святах. Проте, ставши рабом, людина втрачала гідну позицію в суспільстві. Наприклад, шлюби між вільними та рабами не припускалися. Однак відомі приклади, коли колишні раби ставали заможними й впливовими людьми, навіть займали керівні посади.

## Народні традиції
Традиційні свята зазвичай організуються на рівні села, й кожен член громади бере участь у них. Сільський голова визначає дату проведення свята й запрошує на нього всіх селян. Крім того, він визначає сім'ю, яка займатиметься організацією свята. Таке завдання є честю для сім'ї, символом її успіху. Організація свята циклічно переходить від однієї сім'ї до іншої. Але не кожна родина матеріально спроможна організувати такий масштабний захід. В такому випадку інші члени громади чим можуть допомагають цій сім'ї.
Свята гаро поділяються на традиційні та християнські. Більшість традиційних свят була пов'язана з конкретними етапами джум-землеробства й рівномірно розподілена протягом року. Головним і наймасштабнішим святом була Вангала, свято подяки богам за отриманий урожай, воно символізувало завершення сільськогосподарського сезону. Майже всі традиційні свята та ритуали були пов'язані із жертвами язичницьким богам. Тому після навернення гаро на християнство церква заборонила їхнє проведення. Тепер гаро майже не практикують джум, і сутність більшості традиційних свят була втрачена. Проте Вангала багато значить для кожного гаро, його святкування було відновлене.
Це найпопулярніше й найбарвистіше традиційне свято народу. Воно проводиться в кожному селі й триває кілька днів. Буває повно їжі, питва, веселощів. Заздалегідь забивають корів і свиней, готують велику кількість їжі та алкоголю. Спеціальні барабани нагара скликають людей на свято. Селяни вдягають нарядне вбрання: чоловіки — дхоті, напів-куртки та тюрбани з пір'ям, жінки — барвисті сукні з шовку, блузки, на голові замотують хустки з пір'ям. Свято розпочинається в полі, де проводять спеціальну церемонію ругула. Тоді всі прямують до хати сільського голови (нокма). Тут збирається багато людей, проводять важливі церемонії. Людям роздають алкоголь (чу), маленькими порціями рис та карі. Грають на флейтах, б'ють у барабани в постійному ритмі. Молоді й старі, чоловіки та жінки танцюють разом і співають народні пісні.
Надвечір люди збираються в громадській хаті нокпанте на бенкет, разом їдять рис, м'ясо з карі, п'ють самогон чу. Чоловіки й жінки танцюють і веселяться під удари барабанів, звуки труб з рогу буйвола та бамбукових флейт. Ллються потоки алкоголю. Колективні співи й танці нескінченно тривають протягом кількох днів підряд. Різноманітності додає виступ досвідченого танцюриста, який вміло маніпулює великим плодом. Він прив'язує цей плід до кінця мотузки близько півметра завдовжки й майстерними рухами свого тіла примушує його гойдатися навколо себе. Це зазвичай викликає оплески захоплення. Кульмінацією урочистостей є барвистий танець Вангала, в якому беруть участь усі чоловіки та жінки. Танцюристи в своєму найкращому вбранні утворюють два довжелезні ланцюжки — один з чоловіків, інший із жінок. Під ритмічні удари барабанів, звуки гонгів та рогів обидві групи енергійно рухаються в такт із музикою.
Після прийняття християнства святкування Різдва стало для гаро в один ряд із Вангала. Це ще одне масштабне свято. Його святкують у грудні. Передріздвяні свята також є популярним серед гаро. Люди, що живуть у містах, на Різдво зазвичай повертаються в рідні села. Церква та інші організації влаштовують культурні заходи й запрошують людей на бенкет та урочистості.
В колишні часи мали місце деякі жорстокі звичаї, зокрема полювання за людськими головами, але за колоніальної доби вони припинилися.
Церемонії, що проводилися з нагоди народження дитини трохи різняться в різних підрозділах гаро. В акаве, щойно народжувалась дитина, священник камал зарізав жертовну тварину чи птицю, розсипав по підлозі рис і співав пісню, яка закликає відігнати злих духів від новонародженого. За вмістом кишки курки камал визначав долю дитини. Якщо пологи виявилися тривалі, в хату заводили козу, й священник проводив особливий ритуал, який мав полегшити страждання породіллі; коза мала торкатися жінки. Козу приносили в жертву духові, що спричинив затримку, щоб він більше не турбував породіллю. Ім'я дитині можуть давати відразу в день її народження, але зазвичай це робиться через три тижні або й за місяць. У багатьох випадках дитині дають ім'я одного з предків, але ніколи живих людей або тих, хто нещодавно помер. За часів язичництва приносили жертви божеству Тонгренгма, захиснику всіх дітей. Церемонію наречення супроводжують бенкет та випивка. Християни таких обрядів не проводять, та й серед прибічників сангшарек у наші дні вони стали спостерігатися рідко.
Гаро вважають, що не можна називати одружених чоловіків та жінок своїми справжніми іменами, це принижує гідність дорослої людини. Зазвичай їх називають за іменем їхньої першої дитини, додаючи суфікс 'па' (-pa, батько) або 'ма' (-ma, мати). Наприклад, якщо в сім'ї є син на ім'я Джангдо, його батька називають Джангдопа, а матір — Джангдома. За тим же принципом дідуся та бабусю називають за іменем їхнього першого онука чи внучки. Коли ж у пари не лишилося вцілілої дитини, їх називають Мемангпа і Меманма (батько й мати привида). Дуже рідко виголошуються справжні імена батьків.
За народними звичаями гаро спалювали тіла померлих, прибічники сангшареку продовжують цю традицію. Коли людина помирає, про це повідомляють усіх її родичів. Якщо ті живуть поруч, поховання відбувається негайно, а якщо далеко, тіло небіжчика зберігається незайманим протягом двох-трьох днів, хоча воно може при цьому почати розкладатись. Коли всі родичі та друзі померлого прибули й зібралися в його хаті, починається підготовка небіжчика до кремації (якщо він у житті дотримувався релігії сангшарек). Тіло кладуть на бамбуковий поміст і обмивають. Заможного небіжчика обмивають самогоном, а ще поруч кладуть гонги та інші цінні речі. Бідних людей обмивають простою водою. Жінки-родички разом зі священиком постійно чергують біля тіла померлого. Небіжчика майже невпинно відспівують. Спів складається зі спогадів про добрі вчинки та якості померлого й молитви за те, щоб його дух безпечно перенісся в призначене місце в потойбічному світі.
Кремація проводиться вночі. Біля небіжчика та перед хатою ставлять похоронний кошик, що зветься ганчі. По периметру вогнища в формі прямокутника ставлять чотири дерев'яних або бамбукових стовпи, всередині яких накладають дрова. У старі часи, якщо померлий був заможним, поховальне багаття прикрашали тканиною та квітами, а ще головою тварини чи навіть людської жертви. Все це спалювали разом із мерцем. Якщо при кремації тіло не горить належним чином, вважається, що бог Наванг захопив душу померлого. Тоді у вогнище кидають латунні сережки, це жертви для Наванга, щоб той звільнив душу. Вважається також, що якщо труп буде спалений на поганій деревині, душа небіжчика в повторному втіленні матиме погану карму. Надають перевагу твердій деревині, її полум'я вважається благодійним. Найкращим вважається дерево мандал (Erythrina suberosa), але на практиці беруть будь-яку деревину, що є під рукою.
Біля місця кремації до стовпа припинали жертовного бика, й коли останню частину тіла небіжчика забирав вогонь, тварину забивали, щоб її дух супроводжував душу померлого та служив їй на тому світі. Іноді родичі померлого приносили ще кілька тварин для жертви. В деяких районах замість бика жертвували собаку.
Після завершення кремації кістки збирали й складали в горщик, але спосіб їхнього зберігання різниться в різних підрозділів гаро. Акаве загортали горщик у тканину й прив'язували до центрального стовпа в хаті небіжчика. В амбенг, чисак та інших підрозділах горщик із кістками закопували в землю біля хати. Після похорон проводили церемонію Мангона (інша назва Чугана). Здійснювались обряди, що мали віддати останню данину духові померлого. Гостям подавали страви з яловичини та свинини. Протягом усієї ночі тривала жалобна панахида. Крім відспівування, виконували ритуальний танець під акомпанемент гонгів, флейт, рогів та струнних інструментів. Щодня протягом місяця після смерті до останків померлого приносили жертви: рис, карі, самогон. Це мало задовільнити й заспокоїти душу небіжчика. Приблизно за два місяці після кремації проводили ще одну поминальну церемонію, яка супроводжувалась бенкетом та танцями. Кістки померлого виймали з горщика й роздавали жінкам-родичкам померлого, ті постійно тримали їх і танцювали з ними протягом усього свята. Насамкінець кістки несли в джунглі й закопували там.
Існували деякі винятки із загального правила проведення поховальних обрядів. Для прокажених не виконували обряду кремації, хворих ізолювали в хаті, а, коли вони помирали, — спалювали разом із хатою. Людей, що страждали від невиліковної хвороби, залишали далеко в лісі з рисом та деяким добром; коли їжа закінчувалась, людина помирала з голоду. Якщо людину загриз тигр, її кремували вдень і не в селі, а на тому місці, де знайшли небіжчика; жодних поховальних обрядів при цьому не здійснювали. Всі речі померлого знищувались; після такої неприродної смерті користуватися ними було заборонено.
Християни гаро відмовилися від традиції кремації й ховають тіла своїх небіжчиків у землі. Поховальна церемонія проводиться відповідно до християнських звичаїв.
У більшості підрозділів гаро існувала традиція ставити перед хатою померлого дерев'яний меморіальний стовп або статую (кіма). Кіма зберігає пам'ять про небіжчика для його родини. Вона має вирізьблену подобу померлої людини, а ставили її відразу після кремації. Такий стовп зазвичай мав висоту 60-120 см. Якщо в селі не було різьбярів, здатних вирізати людське обличчя, в стовпі просто робили два вирізи. Кіма з обличчям прийнято було прикрашати деяким одягом та прикрасами померлого. Поруч ставили посуд, залишали їжу та інше, що потрібне для життя. Християни гаро не практикують цього звичаю, але в дворах прибічників народної релігії й досі можна побачити меморіальні стовпи.
Зазвичай у кожному селі гаро є велика прикрашена хата, розташована в його центрі. Вона називається нокпанте (Nokpanthe, парубоцька, хата неодружених чоловіків, від Nok — хата та Pante — парубок). Це одна з найпоширеніших інституцій гаро. Нокпанте — це «гуртожиток» для неодружених чоловіків. Коли хлопцеві виповнювалось 7-8 років, його з цього часу відправляли спати в нокпанте. Зазвичай хлопці приходили туди після вечері. Перш ніж заснути, вони проводили час у спілкуванні, розповідали про свої польові роботи, події на щотижневих базарах, про своїх коханих тощо. Деякі невеликі села не мали нокпанте, й парубки спали або з батьками, або в хаті старої вдовиці.
Крім того, що нокпанте є спальним місцем для неодружених чоловіків, ця хата має також багато інших корисних призначень. Вона використовується як громадська зала, тут проводять судові засідання, тут жителі села організовують важливі зустрічі та зібрання. Декоративне пір'я птахів, роги великої рогатої худоби, барабани та гонги, які належать всій громаді, також зберігаються в нокпанте. Це також «готель», де зупиняються гості та незнайомці; в сімейних хатах їм не дозволяється спати. Одружені чоловіки приходять до нокпанте на дозвіллі та після вечері. Тут вони відпочивають і розважаються. Іноді вони йдуть до нокпанте в другій половині дня, щоб виготовити кошики, килимки, рибальські сітки тощо. Незважаючи на такі широкі громадські функції нокпанте, жінкам вхід туди заборонений. Не існує в гаро й окремої хати для неодружених жінок.
Нокпанте можна назвати ще й навчальним закладом. Його веранда використовується як своєрідна шкільна кімната для хлопчиків. Старші хлопці та дорослі навчають їх виготовленню різноманітних виробів із дерева, очерету, бамбука та іншим ремеслам. Також проводять навчання з мистецтва бити в барабани, гри на флейтах, арфах та інших музичних інструментах, співів та танців. Були також регулярні заняття з боротьби, стрибків у висоту, в довжину, перетягування канату та інших способів випробування сили. Окрім прикладних практичних занять, хлопці в нокпанте навчаються дисципліні, відчуттям здорового глузду та обов'язку. Молодші перебувають під суворим контролем старших, мають виконувати всі поставлені перед ними завдання. Потрібну на день кількість дров і води повинні принести молодші хлопці. Вони не відмовляються від таких доручень, за винятком випадків, коли на це є резонні підстави. Мешканцям нокпанте також забороняється вештатися вночі під сімейними хатами. Повну свободу вони отримують лише під час бенкетів та на свята.
Система нокпанте й досі продовжує існувати навіть серед християн гаро, але без жорстких правил, які регулюють стан мешканців цієї хати, близький до ув'язнених. З плином часу та швидким прогресом сучасної цивілізації інститут нокпанте поступово втрачає не лише своє значення, й саме існування.
Закони гаро групи німа значною мірою визначають етикет, загальні правила прийнятної поведінки. Наприклад, жінка завжди повинна йди позаду чоловіка, інакше це сприймається як флірт між ними. Коли чоловік наздоганяє жінку на дорозі й хоче випередити її, він має повідомити про свою присутність у будь-який спосіб, після чого жінка пропускає його вперед. Проходячи перед чоловіками, жінка має прикрити свої сідниці тканиною або хоча б руками. Жінка не може торкатися одягу чоловіків, які не є її родичами. Чоловік не може торкатися одягу, який належить чоловікові його сестри або братові дружини. Жінка не може жартувати з чоловіками своїх сестер, а свекор — з дружинами своїх синів. Жінка ніколи не може пропонувати будь-якому чоловікові рис, що залишився на дні горщика. При вживанні алкогольних напоїв перша порція завжди надається найстаршому з присутніх чоловіків, незалежно від його соціального становища в громаді. З моменту початку сівби й до появи перших зерен у колосках нікому не дозволяється свистіти під час роботи в полі або по дорозі туди.
Традиційно в кожній хаті зберігаються предмети, які вважаються сімейними реліквіями. Це може бути мідний посуд (ранг) щит (дагіл), спис (селу), барабан (крам), різні жіночі прикраси. Магарі не контролює таке майно й не встановлює жодних обмежень щодо його продажу. Але людина, яка вирішує продати сімейну реліквію, розглядається суспільством як така, що не піклується про своє добре ім'я й заробляє гроші на майні своїх предків.

## Побут

### Житло
Гаро живуть невеличкими, в минулому напівпостійними, селами, розташованими в долинах та на невисоких гірських схилах. Зазвичай село налічує від 10 до 60 хат, чисельність їхніх жителів рідко перевищує 300 осіб. У минулому села були значно більшими. Загроза атаки з боку сусідів змушувала людей збиратися разом, села складалися з 200—300 хат. Навколо села зводили паркан із загострених колів (гаро називають його вамісі або панджис). З переходом до мирного життя потреба у великій громаді та огорожі відпала. Крім того, все складніше ставало знайти достатню кількість землі для ведення джумового господарства. Колись великі села розпалися на невеликі хутори, розташовані на відстані близько семи-дев'яти кілометрів один від одного. Хутори зберігають назву батьківського села, а щоб їх розрізнити, до назви хутора додають ім'я його старости (нокми).
Гаро ставлять свої хати в основному на схилах пагорбів. Сімейні хати розташовані радіально навколо відкритого майдану (атела, або сара), що знаходиться на підвищенні. Село складається з кількох таких груп. Своїм фронтом всі хати зазвичай виходять на сільський майдан.
Хати в гаро довгі й вузькі. Житлова сімейна хата зветься нокмонг. Розмір житла, як правило, залежить від чисельності членів сім'ї, що в ньому проживають. У будівництві використовують доступні місцеві матеріали: деревина, бамбук, очерет, солома, глина.
Хати стоять на палях, але люди мало звертають увагу на точність їхньої висоти. Оскільки зазвичай хата стоїть під горою, передні палі значно довші за задні, так витримують горизонтальний рівень підлоги. Фасадні палі можуть мати висоту 3-4,5 м, тоді як висота задніх паль ледве перевищує 1 метр. На рівні майбутньої підлоги на стовпах закріплюють поперечні балки, поверх них настеляють шар бамбука, а тоді накривають його килимками, сплетеними із розщепленого бамбука за допомогою ремінців з бамбука або очерету. З таких самих килимків роблять стіни. Дах двосхилий, криють його соломою, листям бамбука або очерету.
Вікон хати не мають, тому всередині темно й димно. Дверей може бути тільки троє: передні з'єднують хату із зовнішнім світом, бокові ведуть на веранду (аленг), задні — до вбиральні. Внутрішнє планування майже скрізь однакове. Хати поділяються на 3 основні частини: комора (нокра), вітальня (нокганчі) та спальня (нокдрінг). Комора розташовується на голій землі біля входу в хату, використовується простір під основним приміщенням. Тут зберігають товкач і ступку для подрібнення рису, різні предмети домашнього вжитку, навіть тримають велику рогату худобу та свиней. Жінки як правило лущать рис перед хатою. Іноді вони можуть тут також ткати полотно або вичищати бавовну. В одному з кутів хати тримають курчат.
Вітальня зазвичай займає близько двох третин всієї будівлі. Це головна кімната, вона не має перегородок, але розділена на чітко визначені зони. По центру, всередині наповненого землею дерев'яного каркасу, знаходиться вогнище. Димаря немає, топлять по-чорному (дим іде в приміщення). Вогонь постійно підтримується й безупинно горить. Крім іншого, він забезпечує освітлення в хаті. Над вогнищем підвішені полиці (онгал), плетені з бамбука. Тут зберігають кухонний посуд, а ще продукти, які потребують сухого зберігання. Біля низу центрального стовпа, що біля вхідних дверей, знаходиться обитель духів. Це місце називають малджурі, тут прибічники традиційної релігії приносять жертви. Кімнату прикрашають рогами буйволів та оленів. У минулому з цією метою використовували людські черепи, які отримували під час набігів на рівнини. Вони були символами влади, шляхетності й героїзму. В центрі приміщення є ще одне особливе місце. Воно називається чусімра, тут зберігають глечик із самогоном чу та тримають свіжу закваску. У вітальні їдять, приймають гостей. Тут також зберігають зброю й музичні інструменти. Уздовж стін, подалі від входу мешканці хати тримають свої особисті речі. За вогнищем є відкритий простір, де сплять дівчата й неодружені жінки, що живуть у хаті.
Позаду вітальні розташовується окрема кімната, де сплять батьки. Решта членів родини, за винятком парубків, спить в основній кімнаті. Для бенкетів та зустрічей може використовуватись і веранда. Тут також може стояти ткацький верстат, а люди виконують свої повсякденні роботи. Позаду хати є ще одна невелика веранда. Піднята платформа в задній частині хати служить як курник та для зберігання дров. Сільські хати здаються переповненими, але незручностей їхні мешканці не відчувають.
В одному з кутків села, приблизно за 30-40 метрів від житлових приміщень, стоїть група комор для зберігання зерна, які звуться джамнок. Таке розташування зменшує ризики втрати продовольства в разі пожежі, але зерно тут менш захищене від набігів диких тварин. Кожна сім'я в старі часи мала один або два своїх джамнока.
Найбільшою хатою в селі є парубоцька (нокпанте). Вона відрізняється від звичайних сімейних хат не лише розмірами, а й архітектурою та оздобленням. Нокпанте дуже міцно збудована, може мати висоту понад 6 метрів, 9-12 метрів завширшки і 25-27 метрів завдовжки. При будівництві використовують величезні бруси із сосни або деяких інших дерев. Бамбукова підлога мачанг розташована на висоті 3-6 метрів від землі, до неї ведуть сходи — велика колода з вирізаними в ній сходинками. Є лише двоє дверей — одні спереду, інші з тильного боку будівлі. Зазвичай нокпанте ставлять з фронтального боку двору нокми.
Нокпанте розділене на дві частини: передня — відкрита веранда, задня зі стінами — спальне приміщення. Зовні хата прикрашена дерев'яним різьбленням. Стовпи та поперечні балки мають кольорові або різьблені малюнки. На них вирізані людські (чоловічі й жіночі) фігури з відкритими геніталіями та фігури тварин, таких як тигр, свиня, плазуни. У деяких нокпанте на балках прикріплені голови свиней та слонів. Всередині приміщення на бамбуковій платформі є вогнище. Вогонь запалюють узимку, щоб зігрітися, а також щоб смажити свиней та інше м'ясо під час проведення бенкетів.
Є ще в селах бандасал — хата для відпочинку, зазвичай її ставлять перед хатою нокми.
В деяких районах гаро споруджують маленькі хатинки на рисових полях або в садках. Вони звуться джамсренг, джамап або джаматал. Тут зберігають сезонні фрукти й зібране зерно, а ще тут можна спати.
В місцях, де існує небезпека для полів з боку птахів і диких тварин, особливо слонів, гаро споруджують сторожки на верхівках дерев. Вони називаються боранг («хата на дереві»). Звідси безпечно спостерігати за врожаєм, а ще тут можна відпочити в денний час або спати вночі. Дістаються борангу бамбуковою драбиною.
У селах люди й досі надають перевагу традиційним хатам. Їх можна порівняно легко й швидко зводити, а всередині прохолодно. Гаро-християни та освічені гаро почали ставити хати на кшталт тих, що поширені в інших районах Індії або Бангладеш. Найзаможніші мають цегляні хати, а дах криють бляхою. В містах традиційних хат немає. В Горах Гаро домінують будівлі так званого «асамського типу» з дощатими підлогами, тинькованими стінами, стелею з килимків і дахом із гофрованих листів заліза. Такі споруди мають перевагу в сейсмонебезпечних регіонах, до яких належить і штат Мегхалая, вони здатні вистояти навіть під час сильного землетрусу.
Більшість сіл гаро чисті й акуратні.

### Меблі, начиння
Більшість гаро дуже бідні, й їхнє домашнє начиння дуже просте й обмежене. Воно складається головним чином з горщиків для приготування їжі, великих глиняних посудин для варіння самогону, ступ та товкачів для лущення рису. Глиняні горщики, що звуться медік і самдік, купують на базарі. Товкач рімол — це важка дерев'яна палиця, трохи більше метра завдовжки й близько 7,5 см в перетині, а ступа, яку гаро називають сасам, — це шматок великої колоди з отвором у центрі, куди насипають рис. У господарстві є також великі бамбукові килимки під назвою ам, їх розстеляють на сонці й сушать на них рис перед лущенням. Щоб перевіяти рис після товчення використовують кілька плоских лотків з бамбука, що звуться руан.
Гаро також використовують бамбукові кошики різної форми та розмірів. Один вид кошиків, що називається кера, має конічну форму з плоским дном і нагадує кошики кхасі. Інший вид кошиків зветься кокченг. Такі кошики значно більші, але грубі у виконанні; вони використовуються для перенесення бавовни. Воду з річок носять у гарбузах, у гарбузах і зберігають її. Гаро мають ряд таких посудин різної форми та розмірів. Гарбузу дають висохнути, а тоді вирізають з нього серединку й витрушують насіння, так отримують «пляшку» для води. Палиці для перемішування їжі під час її приготування виготовляють зі шматка бамбука, розщепленого й вирівняного після цього. Схожу процедуру виконують для виготовлення ложок. Як тарілки зазвичай використовують листя рослин. Великим очеретяним листком, який називають реджак, гаро користуються як парасолькою, його можна легко скласти й відкрити як віяло.
Гаро користуються також ножами, які вони називають атте. Атте різняться за формою та розмірами, залежно від місцевості. Значно більші за розмірами аттема використовують для розколювання великих колод. Є ще сокири, які гаро називають руа. Всі ці інструменти виготовляються жителями рівнин, гаро купують їх у бенгальців на півдні та заході й асамців на півночі. Також користуються мотиками.
Дуже обмеженим є набір меблів. Для більшості потреб вистачає лише самої бамбукової підлоги. Меблі найпростішого типу. Для сидіння використовують лавки ампок, це грубо обтесані дерев'яні колоди. У деяких хатах є стільці, сплетені з очерету або бамбука, вони звуться мора. Зазвичай їх пропонують гостям на знак поваги. В традиційних хатах немає столів, скринь або шаф. До стін або стелі підвішують кошики або бамбукові палки, які служать для зберігання різного добра.
Цей реманент та начиння характерний для старих часів та консервативного домогосподарства гаро. В містах гаро зазвичай використовують всі види меблів, що виготовлюються в Індії. Сьогодні в побуті людей, навіть у селах, можна побачити майже будь-яке начиння, виготовлене як в Індії, так і за її межами. Майже в усіх хатах тепер є електрика, люди дивляться телевізор, користуються відеомагнітофонами тощо.

### Зброя
У старі часи гаро не мали мушкетів чи іншої вогнепальної зброї. Серед місцевих видів зброї на чільному місці стояв двогранний меч, який вони називають мілам. Цей меч має дуже незвичну конструкцію й для сторонніх складний у використанні. Його виготовляли із цільного шматка заліза 90-120 см завдовжки, лезо пряме, шириною близько 5 см з тупим стрілоподібним кінцем. Ручка дуже тонка, вигнута й закінчується плоскою округлою головкою. Вона дозволяє власникові притиснути меч до землі під час зупинки й відпочинку на марші, при цьому зброя завжди залишається під рукою. На кожну поперечку гаро прив'язували пучок волосин з коров'ячого хвоста. Вони вважають, що зберегли цю прикрасу ще з часів переселення з Тибету й дуже шанують її. Своїми мечами гаро також могли розчищати джунглі на своєму шляху, колоти дерева, рубати великі шматки їжі. Мечі купували на місцевих базарах. На виробництві такої зброї спеціалізувався підрозділ мегам.
Інший основний вид зброї гаро — щит. Існує два види щитів. Один називається сепі, його виготовляють із плоского шматка дерева або кількох шматків, зв'язаних між собою, дерево вкривають дуже тонкими смужками очерету або бамбука. Інший вид щита називається даніл, він виготовлений із ведмежої або коров'ячої шкіри, натягнутої на дерев'яну рамку. Обидва щити однакової форми та розміру, близько 1 метра заввишки й до 50 см завширшки, трохи видовжені, з легко увігнутими боками. Щити мають ручки з очерету.
Ще одна грізна зброя гаро — це спис. Він має залізний наконечник 30-35 см завдовжки й 5-7,5 см завширшки, дуже гострій. Наконечник вставлений у бамбуковий держак (близько 1,5 м завдовжки) й закріплений природним клеєм та дуже акуратно прив'язаний тонкими лозинами очерету. Списи використовували, щоб убити тигра або ведмедя, а також із метою оборони. Луки й стріли добре відомі гаро, але вони тут не настільки популярні, як у сусідніх районах розселення кхасі та джантія. Ножі, хоча й уважаються господарським знаряддям, гаро використовували й для оборони.

### Одяг та прикраси
Гаро мають власний традиційний одяг. При цьому через різні кліматичні умови зразок одягу варіює залежно від місця проживання. Жителі рівнин воліють носити легкі тканини, а люди, що живуть в горах, потребують теплішого одягу. У минулому гаро були ледве одягнені, а в старі часи носили одяг з кори дерев.
Основний традиційний одяг чоловіків — це гандо, пов'язка на стегнах, власне смужка тканого полотна близько 15 см завширшки й близько 1 м завдовжки. Гандо пропускають між ніг, обмотують навколо талії, один кінець зав'язують під складками на спині, а інший кінець лишають висіти спереду. Сорочок гаро не мали. Коли було холодно, вдягали жилети чорного кольору з білими накладками на краях, їх купували в бенгальських торгівців на рівнині. Взимку також прикривали тіло бавовняною або шерстяною накидкою. Влітку тіло лишалось оголеним.
Таким самим убогим було й жіноче традиційне вбрання, відоме під назвою рекінг. Воно складається із шматка тканини розміром близько 45 см завдовжки й близько 35 см завширшки. Його підв'язували угорі з лівого або правого боку двома шворками; стегна при цьому залишалися відкритими. Узимку або відправляючись в інші місця, жінки вдягали хустку із синьої або білої бавовни, але протягом літа вони, як і чоловіки, залишали верхню частину тіла оголеною.
Так було в минулі часи, але зараз гаро надають перевагу одягові, який використовують інші народи. Чоловіки більше не носять гандо й не намагаються вдосконалити його. Рекінг сьогодні можна побачити на жінках лише у внутрішніх районах і дуже рідко на вулицях міста Тура. Його вдягають лише прибічниці народної релігії. Християнки, а також жінки, які живуть у районах, що прилягають до рівнини, носять одяг, подібний до бенгальського чи асамського. Гаро в міських районах Бангладеш носять одяг, який майже не відрізняється від бенгальського.
Зараз більшість чоловіків гаро в Бангладеш вдягають лунгі, свого роду чоловіча спідниця, шматок тканини, обмотаний навколо нижньої частини тіла й зав'язаний на талії. Штани та сорочки вони привчилися носити в часи британського правління, згодом також почали носити дхоті бенгальського типу. Як наряд вдягають гамуча, великого розміру барвистий рушник, який носять на зразок дхоті, прикриваючи нижню частину тіла.
На селі чоловіки на голові носять тюрбан. У гаро не існує специфічного способу носіння тюрбанів, і він не схожий на той, який носять пенджабські сикхи. Гаро намотують тюрбан кругами до рівня брів, при цьому верхня частина голови лишається відкритою. Зазвичай тюрбани бувають із темно-синьої бавовни, деякі — білі. Сільські посадовці з нагоди окремих важливих подій вдягають тюрбани з червоного асамського шовку з орнаментованою бахромою.
Сьогодні найпопулярнішим вбранням жінок гаро є дакманда. Вона є поліпшеним варіантом традиційного рекінгу. Це шматок тканини, який обгортають навколо свого тіла у вигляді спідниці й припасовують його до блузки. Інший шматок такої ж тканини кладуть на ліве плече, тоді пропускають під правою рукою й закріплюють навхрест. Зазвичай дакманда має художній розпис. Вдягають жінки також звичні бенгальські сарі або асамські мекели. На голові іноді носять пов'язки, але вони не схожі з чоловічим тюрбаном.
Бавовник є основною товарною культурою в Горах Гаро, тому одяг гаро зазвичай виготовляють із бавовняної тканини.
Крім звичайного вбрання, жінки мають окремий костюм для танців та обрядів. Під час урочистостей вони вдягають маранг-джаксу. Цей одяг виготовлений із фарбованого асамського шовку й нагадує вбрання кхасі. Полотно обгортають навколо тіла, пропускають під правою рукою й зав'язують на вузол на лівому плечі. Кінець вільно звисає до колін з лівого боку. Маранг-джаксу високо цінується, особливо з віком. Чоловіки не мають спеціального вбрання для танців. Однак у минулому після успішного полювання вони танцювали в одязі, що зветься пандра. Це відрізок чорної тканини, який обмотується навколо тіла під руками й сягає талії; поперек на нього накладають смуги з білої бавовняної тканини. Таке вбрання можна побачити навіть сьогодні під час виконання традиційних танців.
Як чоловіки, так і жінки гаро люблять прикраси, вони носять кільця, сережки, намиста, браслети. Деякі з цих прикрас є красивими, хоча загалом вони дешеві. Багато видів прикрас є звичайними як для чоловіків, так і для жінок. З розвитком цивілізації традиційні прикраси переносяться в кут музею або в танцювальні зали, сьогодні їх вдягають переважно на свята.
До числа характерних прикрас гаро належать надонгбі (інші назви: сіша, отонгат). Це кільця-серги з тонкого латунного дроту, які носять у мочках вуха. Чоловічі сіша мають близько 2,5 см в перетині, в минулому їх носили по 12-20 штук в одному вусі, іноді навіть по 30-40 таких кілець. Жіночі сіша значно більшого розміру й носили їх по цілих 40–50 штук на кожне вухо. Автентичні старі кільця мають діаметр близько 15 см і виготовлені з бронзи. Вдягали їх рідко, вони зберігаються як реліквія. Через велику вагу сіша мочки розтягуються, щоб зняти навантаження, кільця підв'язували до голови. Зараз дівчата гаро носять меншу кількість сіша, до того ж меншого розміру. Інший вид латунних кілець, що зветься надіронг, носили у верхній частині вуха. Ці кільця менші за сіша, деякі орнаментовані чотирма латунними дисками, прикріпленими до кожного зовнішнього та до нижнього краю.
Натапсі — коротке намисто, яке як чоловіки, так і жінки носять як сережки у верхній частині вуха; на нитку нанизують бісер, дрібні шматочки латуні, срібла або кришталю. Своєрідна й виразна жіноча прикраса під назвою пента поширена в підрозділах чибок та руга, що живуть у південній частині Гір Гаро. Це маленький гостро заточений шматочок слонової кістки до 4 см завдовжки, який встромляють у верхню частину вуха так, що він стоїть догори паралельно боковій стороні голови. Пента також виготовляють зі срібла, але срібні пента — це знак жалоби, їх удягають лише, коли помирає хтось із членів сім'ї; в інших випадках — носити пента є нещасливою прикметою.
Намиста ріпок носять як чоловіки, так і жінки. Існує їх два основних види. Один складається зі скляних бочкоподібних намистин червоного або темно-червоного кольору. Інший вид ріпок виготовлений із латуні або срібла, такі намиста купують у бенгальських торговців. Їх вдягають в особливих випадках; вони високо цінуються й зберігаються як реліквії.
До традиційних прикрас гаро належать джаксани — браслети зі срібла або бронзи різних розмірів. Їх купують у звичайних торговців. Масивні бронзові браслети вдягають на свята. Важкі кільця джаксил, які носять над ліктем, є символом статків та влади. Вони можуть бути виготовлені із заліза, латуні або срібла. Джаксили бувають плоскими (близько 2,5 см завширшки) або круглими (близько 1,3 см в діаметрі) в перетині, деякі дуже старі кільця можуть бути 5-8 см завтовшки. Джаксил носять деякі багатії після проведення церемонії гана, коли вони отримують титул нокма. Зазвичай на одній руці носять лише один джаксил, але є й такі, що вдягають їх цілих чотири.
До числа жіночих прикрас належить сенгкі — своєрідний корсет, що складається з кількох рядів черепашок, нанизаних на шворки, як намисто. Шворки тримаються окремо за допомогою шматка бамбука з отворами. Сенгкі — це не лише прикраса, а й пояс, який підтримує рекінг або спідницю. Пов'язка гандо також може бути прикрашена кількома рядами білих намистин з черепашок, що звисають уздовж краю. Орнаментують черепашками й рекінг. На одязі гаро можна побачити різні релігійні й натуралістичні знаки, такі як листя, квіти, очі богів тощо.
Головні убори часто прикрашають пір'ям птаха-носорога. Є в гаро ще одна цікава жіноча прикраса пілні, яку носять лише під час танців. Це бамбуковий гребінець, близько 20 см завдовжки, який встромляють у вузол з волосся на потилиці. До верхньої частини гребінця прикріплена смужка тканини, пофарбована в колір індиго, близько 15 см завдовжки. Вона прикрашена рядами білих намистин з черепашок і вільно звисає за головою.

### Їжа
Гаро дуже ліберальні в своїх харчових звичках. Вони надають перевагу простій їжі. Основним продуктом харчування є рис. Із зернових їдять також пшоно, кукурудзу та сльози Йова (англ. Job's tears, наукова назва Coix lacryma-jobi). Іншим важливим харчовим продуктом є тапіока. Коли її немає, збирають у лісі ямс та деяке інше коріння.
В їхньому способі приготування рису, пшона або сліз Йова немає нічого примітного. Їх просто варять на воді в глиняному горщику або в алюмінієвій каструлі. Іноді рис варять на шматочку бамбука, додаючи в процесі необхідну кількість води. Рис їдять з м'ясом, рибою, сочевицею, овочами, приправляють спеціями (карі).
Гаро вживають майже будь-який вид тваринної їжі. Вони тримають корів, кіз, свиней, курей та качок і з задоволенням смакують їхнє м'ясо. Також їдять дичину — м'ясо оленів, буйволів, диких свиней тощо. Часто в селах до столу йдуть і собаки та коти й майже будь-які дикі тварини, яких можна вполювати. У минулому на щотижневих базарах продавали багато цуценят на їжу. Їдять також неотруйних змій та ящірок. Найулюбленішим м'ясом є свинина. Саме свинину подають гостям під час проведення громадських заходів та релігійних свят. Яйця ящірок вважаються делікатесом. Іноді також їдять запечену кров тварин.
В їжу йдуть також майже всі види водної живності, що водиться в місцевих річках та ставках: рибу, креветок, крабів, вугрів.
Сушена риба (накам) — один з найулюбленіших продуктів харчування гаро. Певна її кількість готується власноруч, але значну частину купують у торговців. Гаро мають власну технологію приготування сушеної риби. Вибирають рибу середнього розміру, висушують її на сонці, а потім зберігають в темному приміщенні протягом кількох днів. Тоді суху рибу перетирають у ступі на порошок, додають варені овочі й укладають усередину довгих стебел бамбука й так зберігають протягом сезону дощів. Цей продукт має дуже сильний аромат, він може не сподобатись тим, хто його раніше не куштував, але в багатьох районах розселення гаро сушена риба зі спеціями вважається найсмачнішою їжею.
Для приготування карі гаро на своїх полях вирощують овочі та коріння, частину необхідних для цього продуктів збирають у лісі. Головним компонентом карі є перець чилі. Вирощують та споживають перець, баклажани, огірки, різні види гарбузів, кавуни, квасолю, місцеві види овочів. Пагони бамбука вважаються делікатесом. Їх вживають як овоч, а ще існує спеціальний спосіб приготування бамбука. З розколотого стебла бамбука роблять конус висотою близько 1,2 м, внутрішню поверхню вистеляють листям. Конус ставлять верхівкою донизу й наповнюють його подрібненими пагонами бамбука, зверху закладають кашкою. За день-два з пагонів виходить рідина, її збирають у горщики й смакують, вживаючи в різний спосіб.
Найкращими фруктами вважаються місцевий різновид банана, ананаси, апельсини, помело. Гаро також їдять плоди дерев, що ростуть у джунглях. Цінують горіхи та листя бетеля, їх, як правило, пропонують гостям як прояв гостинності.
Традиційна система приготування їжі гаро не використовує олії. Її замінює різновид содової води, який тут називають калчі. Щоб отримати цей продукт спалювали сухі шматочки деревини платана або молодого бамбука, тоді збирали золу, розчиняли її у воді й фільтрували через бамбукове сито. Більшість городян зараз замість цієї золи використовує соду з магазину. Содову додають, коли страва доходить до кипіння. Існує припущення, що використання цього замінника олії пояснює порівняно низьку частоту шлункових захворювань у Горах Гаро.
Узимку гаро зазвичай регулярно вирушають на щотижневі базари, щоб придбати суху рибу, сіль тощо.
Гаро зазвичай їдять тричі на день, вони помірні в своєму харчуванні. Звичайними стравами на сніданок у минулому були рис, дикий ямс та інші бульби. На вечерю знову їли рис, приправляючи його карі з дикорослих рослин, а ще подрібнену сушену рибу та дичину. Деякі обмежувались лише хлібом на сніданок, а замість рису їли ямс. Зараз кулінарні звички гаро зазнають змін. Гаро запозичили рецепти страв та способи приготування й споживання їжі в сусідніх народів, зокрема в бенгальців та асамців. Тепер вони їдять рагу, плов, смажені овочі, бобові та м'ясо. Але, як і раніше, люблять свинину, м'ясо черепахи, вугрів, пагони бамбука.
Якщо повсякдень гаро стримані в своєму харчуванні, то під час святкових бенкетів вони їдять і п'ють надміру. Підготовка до бенкету робиться заздалегідь, все ретельно планується. Гостей саджають рядами. Спочатку роблять обхід із кошиком рису та карі й пригощають кожного гостя. Тоді виносять алкоголь і кожному наливають персональну порцію. Перед тим, як насолоджуватися їжею, гостей запрошують запропонувати богам кілька зерен рису та трохи випивки.
Алкогольний напій чу є частиною традиційної культури гаро. Прибічники народної релігії вживають його з дитинства. Це улюблений продукт народу. Чу подають гостям під час кожного громадського й релігійного свята. Люди п'ють його також після важкої роботи, щоб підняти настрій. Християнство стримує виробництво та вживання алкоголю. Протестантська церква взагалі забороняє вживати чу, натомість католики ставляться до цієї традиції більш лояльно. Так чи інакше, але тепер чу вживають менше. Освічені та при грошах люди надають перевагу іноземним спиртним напоям. Натомість у незаможних сім'ях не мають можливостей готувати багато чу.
Чу — це слабкоалкогольний самогон, іноді його ще називають пивом або вином. Приготування чу вважається жіночою справою. Самогон варять і не переганяють. Готують його з рису, іноді з проса, кукурудзи або сліз Йова. Рис або інше зерно відварюють до м'якого стану, а коли більша частина води випарується, його виймають і кладуть на килимок для охолодження. Тоді додають ванті, аналог дріжджів, перемішують і засипають у глиняний горщик, заливають холодною водою й накривають тканиною. Ванті — це добре перемелена суміш ряду трав, перцю, цукрового очерету та фруктів, змішана з борошном; зберігається круглими товстими коржами. Закваску вистоюють протягом тижня влітку й двох тижнів узимку. Коли продукт буде готовий, його проціджують через сито. Отриманий самогон розбавляють у рівній пропорції з водою. Найкращий чу варять із липкого рису.
Гаро мають негігієнічний спосіб годування своїх малюків. Жінки дають своїм дітям пережовану їжу зі свого рота. Так само з рота дають і воду.
Неосвічені гаро, переважно жінки, не люблять молоко, яке вони розглядають як екскременти та хворобливі речовини, але цей забобон майже зник у XX столітті.
Гаро також палять тютюн. Багато старих чоловіків і жінок звикли до кальяну, але вони ніколи не вживають опіум.

### Медицина
Сотні років гаро використовували свої традиційні методи лікування, які тісно пов'язані з особистим досвідом людей і засновані на наявних ресурсах навколишнього середовища. Сьогодні сучасна медицина витіснила традиційну.

### Характер
Гаро — люди дуже прості й зберігають традиційний уклад. Вони щасливі, коли в них постійно на столі є рис, риба та алкоголь. У них немає бажання розбагатіти, вони не намагаються щось заощаджувати на майбутнє. Після тривалої напруженої праці більшість чоловіків купує спиртне. Деякі з них витрачають на це всі свої зароблені гроші. Через таке марнотратство жінки мусять брати на себе відповідальність за сімейні фінанси. Проте освічені гаро усвідомлюють свою реальну ситуацію й намагаються дбати про майбутнє.

### Розваги
У гаро немає офіційно організованих змагань, але вони мають власні види спорту та ігри. Більшість із них проводиться як забава й має характер випробування сили сторін. Рідко влаштовуються щорічні змагання. Молоді чоловіки можуть об'єднуватися в групи й брати участь в змаганнях на кшталт перетягування каната, що зветься вапонг-сіка. Товста бамбукова жердина замінює в ньому мотузку, й команди, що сперечаються, намагаються не перетягнути, а виштовхати один одного за межі зазначеної лінії. Змагання вапонг-кала — це коли дві людини сидять на протилежних кінцях колоди, середина якої лежить на великому камені, й намагаються переважити один одного. Існують місцеві види боротьби, в минулому успішні борці викликали на поєдинок суперників із сусідніх сіл, але тепер ця традиція згасла. Юнаки з нокпанте змагаються між собою зі стрибків у довжину, висоту, в метанні каміння, хто швидше підніметься вгору канатом, бігають наввипередки горами або з гори тощо. Популярною розвагою є бої півнів.
Під час британського колоніального правління в Гори Гаро прийшло багато сучасних ігор: футбол, волейбол, баскетбол, настільний теніс, різні дисципліни легкої атлетики. Сьогодні серед гаро поширені лише сучасні ігри та спорт. Старі ж ігри майже зникли, особливо в міських районах. Освічені гаро, що відмовляються від свого традиційного життя, розвинули смак до різних видів розваг, сучасної музики, танців, ігор та спорту.

## Духовна культура

### Пісні, музика, танці
Народні пісні, музика й танці є цільною складовою культури гаро, вони відображають традиційний спосіб життя й повсякдення народу. Водночас вони є найважливішим елементом традиційних ритуалів та церемоній. Гаро вважають, що їхні пісні й танці є засобом для умиротворення богів або духів. Танці під акомпанемент музики, як і алкоголь, є невід'ємною частиною всіх суспільних заходів.
Гаро мають різні пісні для різних випадків, наприклад, з нагоди смерті, народження, статевого дозрівання, вкладання шлюбу тощо. Крім того, пісні для них є засобом передачі інформації, є пісні на теми моралі, пісні-думи, які викладають філософію життя, прості пісні, пов'язані з різними періодами життя, пісні для роботи, пісні для свят і релігійних церемоній. Пісні виконуються під звуки різних музичних інструментів, що робить їх барвистішими. Все культурне життя гаро проходить через їхні пісні. Всі свята та обряди народу складаються з двох частин: релігійної та громадської. Коли завершується релігійна складова, починається бенкет, танці та інші розваги. Відповідно й танці поділяються на обрядові та розважальні. Кожен обряд пов'язаний з конкретним видом танцю та певними піснями.
Існує багато видів танців, які виконують під час Вангала та інших свят. Найважливішими серед них є докру-суа, амбре-руруа, кілпуа, чамбіл-месара. Танець докру-суа виконують лише дві жінки, які імітують двох голубок, що ніби клюють одна одну. Танцюристки стоять обличчям одна до одної, одну руку з ліктем, відведеним назад («хвіст голубки»), тримають на стегні, інша рука піднята до чола, а кінчики пальців трохи зігнуті й спрямовані вперед («дзьоб»). «Голубки» багато разів «клюють» одна одну на втіху глядачам. Пара жінок бере участь і в танці амбре-руруа. Одна з них імітує плодове дерево, з якого падають плоди; інша в танці йде за нею, час від часу зупиняється, трясе свою партнерку й демонструє, як збираються фрукти. Танець присвячений язичницькому богу Чурабуді, захисникові сільськогосподарських культур, виконується під акомпанемент музики та биття в барабани. Танець кілпуа імітує посів бавовнику, через кожні кілька кроків танцюристки нахиляються, ніби кладучи насіння в щойно зроблену в землі ямку. В танці чамбіл-месара беруть участь лише чоловіки, він вимагає виняткових навичок. У цьому сольному танці танцюристові навколо талії зав'язують мотузку, кінець якої звисає позаду неначе хвіст із прив'язаним на кінці плодом помело. Мінімальними рухами талії та стегон виконавець примушує помело розгойдуватись у такт з музикою все швидше й швидше. Деякі майстри можуть одночасно розгойдувати два помело (друге при цьому звисає спереду), а є й такі, що справляються відразу з чотирма.
Різні види народних танців виконуються під час проведення сільськогосподарських обрядів, на щорічні богослужіння біля жертовних каменів (асонг-косі), з нагоди закінчення будівництва житлової хати або нокпанте тощо.
Цікавий танець виконує нокма (сільський голова) під час церемонії гана, що проводиться з нагоди його вступу на посаду. Він удягає котіп (головний убір, зазвичай із червоної тканини) та джаксил (ліктьове кільце), бере в праву руку меч, а в ліву щит. Під час виконання танцю нокма б'є ногами в щит у ритм звуків барабана. До нього приєднуються дружина, племінниці та дочки; жоден інший родич або стороння людина не може брати участь у цьому танці. Танцюристи перебувають у постійному русі, ритмічно й витончено рухають руками в унісон із музикою, нахиляють тіло праворуч або ліворуч.
Танець ганна виконують під час свята Вангала. Пози танцюристів витончені, а рухи повільні. Хлопці періодично опускаються на коліна, а дівчата, низько нахиляючись, водять рукою вперед-назад, імітуючи збирання врожаю рису. Дуже цікаво спостерігати танець доре-рата. Жінки-танцюристи намагаються збити тюрбан з голів танцюристів-чоловіків. Кожне збивання тюрбану супроводжується бурхливими оплесками та сміхом глядачів.
Танець гріка, який у давнину гаро виконували на радощах після успішних бойових дій, не зберігся до наших днів. 20-30 чоловіків-воїнів ставали один за одним, тримаючи сусіда попереду за пояс. Під чіткі звуки барабанів та гонгів вони кружляли по колу, стрибаючи то на одній нозі, то на іншій, і співали в такт із музикою. Їхня пісня була розповіддю про доблесні вчинки, які вони здійснили. Як правило, група танцюристів мала свого лідера грікгіпа, який з мечем і щитом у руках вів за собою всіх інших і гучними вигуками керував дійством. Жінки при цьому, окремо від чоловіків, тихо танцювали рядами, стрибали як чоловіки, але з витягнутими вперед руками, й у такт із музикою підіймали то одну, то іншу руку, час від часу швидко оберталися.
Похоронні церемонії гаро також включають різні види танців. Два підрозділи гаро (руга та чибок) відрізняються від решти тим, що вони танцюють лише на похоронних церемоніях, а не з будь-якого радісного приводу.

### Музичні інструменти
Гаро мають різноманітні музичні інструменти, виготовлені власноруч: барабани, духові інструменти з бамбука та рогу, гонги, ксилофони тощо. Традиційні музичні інструменти гаро можна умовно розділити на чотири групи: ідіофони, аерофони, хордофони та мембранофони.
«Самозвучні» ідіофони зроблені зі здатних резонувати матеріалів. До цієї категорії належать зокрема різні види гонгів та ксилофонів. Свої гонги гаро називають ранг. Це латунні або залізні плитки або чашки. Крім того, що їх використовують як музичні інструменти під час танців та просто на свята, гонги в суспільстві гаро виконують роль грошової одиниці або «золотого запасу». Кількістю гонгів, якою володіє людина, вимірюються її статки та соціальне становище. Кількістю гонгів вимірюються також штрафи, що накладаються на винного при розгляді судових справ. Перед кремацією поруч із небіжчиком викладають його гонги. Ці інструменти набувають цінності з віком, вартість дуже старих гонгів може в 30 і більше разів перевищувати вартість тільки-но виготовлених. Гаро використовують два види ксилофонів: каква, що дуже схожий з аналогічним інструментом індуїстів на рівнині, та ненгілсі, менший за розміром, що складається з двох невеликих мідних чашок. На ксилофонах грають, вдаряючи по них у лад з іншими музичними інструментами.
До числа мембранофонів належать барабани, в гаро існує кілька їх видів. Барабани не виготовляються на продаж, а лише для власного використання. Вони мають рамку, зазвичай із дерева гамбіл (Gareya arborica), тісно обтягнуту коров'ячою шкірою, яка закріплена ремінцями також з коров'ячої шкіри. Дама — це довгий вузький барабан, 1,2-1,5 м завдовжки, найтовщий по центру, він звужується до кінців. Більшість підрозділів гаро має власний варіант дама. Барабан крам більший за дама, він також має дерев'яну рамку й обтягнутий коров'ячою шкірою, але один край набагато більший за інший. Якщо дама можна використовувати будь-коли, то крам служить лише для урочистих подій (похорони, щорічні релігійні церемонії). Невеликий дерев'яний барабан надік має 30 см у перетині й глибину 15 см. Він використовується лише разом із крамом як супровід. Символічне значення має також великий барабан награ. Це глиняний горщик, обтягнутий коров'ячою шкірою. Награ — це священне майно, його може мати лише нокма. Цим барабаном він скликає селян на бенкет або до розваг. Гаро вважають, що коли крам або награ винесуть із хати нокма, на його господаря обов'язково чекатиме нещастя. В минулому ці барабани після виготовлення обов'язково освячували, проводили спеціальну церемонію, приносили жертви. Використовувати крам або награ може лише його власник або хтось із його родичів. Але ці правила не стосуються барабанів, що зберігаються в нокпанте, ці служать для громадського використання.
До числа аерофонів (духових інструментів) належать труби та сопілки. Гаро мають два види труб (точніше рогів), в які сурмлять під акомпанемент барабанів. Невелику трубу аділ виготовляють із верхньої частини рога буйвола, до якої прикріплений бамбуковий мундштук, інструмент має розмір близько 15 см. Синга — це цілий ріг буйвола, музикант може видавати з нього лише два-три звуки на одному диханні. Всі свої сопілки гаро роблять із бамбука, вони не мають прикрас або різьблення. Отекра — велика сопілка, до 1 м завдовжки й близько 2,5 см в перетині, має лише два отвори для пальців. Сопілка ілонгма менша за розміром, з трьома отворами. Бангсі — ще менша сопілка, також із трьома отворами. Флейту імбінгі роблять із короткого шматка тонкого бамбука, один кінець закривають, інший лишається відкритим. Збоку, приблизно за 5 мм від закритого кінця, роблять квадратний отвір і вставляють туди мундштук. Є в гаро й інші духові інтрументи: санай, кал, болбіджак, ілліп, тарабенг, акок, тілара, вапек тощо. Серед гаро, що живуть на рівнинах та біля підніжжя гір, отримала поширення фісгармонія. Цей інструмент купують на базарах.
Гаро мають також ряд струнних інструментів (хордофонів): дотронг, саренда, чигрінг, дімчранг, гонгміна. Гонгміна — це місцевий варган, виготовлений із тонкого розколотого бамбука. Має розмір приблизно 2 см на 10 см. Один кінець короткого язичка прикріплений до рамки, а до іншого його кінця прикріплена невелика бамбукова ручка. Інструмент тримають між великим та вказівним пальцями лівої руки, підводять до зубів так, щоб він легко торкався до них. Струну-язичок сіпають різкими рухами за допомогою ручки, роблять це правою рукою.
Усі свої традиційні музичні інструменти гаро тепер використовують лише під час танців на свята та в постановних виставах. У повсякденному житті молоді чоловіки та жінки грають переважно на європейських музичних інструментах, таких як гітара, скрипка тощо.

### Освіта
Рівень грамотності серед гаро (рідною, англійською, бенгальською) є доволі високим, він становить близько 80-90 %. Це є результатом роботи в Горах Гаро християнських місіонерів. Діти мають можливість отримати освіту в державних або місіонерських школах. Якість освіти, яку надають місіонери, є задовільною, навіть у деяких випадках кращою, ніж у державних школах. У кожній громаді гаро є початкова школа. Крім того, місіонери відкрили в населених пунктах гаро кілька навчальних закладів вищого рівня. Гаро в Бангладеш вважають за краще відправляти своїх дітей до християнських місіонерських шкіл. Справа в тому, що формальне навчання в цій країні ведеться лише бенгальською мовою, тоді як вчителі місіонерських шкіл пояснюють дітям уроки мовою гаро.
В той час як початкову освіту отримує більшість гаро, рівень середньої освіти в них є невисоким, а вищу освіту мають лише одиниці. Для продовження навчання вони мають переїжджати до міст і постійно жити там, а навчання ведеться англійською (в Індії) або бенгальською (в Бангладеш) мовою.
Рівень грамотності серед гаро є значно вищим за середній у Бангладеш, особливо серед жінок. Цей фактор, у поєднанні з репутацією чесних, працелюбних і надійних людей, дозволяє освіченим гаро знайти собі хорошу роботу в містах. Іноземці платять їм пристойну зарплату.